# Apollo 11
Pour les articles homonymes, voir Apollo 11 (homonymie).
Apollo 11 est une mission du programme spatial américain Apollo au cours de laquelle, pour la première fois, des hommes se sont posés sur la Lune, le lundi 21 juillet 1969. L'agence spatiale américaine, la NASA, remplit ainsi l'objectif fixé par le président John F. Kennedy en 1961 de poser un équipage sur la Lune avant la fin de la décennie. Il s'agissait de démontrer la supériorité des États-Unis sur l'Union soviétique et de répondre aux succès soviétiques du début de l'ère spatiale dans le contexte de la guerre froide, qui oppose alors ces deux pays. Ce défi est lancé alors que la NASA n'a pas encore placé en orbite un seul astronaute. Grâce à une mobilisation de moyens humains et financiers considérables, l'agence spatiale rattrape puis dépasse le programme spatial soviétique.
Apollo 11 est l'aboutissement d'une série de missions qui permettent la mise au point des techniques spatiales nécessaires, des vaisseaux spatiaux et d'un lanceur géant ainsi que la reconnaissance des sites d'atterrissage sur la Lune. C'est la troisième mission avec équipage à se placer sur une orbite lunaire après Apollo 8 et Apollo 10. Le vaisseau spatial emportant l'équipage est lancé depuis le Centre spatial Kennedy le 16 juillet 1969 par la fusée géante Saturn V, développée pour ce programme. Elle emporte un équipage composé de Neil Armstrong, commandant de la mission et pilote du module lunaire, d'Edwin « Buzz » Aldrin, qui accompagne Armstrong sur le sol lunaire, et de Michael Collins, pilote du module de commande et de service qui restera en orbite lunaire. Armstrong et Aldrin, après un atterrissage comportant quelques péripéties, séjournent 21 heures et 36 minutes à la surface de la Lune et effectuent une sortie extravéhiculaire unique d'une durée de 2 heures et 31 minutes. Après avoir redécollé et réalisé un rendez-vous en orbite lunaire avec le module de commande et de service, le vaisseau Apollo reprend le chemin de la Terre et amerrit sans incident dans l'océan Pacifique à l'issue d'une mission qui aura duré 8 jours, 3 heures et 18 minutes.
Au cours de cette mission, 21,7 kilogrammes de roche et de sol lunaire sont collectés et plusieurs instruments scientifiques sont installés sur la surface de notre satellite. Bien que l'objectif scientifique d'Apollo 11 ait été limité par la durée du séjour sur la Lune et la capacité d'emport réduite des vaisseaux spatiaux utilisés, la mission fournit des résultats substantiels. Son déroulement, en particulier les premiers pas sur la Lune filmés par une caméra vidéo et retransmis en direct, constituent un évènement suivi sur toute la planète par des centaines de millions de personnes.

## Contexte

### Course à l'espace
Durant les années 1950, la guerre froide bat son plein entre les États-Unis et l'Union soviétique, les deux superpuissances de l'époque. Celle-ci se traduit par des affrontements militaires indirects (guerre de Corée) mais également par une course aux armements. L'Union soviétique prend de l'avance en mettant au point un missile balistique intercontinental, la R-7 Semiorka, ancêtre direct de la fusée Soyouz. La R-7 est une fusée particulièrement puissante, car les ingénieurs soviétiques ne sont pas parvenus à miniaturiser la bombe nucléaire qu'elle emporte. Le responsable du programme, Sergueï Korolev, parvient à convaincre les dirigeants soviétiques de l'utiliser pour lancer le premier satellite artificiel. La mise en orbite de Spoutnik 1 le 4 octobre 1957, qui a un retentissement mondial, est une énorme surprise pour le public américain et est vécue comme une atteinte symbolique à la supériorité américaine par les responsables politiques de ce pays.
À cette époque le programme spatial américain souffre d'une dispersion des efforts bien que plusieurs programmes ambitieux de missiles balistiques soient bien avancés. Réagissant au défi soviétique, le président américain Dwight D. Eisenhower décide, le 29 juillet 1958, de créer une agence spatiale civile, la NASA, qui doit permettre de fédérer les efforts américains : la course à l'espace est lancée. Mais les Soviétiques, qui disposent d'une avance importante et d'un lanceur beaucoup plus puissant que les fusées américaines, continuent au cours des années suivantes de multiplier les premières.

### Lancement du programmeApollo

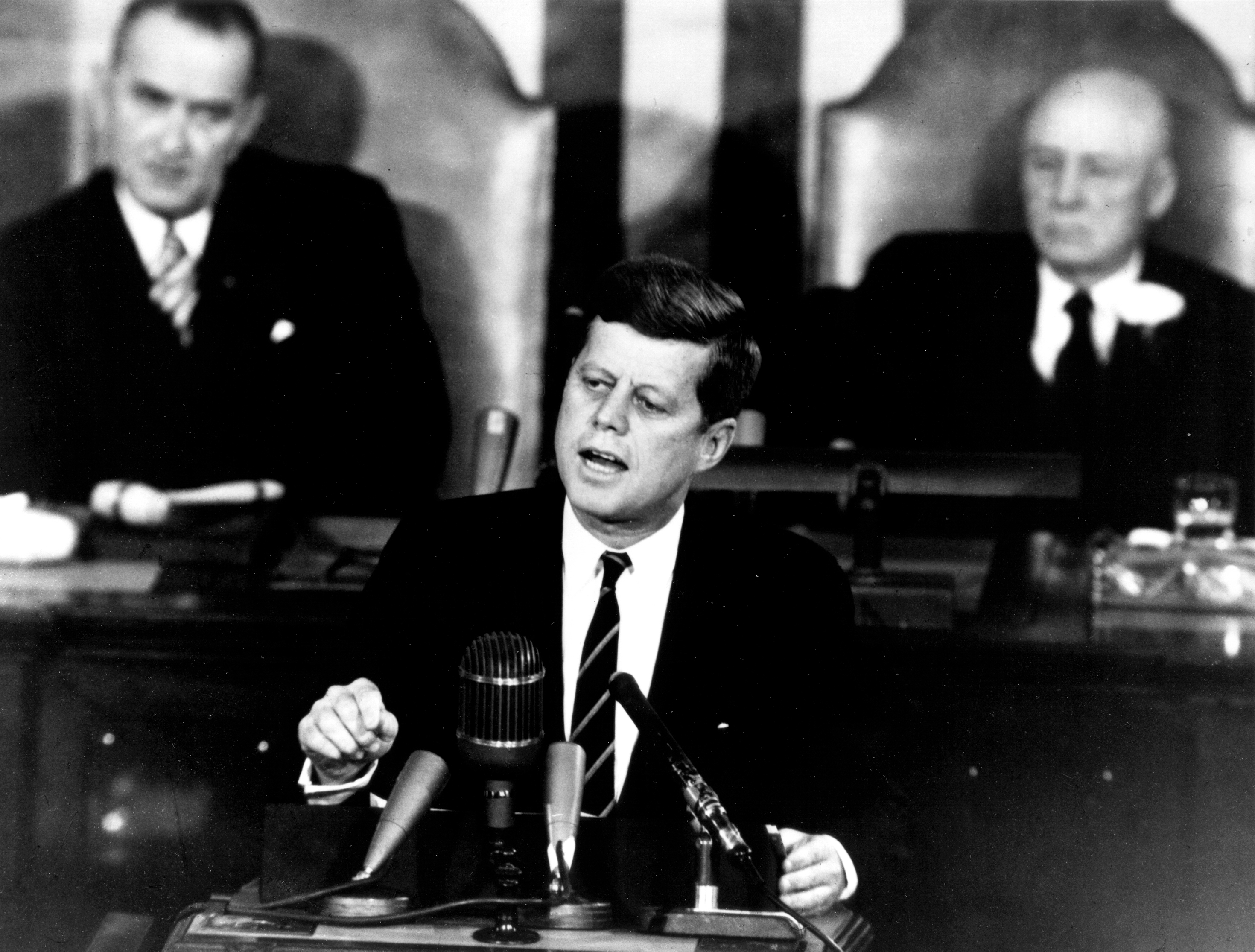
Le 25 mai 1961, le président Kennedy annonce devant le Congrès son projet d'exploration de la Lune par des astronautes américains.

Lorsqu'il arrive au pouvoir, en janvier 1961, le président américain John F. Kennedy est, comme son prédécesseur, peu enclin à donner des moyens importants au programme spatial civil. Mais le lancement du premier homme dans l'espace par les Soviétiques (Youri Gagarine, 12 avril 1961) le convainc de la nécessité de disposer d'un programme spatial ambitieux pour récupérer le prestige international perdu. L'échec du débarquement de la baie des Cochons (avril 1961) destiné à renverser le régime de Fidel Castro installé à Cuba, qui écorne un peu plus l'image des États-Unis auprès des autres nations, contribue également sans doute à son changement de position.
Après avoir consulté le vice-président Lyndon B. Johnson pour qu'il lui indique des objectifs qui permettraient aux États-Unis de reprendre le leadership à l'Union soviétique, le président annonce le 25 mai 1961, devant le Congrès des États-Unis, lors du Special Message to the Congress on Urgent National Needs, le lancement d'un programme qui doit amener des astronautes américains sur le sol lunaire « avant la fin de la décennie »,. Il confirme sa décision dans un autre discours resté célèbre, « we choose to go to the Moon », le 12 septembre 1962.
L'objectif fixé par le président Kennedy semble d'une ambition inouïe. L'astronaute américain Alan Shepard vient tout juste d'effectuer un premier vol le 5 mai 1961, soit seulement vingt jours avant l'annonce du programme Apollo. Et sa mission Mercury 3 est en fait un simple vol suborbital car la fusée Mercury-Redstone utilisée (il n'y a pas d'autre lanceur disponible) n'a pas une puissance suffisante pour placer en orbite la petite capsule spatiale Mercury, d'une masse un peu supérieure à une tonne. Le programme lunaire nécessite de pouvoir placer en orbite basse une charge utile de 120 tonnes. Le changement d'échelle qui en résulte est particulièrement important : la NASA va passer de la fusée de 30 tonnes qui a lancé Shepard aux 3 000 tonnes de Saturn V, qui nécessitera de développer des moteurs d'une puissance aujourd'hui inégalée, ainsi que des technologies nouvelles comme l'utilisation de l'hydrogène liquide. Par ailleurs on ignore tout à l'époque des impacts des séjours prolongés dans l'espace sur la physiologie humaine, de la menace éventuelle des micro-météorites et des rayons cosmiques au-delà de l'orbite basse. Les manœuvres nécessaires pour atteindre l'objectif lunaire, comme le rendez-vous spatial, les amarrages dans l'espace ainsi que les sorties extra-véhiculaires, doivent être mises au point. Le déroulement des opérations permettant d'amener des hommes sur la Lune, qui conditionne les caractéristiques du lanceur et des vaisseaux spatiaux, est l'objet de débats d'autant plus intenses qu'on ne sait pas pondérer les risques et difficultés associés. Enfin les caractéristiques de la surface de la Lune, en particulier sa consistance, sont inconnues.

## Les missions de préparation du débarquement sur la Lune

### Acquisition de la maitrise des opérations en orbite
Pour un article plus général, voir Programme Gemini.
Lorsque le programme Apollo est lancé, la NASA vient tout juste de lancer son premier astronaute dans l'espace dans le cadre du programme Mercury. John Glenn effectue le premier vol orbital américain (mission Mercury-Atlas 6) le 20 février 1962. Trois autres vols Mercury ont lieu en 1962 et en 1963. Mais les apports techniques de ce programme sont limités car la capsule Mercury, de très petite taille, n'a aucune capacité de manœuvre. À l'issue du programme Mercury, des aspects importants du vol spatial, qui ne peuvent être simulés au sol, ne sont toujours pas maîtrisés. Sans attendre la mise au point du vaisseau très sophistiqué prévu pour la mission lunaire, les responsables de la NASA lancent un programme destiné à acquérir ces techniques avec le programme Gemini qui est chargé de remplir trois objectifs :
- maîtriser les techniques de localisation, manœuvre et rendez-vous spatial ;
- mettre au point les techniques permettant de travailler dans l'espace au cours de sorties extra-véhiculaires ;
- étudier les conséquences de l'impesanteur sur la physiologie humaine au cours de vols de longue durée.

Le vaisseau spatial Gemini, qui devait initialement être une simple version améliorée de la capsule Mercury, se transforme au fur et à mesure de sa conception en un vaisseau complètement différent de 3,5 tonnes (contre environ une tonne pour le vaisseau Mercury), capable de voler avec deux astronautes durant deux semaines. Le vaisseau est placé en orbite par une fusée Titan II, missile balistique intercontinental de l'Armée de l'air américaine reconverti en lanceur. Le programme rencontre des problèmes de mise au point. Le lanceur souffre d'effet pogo, les piles à combustible utilisées pour la première fois fuient et la tentative de mise au point d'une aile volante pour faire atterrir la capsule sur le sol ferme échoue. Au prix de nouveaux travaux faisant passer le coût du programme de 350 millions de dollars à un milliard de dollars, deux vols sans équipage ont lieu en 1964 et au début de l'année 1965. Le premier vol habité Gemini 3 emporte les astronautes Virgil Grissom et John Young le 23 mars 1965. Au cours de la mission suivante, l'astronaute Edward White réalisa la première sortie dans l'espace américaine. Huit autres missions, émaillées d'incidents sans conséquence, s'échelonnent jusqu'en novembre 1966 : elles permettent de mettre au point les techniques de rendez-vous spatial et d'amarrage, de réaliser des vols de longue durée (Gemini 7 reste près de 14 jours en orbite) et d'effectuer de nombreuses autres expériences.

### Opérations de reconnaissance

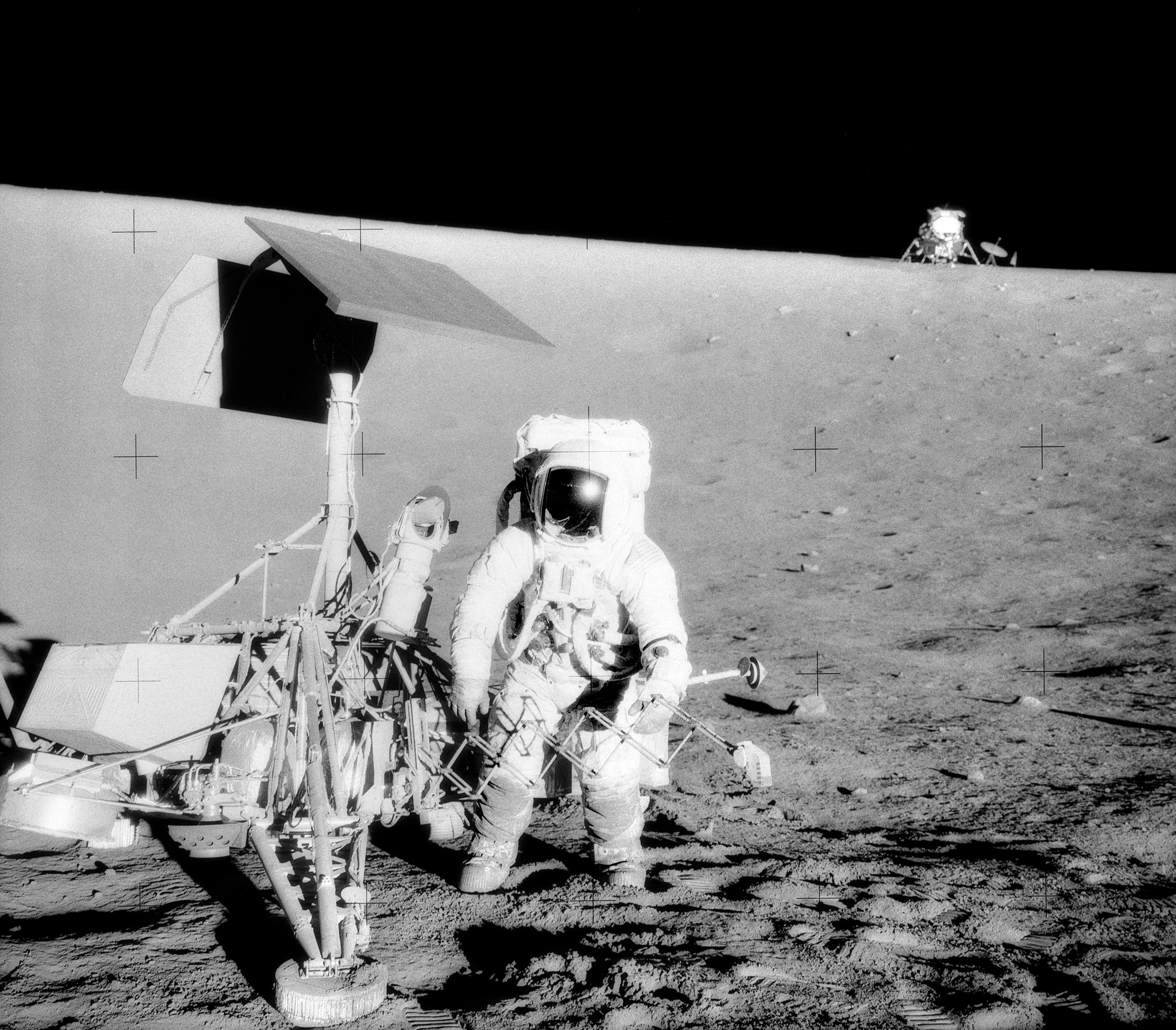
Les sondes Surveyor ont fourni des informations sur le sol lunaire qui ont permis de dimensionner le train d'atterrissage du module lunaire. Charles Conrad (Apollo 12) examine Surveyor 3.

Parallèlement au programme Apollo, la NASA lance plusieurs programmes pour affiner sa connaissance du milieu spatial et des caractéristiques de la Lune. Ces informations sont nécessaires pour la conception des engins spatiaux et la préparation des atterrissages.
- En 1965, trois satellites Pegasus sont placés en orbite par une fusée Saturn I pour évaluer le danger représenté par les micrométéorites ; les résultats seront utilisés pour dimensionner la protection des vaisseaux Apollo[9].
- Les sondes Ranger (1961–1965), après une longue série d'échecs, ramènent à compter de fin 1964, une série de photos de bonne qualité de la surface lunaire qui permettent d'identifier des sites propices à l'atterrissage[10].
- Le programme Lunar Orbiter, composé de cinq sondes qui sont placées en orbite autour de la Lune en 1966–1967, complète ce travail : une couverture photographique de 99 % du sol lunaire est réalisée, la fréquence des micrométéorites dans la banlieue lunaire est déterminée et l'intensité du rayonnement cosmique est mesurée. Le programme permet également de valider le fonctionnement du réseau de télémesure. Les mesures effectuées indiquent que le champ gravitationnel lunaire est beaucoup moins homogène que celui de la Terre rendant dangereuses les orbites à basse altitude. Le phénomène, sous-estimé par la suite, réduira à 10 km l'altitude de l'orbite du module lunaire (LM, pour lunar module) d’Apollo 15 dont l'équipage était endormi, alors que la limite de sécurité avait été fixée à 15 km pour disposer d'une marge suffisante par rapport aux reliefs[11]. Le 2 juin 1966, la sonde Surveyor 1 effectue le premier atterrissage en douceur sur la Lune, fournissant des informations précieuses et rassurantes sur la consistance du sol lunaire (le sol est relativement ferme), ce qui permet de dimensionner le train d'atterrissage du module lunaire.

### Mise au point des engins spatiaux du programme
Les caractéristiques des engins spatiaux qui vont emporter les astronautes américains à la surface de la Lune sont figées très tardivement car le scénario d'atterrissage n'est défini que fin 1962 après d'intenses débats. C'est le scénario du rendez-vous en orbite lunaire (LOR) préconisé par John Houbolt qui l'emporte. Celui-ci nécessite de développer outre le vaisseau qui transporte l'équipage durant la majeure partie de la mission, un vaisseau indépendant, le module lunaire, qui est chargé de déposer deux des trois astronautes sur le sol lunaire et de les ramener en orbite après leur séjour avant de s'amarrer au vaisseau principal. Le choix du scénario permet de fixer les capacités du lanceur géant Saturn V chargé de lancer les deux vaisseaux sur leur trajectoire lunaire.
Le développement des trois engins, dont les caractéristiques sont sans précédent et qui sont particulièrement complexes, est réalisé dans un calendrier particulièrement serré puisqu'il s'écoule à peu près trois ans entre la fin des spécifications et le premier vol destiné à tester le vaisseau Apollo. Le 27 janvier 1967, trois semaines avant le lancement d'Apollo 1, une répétition du lancement tourne au drame. Un incendie se déclare dans le vaisseau où se trouvent les astronautes Gus Grissom, Ed White et Roger B. Chaffee qui doivent effectuer le premier vol. Le feu se propage rapidement dans l'atmosphère d'oxygène pur et les astronautes, qui ne parviennent pas à ouvrir l'écoutille pour s'échapper, périssent asphyxiés. L'enquête qui suit met en cause à la fois la NASA et le constructeur du vaisseau North American. La conception du vaisseau doit être revue sur de nombreux points : modification de l'écoutille, remplacement des matériaux inflammables, etc. L'ensemble de ces modifications diffère le premier vol du vaisseau Apollo de 18 mois et entraîne un alourdissement important de plus d'une tonne du vaisseau Apollo.
Le respect de la date butoir de l'atterrissage des premiers hommes à la surface de la Lune (fin 1969 au plus tard) parait compromis. Pourtant les responsables du programme vont réussir à mettre au point en sept vols l'ensemble des composants et des procédures nécessaires : 
- Apollo 4, lancé en novembre 1967, inaugure les vols du programme Apollo. Il est destiné à tester le fonctionnement du lanceur Saturn V. Le développement de la fusée a pris du retard du fait de nombreux problèmes touchant en particulier le deuxième étage S-II : excès de poids, phénomènes de vibration (effet pogo), etc. Traditionnellement, les nouveaux lanceurs étaient testés en vol étage par étage et le lancement de la fusée Saturn V du fait de sa taille et de sa complexité constituait un risque particulièrement important. Pour tenir les objectifs, George Mueller, qui supervise le développement du lanceur au siège de la NASA, impose le choix audacieux de lancer dès son premier vol la fusée Saturn V complète (procédure de test All-up). Le vol est un succès total[13].
- Apollo 5, lancé en janvier 1968, a pour objectif de tester dans l'espace une version non définitive du module lunaire Apollo. Il est placé sur une orbite terrestre par une fusée Saturn 1B[14].
- Apollo 6 (4 avril 1968) est le deuxième vol du lanceur Saturn V. Le test est peu satisfaisant : deux des moteurs J-2 du 2e étage cessent prématurément de fonctionner, ce qui ne peut être compensé que par une durée de fonctionnement prolongée des autres moteurs de l'étage. Alors que la fusée est sur son orbite de parking, l'unique moteur J-2 du 3e étage refuse de se rallumer pour simuler l'injection sur une trajectoire lunaire. En sollicitant le moteur du vaisseau Apollo, les équipes de la NASA parviennent malgré tout à effectuer les tests attendus. Malgré ces péripéties, la NASA estime que désormais la fusée Saturn V et les véhicules Apollo peuvent embarquer des équipages en toute sécurité[15].
- Apollo 7, en octobre 1968, est la première mission avec équipage du programme Apollo. Son but est de valider les modifications apportées au vaisseau Apollo à la suite de l'incendie d'Apollo 1. Une fusée Saturn IB est utilisée. Au cours de la mission, l'équipage répète les manœuvres de changement d'orbite qui seront effectuées lors des missions lunaires[16].
- Apollo 8, en décembre 1968, est le premier vol habité à quitter l’orbite terrestre et à se diriger vers la Lune. À ce stade d'avancement du programme, il s'agit d'une mission risquée car une défaillance du moteur du vaisseau Apollo au moment de sa mise en orbite lunaire ou de son injection sur la trajectoire de retour aurait pu être fatale à l'équipage, d'autant que le module lunaire est remplacé par une maquette. Mais les dirigeants de la NASA redoutent un coup d'éclat des Soviétiques pour la fin de l'année et décident de courir le risque. Les astronautes font au total 10 révolutions autour de la Lune. Durant ce vol, ils réalisent de nombreux clichés de la Lune dont le premier lever de Terre. Apollo 8 permet pour la première fois à un homme d'observer directement la « face cachée » de la Lune. L'une des tâches assignées à l'équipage consiste à effectuer une reconnaissance photographique de la surface lunaire, notamment de la mer de la Tranquillité où doit se poser Apollo 11[17].
- Apollo 9, lancé en mars 1969, constitue le premier essai en vol de l’ensemble des équipements prévus pour une mission lunaire : la fusée Saturn V, le module lunaire et le vaisseau Apollo. Les astronautes effectuent toutes les manœuvres de la mission lunaire tout en restant en orbite terrestre. Le module lunaire simule un atterrissage puis réalise le premier rendez-vous réel avec le vaisseau Apollo. Les astronautes effectuent également une sortie extravéhiculaire de 56 minutes pour simuler le transfert d'équipage du module lunaire au vaisseau Apollo en passant par l'extérieur (manœuvre de secours mise en œuvre en cas d'amarrage infructueux entre les deux vaisseaux). En outre, ils testent l'utilisation du module lunaire comme « canot de sauvetage » dans la perspective d'une défaillance du vaisseau Apollo[18].
- Apollo 10 est lancé en mai 1969. Les dirigeants de la NASA envisageaient initialement que cette mission soit celle du premier atterrissage, car l'ensemble des véhicules et des manœuvres étaient testés sans qu'aucun problème majeur ne soit détecté. Mais, dans la mesure où les Soviétiques ne semblent pas préparer de mission d'éclat, ils préférèrent opter pour une dernière répétition au réalisme encore plus poussé. Une fois le train spatial placé en orbite autour de la Lune, le module lunaire, surnommé « Snoopy », entame la descente vers le sol lunaire, qui est interrompue à 15,6 km de la surface. Après avoir largué l'étage de descente non sans quelques difficultés dues à une erreur de procédure, le LM réalise le premier rendez-vous en orbite lunaire avec le vaisseau Apollo[19].

### Concurrence soviétique
Depuis le lancement de Spoutnik 1, les dirigeants de l'Union soviétique et les responsables du programme spatial soviétique avaient toujours fait en sorte de maintenir leur avance sur le programme américain. Il ne faisait aucun doute, dans l'esprit des dirigeants américains comme dans celui de l'opinion publique, que l'URSS allait lancer son propre programme de vol habité vers la Lune et tenter de réussir avant les États-Unis, pour conserver le prestige associé à leur domination durant la première phase de la course à l'espace. Néanmoins, après une déclaration publique en 1961 d'un dirigeant soviétique semblant relever le défi, aucune information officielle ne filtrera plus sur l'existence d'un programme lunaire habité soviétique, au point de susciter le doute sur son existence chez certains représentants du congrès américain qui commencèrent, pour cette raison, à contester le budget alloué au programme Apollo à compter de 1963. Cependant, pour les dirigeants de la NASA, la menace d'une réussite soviétique exerça une pression constante sur le calendrier du programme Apollo : la décision de lancer la mission circumlunaire Apollo 8, alors que le vaisseau spatial Apollo n'était pas complètement qualifié, constituait une certaine prise de risque, qui avait été largement motivée par la crainte de se faire devancer par les Soviétiques. En septembre 1968, les Soviétiques avaient en effet lancé un vaisseau (mission Zond 5) sans équipage qui avait contourné la Lune avant de revenir sur Terre. Certains indices contribuèrent par la suite à diminuer la pression sur les décideurs de la NASA, qui requalifièrent la mission Apollo 10, initialement prévue pour atterrir sur la Lune, en une répétition générale (le LM rebroussant chemin à 15 km du sol), afin de fiabiliser la mission finale d'atterrissage qui serait réalisée par l'équipage d'Apollo 11.

## Caractéristiques techniques des engins spatiaux
L'équipage d'Apollo 11 embarque à bord d'un vaisseau composé de deux parties distinctes : d'une part le vaisseau Apollo (CSM, pour « Command/Service Module », soit Module de Commande et de Service), qui reste en orbite lunaire d'autre part le module lunaire Apollo (LM, soit « Lunar Module », soit Module Lunaire), prévu pour permettre à deux des trois membres d'équipage de se poser sur le sol lunaire et d'en revenir pendant que le troisième les attend en orbite à bord du CSM. L'ensemble de ces deux engins est transporté vers la Lune par une fusée géante Saturn V.

### VaisseauApollo
Le Module de commande et de service Apollo (CSM, acronyme de Command and Service Module), de plus de 30 tonnes, transporte les astronautes à l'aller et au retour. Il est est lui-même composé du module de commande (CM, Command module), dans lequel les trois astronautes séjournent durant la mission, sauf lorsque deux d'entre eux descendent sur la Lune, et du module de service (SM, Service Module) dans lequel sont regroupés presque tous les équipements nécessaires à la survie de l'équipage : moteur de propulsion principal, sources d'énergie, oxygène, eau.
Le module de commande Apollo est la partie dans laquelle les trois astronautes séjournent durant la mission, sauf lorsque deux d'entre eux descendent sur la Lune au moyen du module lunaire. Pesant 6,5 tonnes et de forme conique, sa structure externe comporte une double paroi : une enceinte constituée de tôles et de nid d'abeilles à base d'aluminium qui renferme la zone pressurisée et un épais bouclier thermique qui recouvre la première paroi et qui permet au module de résister à la chaleur produite par la rentrée atmosphérique et qui lui permet d'y survivre. C'est le seul élément de l'ensemble de la fusée Saturn V qui revient à la surface de la Terre. L'espace pressurisé dans lequel doivent vivre les astronautes est très exigu car son volume habitable est de 6 m3. Les astronautes sont installés sur trois sièges, côte à côte, parallèles au fond du cône et suspendus à des poutrelles partant du plancher et du plafond (la pointe du cône). En position allongée, les astronautes ont en face d'eux, suspendu au plafond, un panneau de commandes large de deux mètres et haut de un mètre présentant les principaux interrupteurs et voyants de contrôles. Les cadrans sont répartis en fonction du rôle de chaque membre d'équipage. Sur les parois latérales se trouvent des baies réservées à la navigation, d'autres panneaux de commande ainsi que des zones de stockage de nourriture et de déchets. Pour la navigation et le pilotage, les astronautes utilisent un télescope et un ordinateur qui exploite les données fournies par une centrale inertielle. Le vaisseau dispose de deux écoutilles : l'une située à la pointe du cône comporte un tunnel et est utilisée pour passer dans le module lunaire lorsque celui-ci est amarré au vaisseau Apollo. L'autre placée sur la paroi latérale est utilisée à Terre pour pénétrer dans le vaisseau et dans l'espace pour d'éventuelles sorties extra véhiculaires (le vide est alors effectué dans la cabine car il n'y a pas de sas). Les astronautes disposent par ailleurs de cinq hublots pour effectuer des observations dont deux dédiés aux manœuvres de rendez-vous avec le module lunaire. Le module de commande dépend pour les principales manœuvres comme pour l'énergie et le support-vie du module de service,.
Le module de service est un cylindre d'aluminium non pressurisé de 5 mètres de long et 3,9 mètres de diamètre pesant 24 tonnes. Il est accouplé à la base du module de commande et la longue tuyère du moteur-fusée principal de neuf tonnes de poussée en dépasse de 2,5 mètres. Le module est organisé autour d'un cylindre central qui contient les réservoirs d'hélium servant à pressuriser les réservoirs d'ergols principaux ainsi que la partie haute du moteur principal. Autour de cette partie centrale, l'espace est découpé en six secteurs en forme de parts de gâteau. Quatre de ces secteurs abritent les réservoirs d'ergol (18,5 tonnes). Un secteur contient trois piles à combustible qui fournissent la puissance électrique et en sous-produit l'eau ainsi que deux réservoirs d'hydrogène et deux réservoirs d'oxygène qui les alimentent. L'oxygène est également utilisé pour renouveler l'atmosphère de la cabine. Le module de service contient aussi les radiateurs qui dissipent l'excédent de chaleur du système électrique et qui régulent la température de la cabine. Quatre grappes de petits moteurs de contrôles d'attitude sont disposées sur le pourtour du cylindre. Une antenne grand gain comportant cinq petites paraboles, assurant les communications à grande distance,,.

### Module lunaire
Le module lunaire est un vaisseau conçu uniquement pour descendre sur la Lune, y séjourner et en remonter. Il comporte deux étages : l'étage de descente permet d'atterrir sur la Lune et sert par ailleurs de plate-forme de lancement au deuxième étage tandis que l'étage de remontée ramène les astronautes au vaisseau Apollo en orbite à la fin de leur séjour sur la Lune. La structure du module lunaire est, pour l'essentiel, réalisée avec un alliage d'aluminium choisi pour sa légèreté. Les pièces sont généralement soudées entre elles mais parfois également rivetées.
L'étage de descente du module lunaire qui pèse plus de dix tonnes, a la forme d'une boîte octogonale d'un diamètre de 4,12 mètres et d'une hauteur de 1,65 mètre. La fonction principale de l'étage de descente est d'amener le LM sur la Lune. À cet effet, l'étage dispose d'un moteur fusée à la fois orientable et à poussée variable de 4,7 et 43,9 kN. Le comburant, du peroxyde d'azote (cinq tonnes), et le carburant, de l'aérozine 50 (trois tonnes), sont stockés dans quatre réservoirs placés dans les compartiments carrés situés aux quatre coins de la structure. Le moteur se trouve dans le compartiment carré central. Le deuxième rôle de l'étage de descente est de transporter tous les équipements et consommables qui peuvent être abandonnés sur la Lune à la fin du séjour, ce qui permet de limiter le poids de l'étage de remontée,.
L'étage de remontée du module lunaire pèse environ 4,5 tonnes. Sa forme complexe, qui résulte d'une optimisation de l'espace occupé, lui donne l'allure d'une tête d'insecte. Il est essentiellement composé de la cabine pressurisée qui héberge deux astronautes dans un volume de 4,5 m3 et du moteur de remontée avec ses réservoirs d'ergol. La partie avant de la cabine pressurisée occupe la plus grande partie d'un cylindre de 2,34 mètres de diamètre et de 1,07 mètre de profondeur. C'est là que se tient l'équipage lorsqu'il n'est pas en sortie extra-véhiculaire sur la Lune. Sur la cloison avant, chaque astronaute a devant lui un petit hublot triangulaire (0,18 m2) ainsi que les principales commandes de vol et cadrans de contrôle regroupés par panneaux généralement dédiés à un sous-système. Les commandes et contrôles communs sont placés entre les deux astronautes (par exemple la console d'accès à l'ordinateur de navigation), certaines commandes sont doublées (commandes pilotant l'orientation et la poussée des moteurs), les autres commandes sont réparties en fonction des tâches assignées à chaque astronaute. Les panneaux de commandes et coupe-circuit se prolongent sur les parois latérales situées de part et d'autre des astronautes. L'arrière de la cabine pressurisée est beaucoup plus exigu (1,37 × 1,42 × 1,52 m). Son plancher est plus haut de 48 cm et, de plus, encombré par un capot recouvrant le sommet du moteur de remontée. Les parois latérales sont occupées par les rangements et à gauche, par une partie du système de contrôle environnemental. Au plafond se trouve l'écoutille utilisée pour passer dans le module de Commande derrière laquelle se trouve un tunnel court (80 cm de diamètre pour 46 cm de long) comportant un système de verrouillage utilisé pour solidariser les deux vaisseaux,.

### Lanceur Saturn V

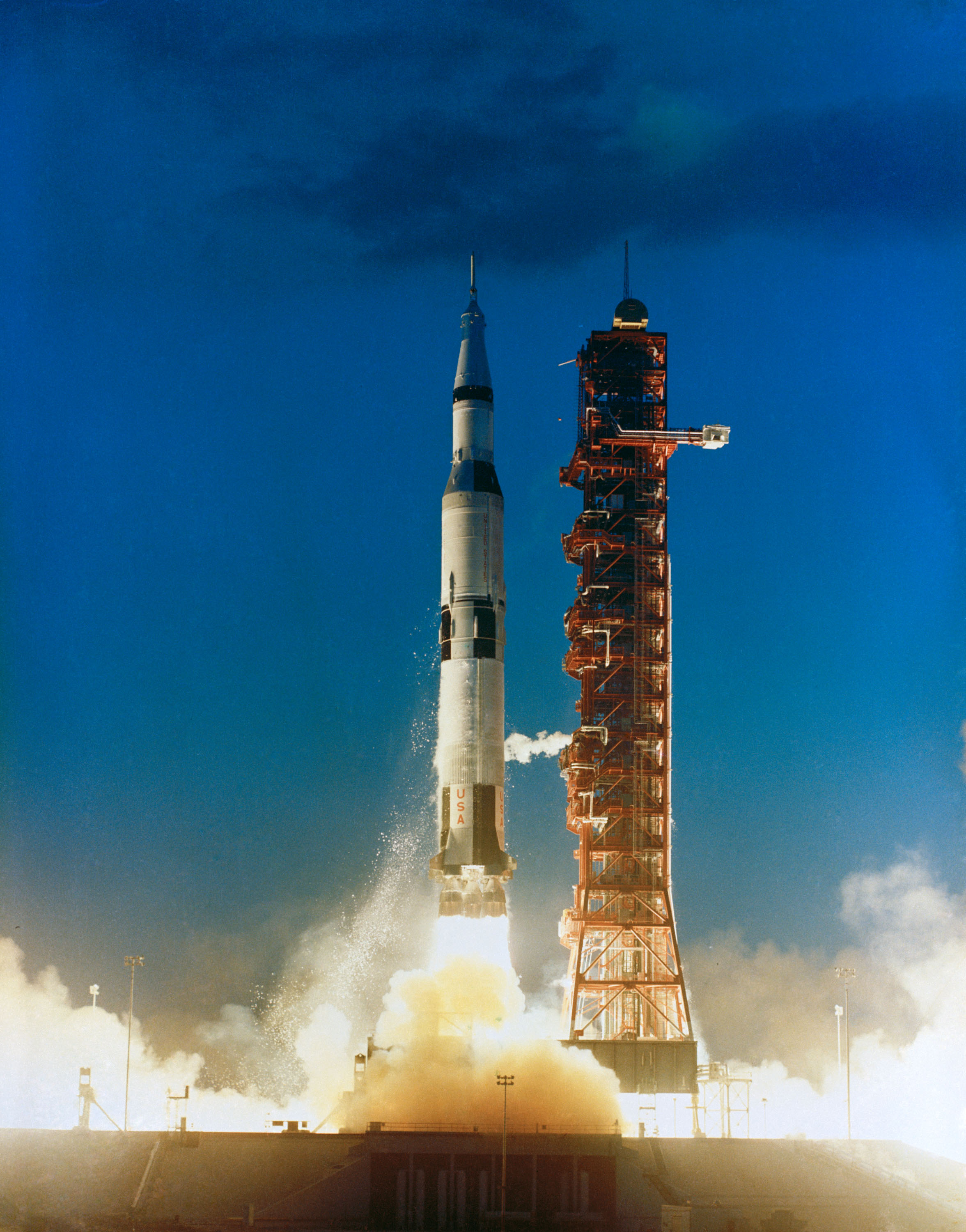
Le lanceur Saturn V (ici lors de son premier vol, en 1967) est la fusée la plus puissante jamais construite à son lancement.

Les deux vaisseaux du programme Apollo sont envoyés vers la Lune par le lanceur géant Saturn V. Lourde d'un peu plus de 3 000 tonnes, haute de 110,6 m et large de 10,1 m à sa base, cette fusée est capable de placer 140 tonnes en orbite terrestre basse, et une charge utile de 45 tonnes vers la Lune, soit le poids cumulé du module lunaire et du module de commande et de service.
Dernier représentant de la famille de fusées Saturn développée à compter de 1960, Saturn V est le troisième lanceur (après l'Atlas-Centaur et la Saturn 1) mettant en œuvre des moteurs brûlant le mélange cryogénique performant d'hydrogène et d'oxygène liquides. Cinquante ans après avoir été utilisé, il demeure le plus puissant jamais développé au monde, malgré les efforts développés en secret par les Soviétiques avec la fusée N-1, alors qu'ils cherchaient à envoyer l'un des leurs sur la Lune avant leurs rivaux américains.
La Saturn V résulte en grande partie des travaux menés par le motoriste Rocketdyne sur la propulsion cryotechnique oxygène/hydrogène et les moteurs de forte puissance. Son développement est placé sous la responsabilité du Centre de vol spatial Marshall (MSFC) à Huntsville, en Alabama, dirigé par Wernher von Braun, avec une forte implication des sociétés Boeing, North American Aviation, Douglas Aircraft Company et IBM.

## Sélection de l'équipage et entraînement

### Équipage principal

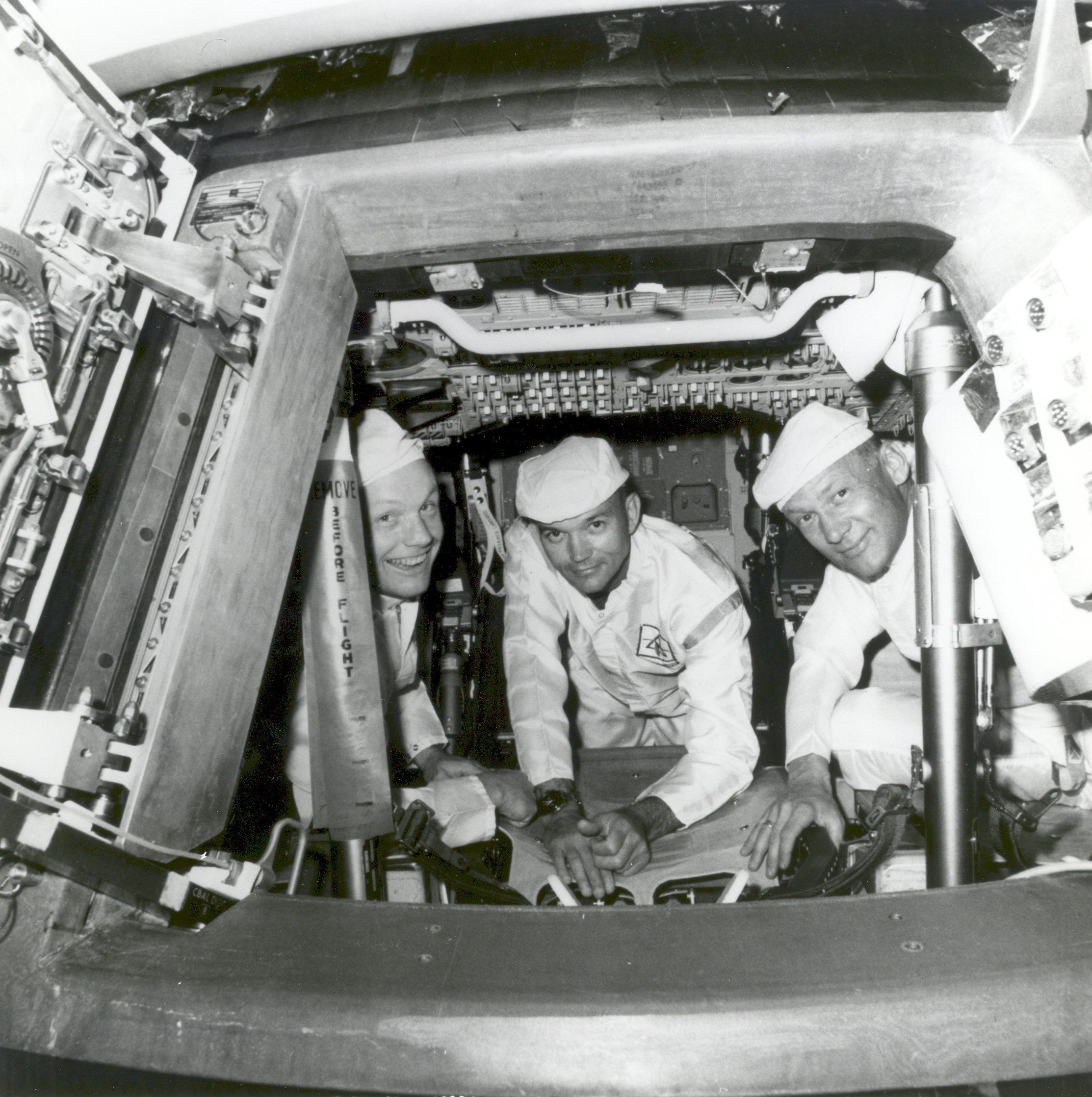
Les trois astronautes de l'équipage Apollo 11 se familiarisent avec la disposition des équipements à l'intérieur du module de commande.

L'affectation du commandant de mission Neil Armstrong, du pilote du module de commande et de service (CSM) Jim Lovell et du pilote du module lunaire (LM) Buzz Aldrin au sein de l'équipage de réserve d'Apollo 9 est officiellement annoncée le 20 novembre 1967. Lovell et Aldrin ont déjà volé ensemble sur Gemini 12. En raison des retards de conception et de fabrication du LM, Apollo 8 et Apollo 9 échangent leurs équipages et celui d'Armstrong devient remplaçant sur Apollo 8. Sur la base du schéma normal de rotation des équipages, Armstrong doit alors commander Apollo 11.
Michael Collins, le pilote du CSM de l'équipage d'Apollo 8, commence à avoir des problèmes avec ses jambes. Les médecins diagnostiquent le problème comme une excroissance osseuse entre sa cinquième et sa sixième vertèbre, nécessitant une opération. Lovell prend sa place dans l'équipage d'Apollo 8, et lorsque Collins se remet, il rejoint l'équipage d'Armstrong en tant que pilote du CSM. Pendant la convalescence de Collins, Fred Haise est pilote réserviste du module lunaire d'Apollo 8, et Aldrin du module de commande. Apollo 11 est la deuxième mission américaine dont tous les membres de l'équipage ont une expérience préalable de vol spatial, la première étant Apollo 10. La suivante est la mission STS-26 en 1988.
Deke Slayton donne à Armstrong la possibilité de remplacer Aldrin par Lovell, car certains pensent qu'il est difficile de travailler avec lui. Armstrong n'a aucun problème à travailler avec Aldrin, mais il y réfléchit pendant un jour avant de décliner. Il pense que Lovell mérite de commander sa propre mission (finalement Apollo 13).

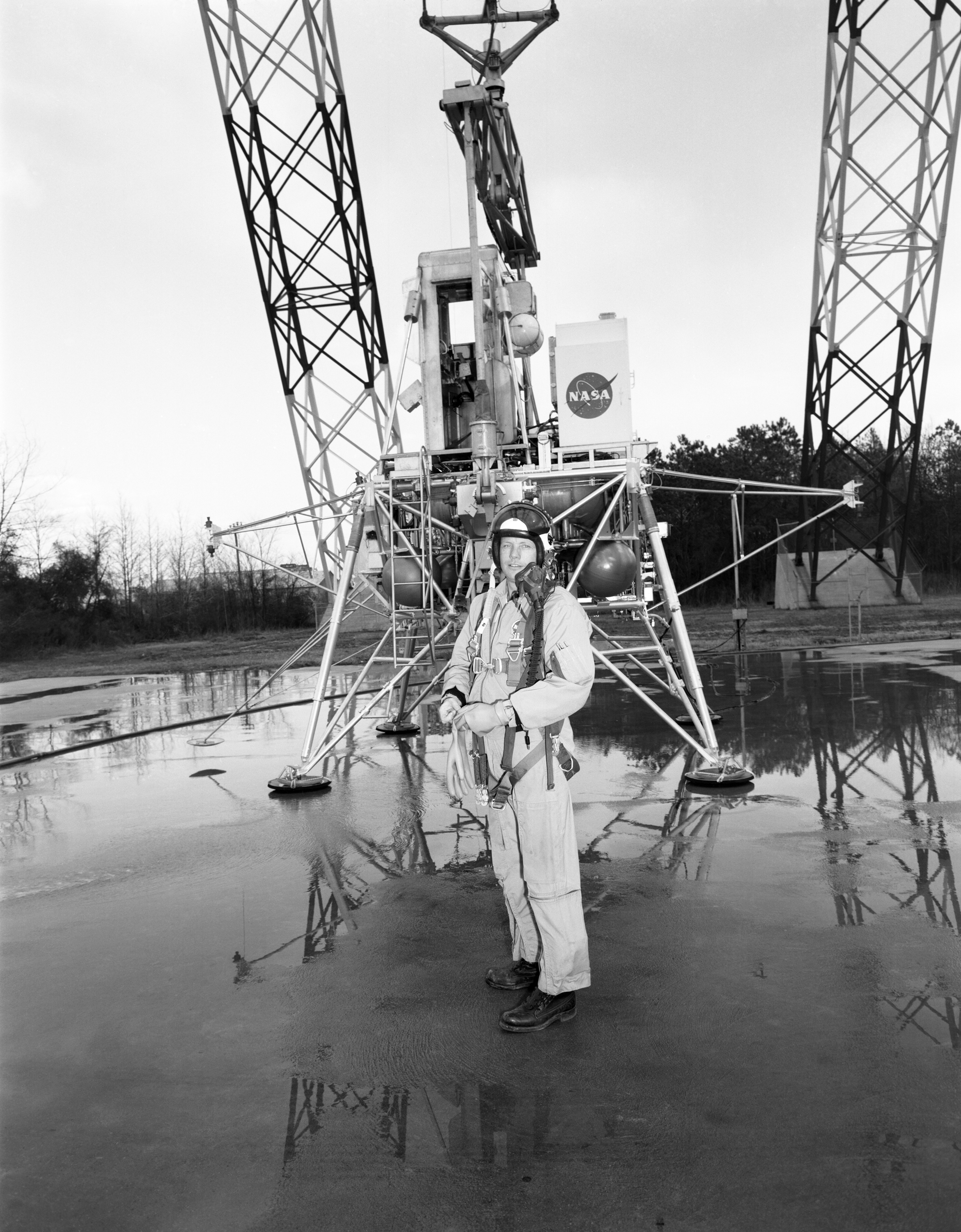
Armstrong avant une séance d'entraînement avec le LLRV.

L'équipage d'Apollo 11 est finalement annoncé le 9 janvier 1969 et se compose de Neil Armstrong, commandant, Buzz Aldrin, pilote du module lunaire, et Michael Collins, pilote du module de commande.
Neil Armstrong, diplômé de l'université Purdue, commence sa carrière comme pilote de chasseur dans la Marine américaine entre 1949 et 1952 et participe à la guerre de Corée. Il entre en 1955 comme pilote d'essai au NACA (l'ancêtre de la NASA), où il vole sur de nombreux prototypes dont l'avion fusée X-15. Il est recruté comme astronaute par la NASA en 1962. Il est le commandant de la mission Gemini 8, qui réussit le premier amarrage avec un autre vaisseau spatial. Gemini 8 révèle également le sang-froid d'Armstrong, qui réussit à stabiliser la capsule partie dans un mouvement de rotation incontrôlable,.
Buzz Aldrin, après des études à l'académie militaire de West Point, devient pilote de chasse dans l'Armée de l'air. Il participe à la guerre de Corée. En 1959, il entame un cycle d'études supérieures en ingénierie spatiale au MIT et décroche en 1963 un doctorat en astronautique dont la thèse porte sur les « techniques de rendez-vous orbital entre vaisseaux avec équipage ». Il est sélectionné en 1963 par la NASA dans le groupe 3 des astronautes. En 1966, il est commandant et pilote de la mission Gemini 12, dont le principal objectif est de démontrer qu'un astronaute peut travailler dans l'espace.
Michael Collins, après des études à l'académie militaire de West Point, devient pilote de chasse dans l'Armée de l'air. Il est sélectionné comme astronaute par la NASA en 1963 dans le même groupe qu'Aldrin. Il participe à la mission Gemini 10, au cours de laquelle il effectue deux sorties extravéhiculaires.
| Position                                   | Astronaute                   | Vol spatiaux                                                          | Réf.   |
| ------------------------------------------ | ---------------------------- | --------------------------------------------------------------------- | ------ |
| Commandant de la mission                   | Neil A. Armstrong            | Deuxième et dernière mission spatiale. Mission précédente : Gemini 8  | [ 44 ] |
| Pilote du module de commande et de service | Michael Collins              | Deuxième et dernière mission spatiale. Mission précédente : Gemini 10 | [ 45 ] |
| Pilote du module lunaire                   | Edwin « Buzz » E. Aldrin Jr. | Deuxième et dernière mission spatiale. Mission précédente : Gemini 12 | [ 46 ] |

### Équipage de réserve

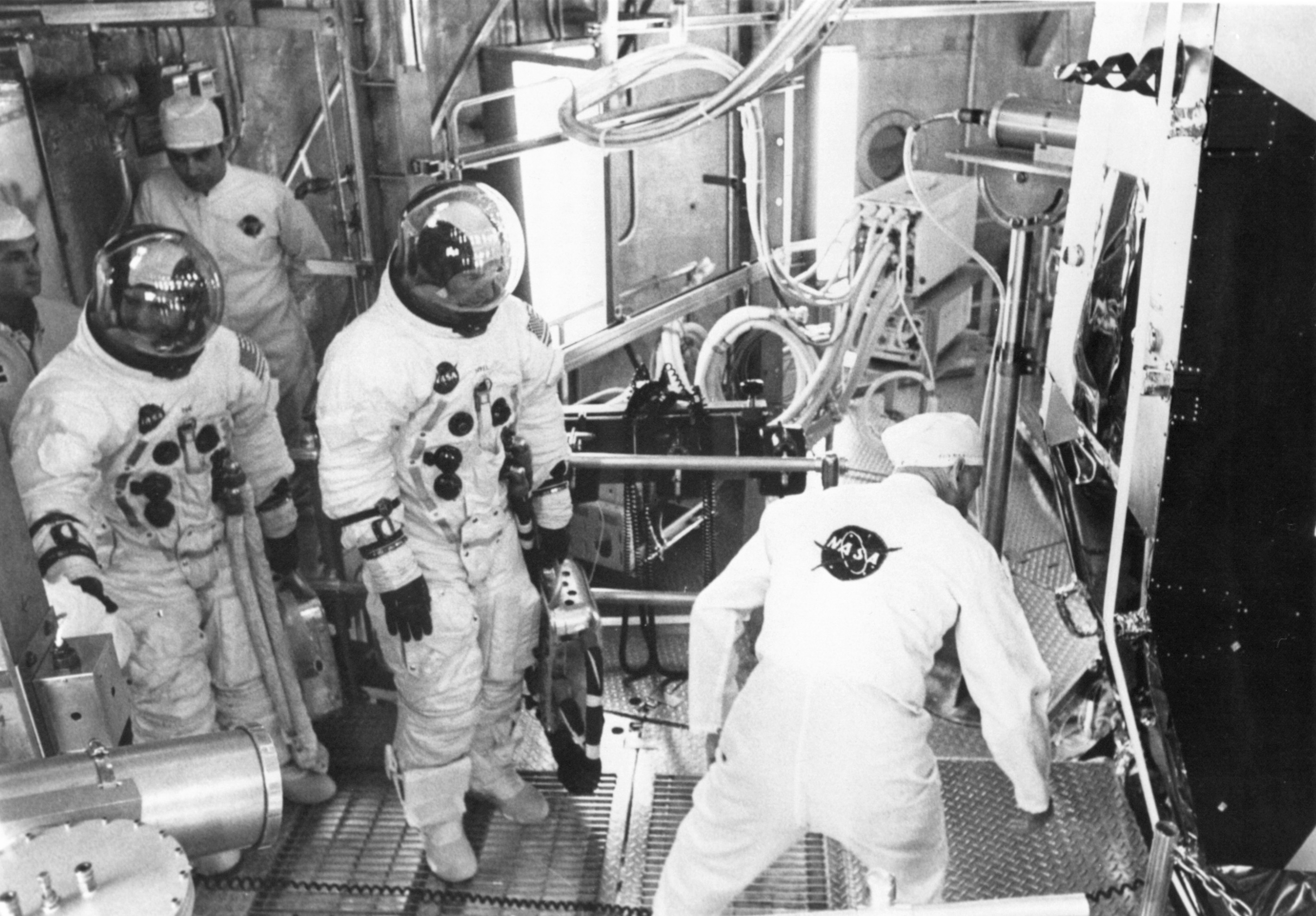
Le responsable des combinaisons spatiales, Joe Schmidt, assiste le pilote de réserve du module lunaire d'Apollo 11, Fred Haise, à gauche, et Jim Lovell, commandant de l'équipage de réserve.

L'équipage de réserve, composé de Jim Lovell, commandant, William Anders, pilote du module de commande, et Fred Haise, pilote du module lunaire, serait prêt à effectuer la mission au cas où quelque chose arriverait à l'équipage principal. Le rôle de l'équipe de réserve est de s'entraîner et d'être prêt à voler en cas de problèmes pour la première escouade.
Anders a déjà volé avec Lovell sur Apollo 8. Au début de 1969, il accepte un poste au Conseil national de l'aéronautique et de l'espace à partir d'août 1969, et annonce qu'il prend sa retraite en tant qu'astronaute à ce moment-là. Ken Mattingly est transféré de l'équipe de soutien à un entraînement parallèle avec Anders comme pilote de réserve du CSM au cas où Apollo 11 serait retardé au-delà de sa date de lancement prévue en juillet, auquel cas Anders ne serait pas disponible.
Fred Haise n'a pas encore de vol spatial à son actif, il a été pilote de réserve du LM pour Apollo 8. Mattingly est également un néophyte, ayant uniquement fait partie de l'équipe de soutien d'Apollo 8.
Selon la rotation normale des équipages en place durant Apollo, Lovell, Mattingly et Haise doivent voler sur Apollo 14 après avoir servi d'équipage de réserve pour Apollo 11. Plus tard, l'équipage de Lovell est forcé de changer de place avec l'équipage provisoire d'Alan Shepard pour Apollo 13 afin de donner à Shepard plus de temps d'entraînement.
| Position                                   | Astronaute                  | Mission précédente              | Réf.   |
| ------------------------------------------ | --------------------------- | ------------------------------- | ------ |
| Commandant de la mission                   | James A. Lovell Jr.         | Gemini 7, Gemini 12 et Apollo 8 | [ 51 ] |
| Pilote du module de commande et de service | William A. Anders           | Apollo 8                        | [ 52 ] |
| Pilote du module lunaire                   | Fred W. Haise Jr.           | Apollo 8 (équipe de réserve)    | [ 53 ] |
| Pilote du module lunaire                   | Thomas Kenneth Mattingly II | Apollo 8 (équipe de soutien)    | [ 54 ] |

### Équipage de soutien

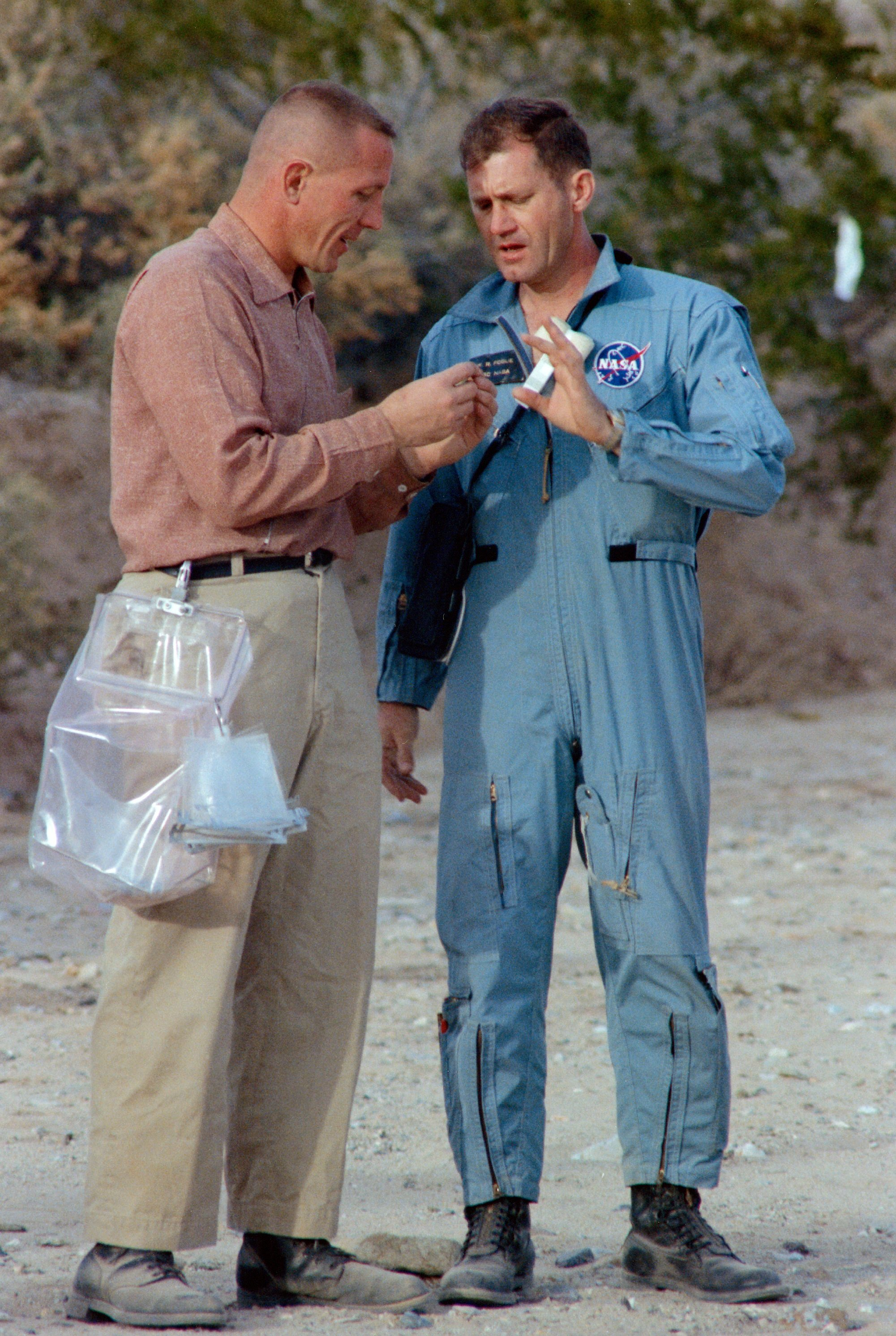
William Pogue (à droite) en février 1969 avec Jack Swigert.

Pendant les programmes Mercury (1961-1963) et Gemini (1965-1966), chaque mission dispose d'un équipage principal et d'un équipage de réserve mais pour les vols Apollo, un troisième équipage est ajouté : l'équipage de soutien.
Sa fonction est de participer à l'élaboration du plan de vol, des listes de contrôle et des règles de base. Il veille également à ce que l'équipage principal et l'équipage de réserve soient régulièrement informés des changements et ils sont amenés à élaborer des procédures, en particulier pour les situations d'urgence, afin que celles-ci soient prêtes lorsque les deux autres équipages viennent s'entraîner dans les simulateurs, ce qui leur permet d'alléger leurs tâches.
Pour Apollo 11, l'équipe de soutien est composée de Ken Mattingly, Ronald Evans et William Pogue, auxquels se joint Jack Swigert.

### CapCom
Le CapCom (Capsule Communicator) est un astronaute habilité à communiquer avec un équipage pendant une mission depuis le centre de contrôle de Houston, au Texas.
Pour Apollo 11, les CapCom principaux sont Charles Duke (actif essentiellement pendant toute la phase de descente du LM vers la Lune), Bruce McCandless II (actif pendant l'activité extravéhiculaire sur la Lune, ou EVA), Owen K. Garriott (actif pendant la période qui suit l'EVA) et Ronald Evans (actif lors du décollage depuis la Lune et durant toute la phase de rendez-vous d'Eagle avec Columbia) .
D'autres astronautes interviendront plus ponctuellement au cours de la mission : Jim Lovell, William Anders et Fred Haise, les doublures de l'équipage, ainsi que Ken Mattingly, Don L. Lind et Harrison Schmitt.

### Directeurs de vol
Les directeurs de vol détiennent le contrôle global de tous les postes individuels du centre de contrôle de mission. Quatre équipes, chacune désignée par une couleur, sont chargées du contrôle de mission, chacune dirigée par un directeur de vol.
Pour la mission Apollo 11, l'équipe verte est dirigée par Clifford E. Charlesworth et est responsable du lancement et des activités extra-véhiculaires. L'équipe dorée, sous la direction de Gerald D. Griffin, est réserviste de l'équipe verte. Gene Kranz est directeur de l'équipe blanche, responsable de l'atterrissage et l'équipe noire, sous la responsabilité de Glynn Lunney, se charge de la remontée du module lunaire vers le module de commande et service.
Milton Windler est à la tête d'une cinquième équipe, l'équipe marron, qui est chargée de la planification,,,.

## Objectifs de la mission
Apollo 11 est la première mission Apollo à poser des hommes sur le sol lunaire et même si une partie de son déroulement a fait l'objet d'une répétition au cours du vol Apollo 10, des phases cruciales comme l'atterrissage et le décollage de la Lune ainsi que l'utilisation de la combinaison spatiale sur le sol lunaire n'ont encore jamais été réalisées et présentent des risques importants. Dans ce contexte, la recherche scientifique joue un rôle secondaire dans la mission : l'équipage d'Apollo 11 a pour objectif principal de réaliser une sortie extravéhiculaire sur le sol lunaire et de revenir sain et sauf sur Terre. Il aura ainsi atteint le but fixé par le président John F. Kennedy dans son discours du 25 mai 1961 : déposer un homme sur la Lune et revenir sur Terre, avant la fin de la décennie,.

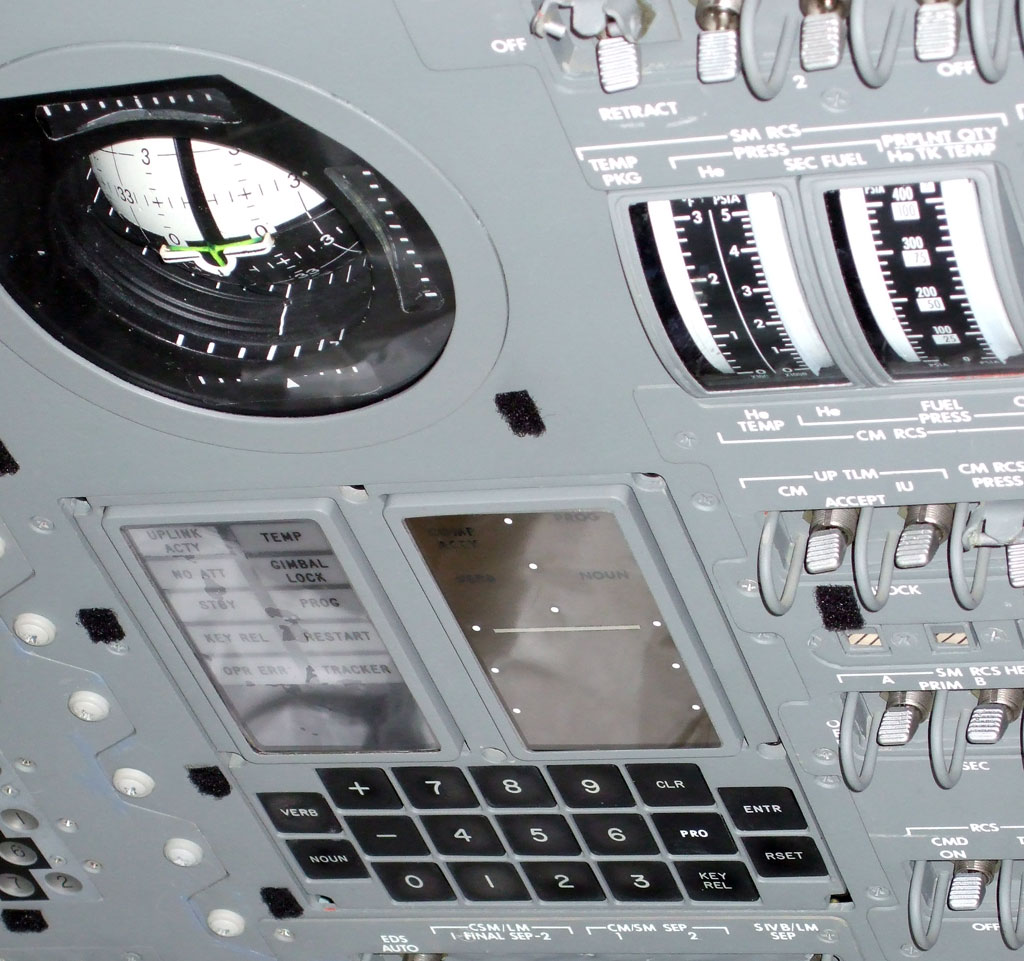
Le débarquement de l'homme sur la Lune n'aurait pas été concevable sans l'introduction de l'informatique. Ici l'Apollo Guidance Computer, destiné à faciliter la navigation entre deux vaisseaux éloignés de la Terre.

Parmi les objectifs techniques secondaires figurent, :
- la collecte des éléments permettant de valider les solutions techniques retenues pour l'atterrissage (examen du train d'atterrissage), le séjour sur la Lune et les sorties extravéhiculaires ;
- les tests de la résistance mécanique du sol ;
- l'évaluation de la visibilité ;
- l'évaluation les capacités et les limitations d'un équipage humain se déplaçant sur le sol lunaire ;
- la détermination des coordonnées du site d'atterrissage.

### Objectifs scientifiques
Les objectifs scientifiques, secondaires pour cette mission, comprennent la collecte de roches lunaire, de régolithe et de deux carottes du sol avec leur contexte documenté, le prélèvement d'échantillons de l'atmosphère, l'examen des caractéristiques du sol lunaire, l'évaluation de la visibilité. Les astronautes doivent également déployer plusieurs expériences scientifiques dont celles réunies au sein d'un coffret Apollo d'expériences scientifiques lunaires baptisé ALSEP (Apollo Lunar Surface Experiments Package). Compte tenu de la durée très brève de la sortie extra-véhiculaire d'Apollo c'est une version simplifiée de l'ALSEP baptisée EASEP (Early Apollo Scientific Experiments Package) qui est déployée et qui comprend quatre instruments scientifiques.
- Le sismomètre passif est un des deux composants de l'EASEP. Il s'agit d'un prototype de l'instrument qui fera partie de la suite instrumentale ALSEP des quatre missions Apollo suivantes. Cet équipement d'une masse de 47,7 kg comporte 3 capteurs à longue période (15 secondes) disposés orthogonalement pour mesurer les déplacements de la surface dans le plan vertical et horizontal et un capteur à courte période pour mesurer les déplacements verticaux à haute fréquence (période de résonance de 1 seconde). L'instrument comprend un système de télécommunications qui permet de recevoir une quinzaine de types d'instruction préparés par les scientifiques sur Terre et de transmettre les données sismiques recueillies vers les stations terrestres. L'étalonnage de l'instrument (verticalité des sismomètres avec une précision de deux secondes d'arc) est effectuée depuis la Terre en agissant sur des moteurs télécommandés[67]. L'instrument est alimenté en énergie par deux panneaux solaires qui fournissent jusqu'à 46 watts d'électricité. Durant la longue nuit lunaire où la température chute à −170 °C, l'instrument est maintenu à une température supérieure à −54 °C grâce à la décomposition radioactive de deux pastilles de 34 grammes de plutonium 238 qui génèrent 15 watts de chaleur[68].
- Le réflecteur laser est le deuxième composant de l'EASEP. Il s'agit d'un dispositif optique passif qui permet de réfléchir une impulsion lumineuse dans la direction exacte de sa source. Un faisceau laser est émis vers l'emplacement du rétroréflecteur ; en mesurant le temps mis par ce rayon pour revenir vers sa source, on peut déterminer avec une grande précision la distance entre l'émetteur et le réflecteur[69]. En mesurant la distance Terre-Lune avec une précision qui devrait atteindre 15 cm au lieu des 500 mètres à la date de l'expérience, les scientifiques devraient obtenir de manière indirecte de nombreuses informations sur la Terre, telles que l'évolution de sa vitesse de rotation, le déplacement des pôles ainsi que sur la physique de la Lune (libration, déplacement du centre de masse, taille et forme)[70]. Le réflecteur installé par l'équipage d'Apollo 11 comporte 100 coins de cube en quartz de 3,8 cm de diamètre disposés en dix rangées de dix[71],[72].
- Un collecteur de particules du vent solaire SWC (Solar Wind Collector), récupérée en fin de sortie extravéhiculaire[66].
- Un détecteur de rayons cosmiques[66].

### Site d'atterrissage
Le 8 février 1968, le comité de sélection du site Apollo de la NASA annonce cinq sites d'atterrissage potentiels, après en avoir passé en revue trente. Ceux-ci sont le résultat de deux années d'études basées sur des photographies à haute résolution de la surface lunaire réalisées par les cinq sondes lunaires du programme Lunar Orbiter ainsi que les informations sur les conditions de surface fournies par les atterrisseurs lunaires du programme Surveyor. Les meilleurs télescopes terrestres n'ont pas pu fournir les données avec la résolution requise par le projet Apollo.
Le site d'atterrissage sur la Lune devait répondre à un grand nombre de contraintes : 
- il doit être proche de l'équateur lunaire car la quantité de carburant consommée par les vaisseaux Apollo durant les manœuvres est d'autant plus importante que la latitude du site d'atterrissage est élevée. Celle du site retenu est pour cette raison inférieure à 5°, soit très proche de l'équateur lunaire[75] ;
- la zone d'atterrissage ne doit pas être cernée de falaises, de reliefs trop élevés ou de cratères profonds qui pourraient fausser les mesures du radar d'atterrissage du module lunaire chargé de déterminer l'altitude du vaisseau ;
- la zone d'atterrissage ne doit pas comporter un trop grand nombre de cratères, ni de rochers ;
- la pente doit être inférieure à 2 % pour limiter le risque d'un atterrissage violent qui pourrait interdire le décollage et être donc fatal à l'équipage ;
- le site d'atterrissage doit également se situer sur la face de la Lune visible depuis la Terre pour permettre les échanges radio entre l'expédition et le contrôle au sol et sur la partie éclairée de celle-ci ;
- il est indispensable que le site sélectionné fournisse au vaisseau spatial Apollo une trajectoire de retour libre, qui lui permettrait de faire le tour de la Lune et de revenir sur Terre en toute sécurité sans avoir à mettre à feu les moteurs si un problème survenait sur le chemin de la Lune[73],[76].

Pour que le pilote du module lunaire puisse repérer le site retenu pour l'atterrissage, il doit bénéficier de conditions d'éclairage très particulières : le Soleil doit éclairer le sol depuis l'est sous un angle compris entre 4° et 14° pour que les ombres des cratères permettent à l'équipage d'identifier ceux-ci. Un atterrissage juste après l'aube est choisi pour limiter les températures extrêmes que les astronautes pourraient connaître. La fenêtre de lancement résultante est de 16 heures tous les 29,5 jours pour un site d'atterrissage donné (l'élévation du Soleil change à une vitesse de 0,5° par heure). Les responsables du programme souhaitent disposer de plusieurs fenêtres de lancement par mois, pour limiter le décalage du calendrier de lancement en cas de report du tir pour des raisons techniques.
Les zones qui semblent prometteuses sur les photographies prises depuis Terre sont souvent jugées totalement inacceptables. L'exigence initiale selon laquelle le site doit être exempt de cratères doit être assouplie, car aucun site de ce type n'est trouvé. Cinq sites sont finalement pris en considération : Les sites 1 et 2 se trouvent dans la mer de la Tranquillité (Mare Tranquilitatis) ; le site 3 est dans la baie centrale (Sinus Medii) ; et les sites 4 et 5 sont dans l'océan des tempêtes (Oceanus Procellarum). Le comité de sélection du site d'Apollo choisit le site 2, les sites 3 et 5 étant des sites de secours en cas de retard du lancement. En mai 1969, le module lunaire d'Apollo 10 s'approche à moins de 15 kilomètres du site 2, et l'équipage déclare qu'il est acceptable,.

### Décision sur le premier pas
Lors de la première conférence de presse qui suit l'annonce de l'équipage d'Apollo 11, la première question est : « Lequel d'entre vous, messieurs, sera le premier homme à fouler la surface lunaire ? »,, Deke Slayton, chef du bureau des astronautes, répond au journaliste que cela n'a pas été décidé, et Armstrong ajoute que cela n'est « pas basé sur un désir individuel ».

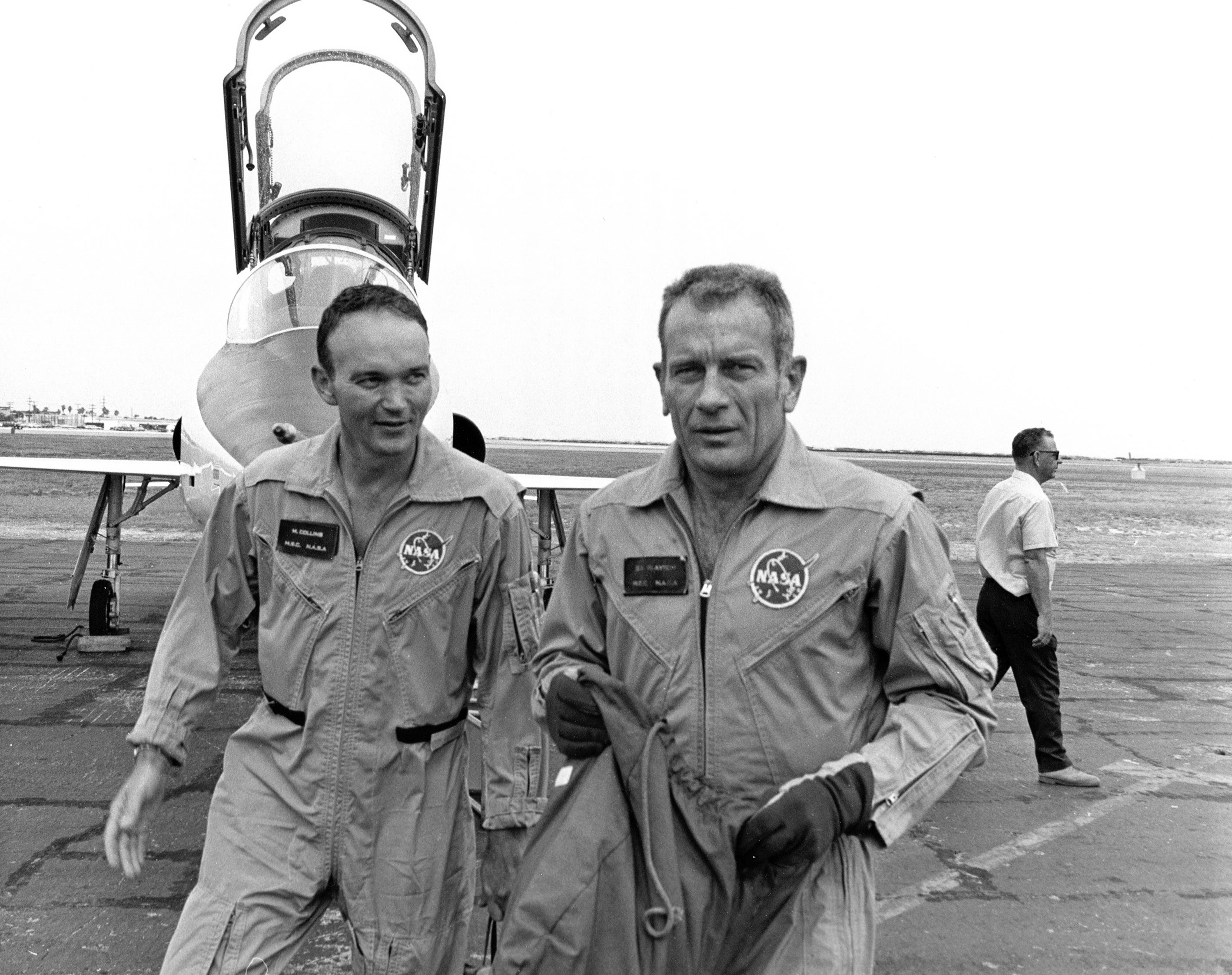
Deke Slayton (ici à droite, accompagné de Michael Collins), quelques jours avant le décollage d'Apollo 11.

L'une des premières versions de la liste de contrôle pour la sortie fait sortir le pilote du module lunaire avant le commandant, ce qui correspond à ce qui a été fait lors des missions Gemini, où le commandant n'a jamais effectué de sortie dans l'espace. Les journalistes écrivent au début de 1969 qu'Aldrin serait le premier homme à marcher sur la Lune, et l'administrateur associé George Mueller affirme la même chose aux journalistes. Aldrin entend dire qu'Armstrong serait le premier parce qu'il est civil, ce qui rend Aldrin furieux. Il tente de persuader d'autres pilotes de modules lunaires qu'il devrait être le premier, mais ils répondent avec cynisme à ce qu'ils perçoivent comme une campagne de lobbying. Tentant d'endiguer les conflits, Slayton dit à Aldrin qu'Armstrong serait le premier puisqu'il est le commandant de la mission. La décision est annoncée lors d'une conférence de presse le 14 avril 1969.
Pendant des décennies, Aldrin croit que la décision finale est largement dictée par l'emplacement de l'écoutille du module lunaire. Comme les astronautes portent leur combinaison spatiale et que le vaisseau est petit, il est difficile de manœuvrer pour en sortir. L'équipage fait une simulation dans laquelle Aldrin quitte d'abord le vaisseau spatial, mais il endommage le simulateur en tentant de sortir. Bien que cela suffise pour que les planificateurs de la mission prennent leur décision, Aldrin et Armstrong restent dans l'ignorance jusqu'à la fin du printemps. Slayton dit alors à Armstrong que l'intention est de le faire sortir du vaisseau spatial en premier et Armstrong approuve.
Les médias accusent Armstrong d'avoir exercé la prérogative de son commandement pour quitter le vaisseau spatial en premier. Chris Kraft révèle dans son autobiographie de 2001 qu'une rencontre a eu lieu entre Gilruth, Slayton, Low et lui-même pour s'assurer qu'Aldrin ne serait pas le premier à marcher sur la Lune. Ils ont fait valoir que la première personne à marcher sur la Lune devrait être comme Charles Lindbergh, quelqu'un de calme et tranquille. Ils ont pris la décision de modifier le plan de vol afin que le commandant soit le premier à sortir du vaisseau spatial.

### Noms de baptême des vaisseaux

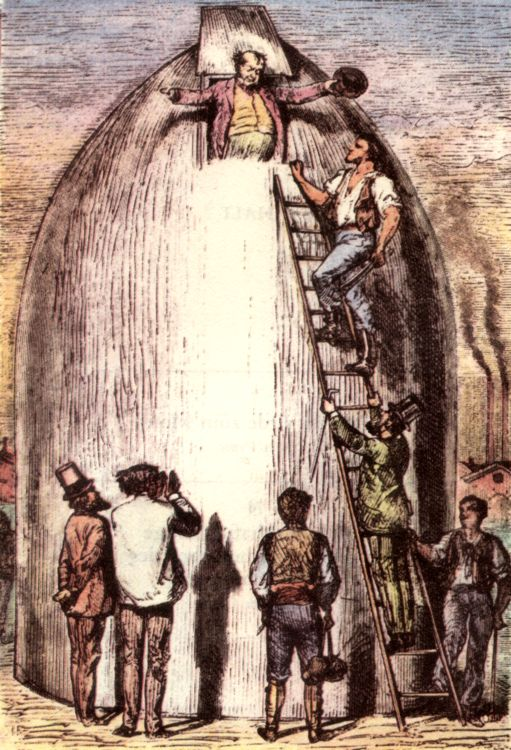
Le projectile Columbia conçu par Jules Verne en 1865.

Après que l'équipage d'Apollo 10 a nommé leurs vaisseaux Charlie Brown et Snoopy, le directeur adjoint des affaires publiques Julian Scheer écrit à George M. Low, directeur du bureau du programme des vaisseaux spatiaux Apollo au Manned Spacecraft Center (MSC), pour suggérer à l'équipage d'Apollo 11 d'être moins désinvolte dans le choix du nom de leurs vaisseaux, vu la portée symbolique de leur mission.
Provisoirement, lors de la planification de la mission et lors de communications internes, les noms Snowcone et Haystack sont utilisés respectivement pour le module de commande et le module lunaire .
Plus tard, les vaisseaux seront baptisés Columbia et Eagle. Le CSM est nommé Columbia à la suite de plusieurs suggestions : c'est le nom de la figure allégorique qui personnifie les États-Unis comme l'est Marianne pour la France,, c'est aussi le nom du canon géant qui a lancé un vaisseau spatial (également de Floride) dans le roman de Jules Verne de 1865 intitulé De la Terre à la Lune (suggéré par Scheer), et c'est enfin en référence à Christophe Colomb, comme l'indique Collins dans son livre de 1976. Le LM est nommé Eagle d'après le motif qui figure en bonne place sur l'insigne de la mission.

### Insigne de mission
L'insigne de la mission d'Apollo 11 est conçu par Collins, qui veut un symbole pour « l'atterrissage pacifique par les États-Unis ». À la suggestion de Lovell, il choisit comme symbole l'aigle à tête blanche, l'oiseau national des États-Unis. Tom Wilson, un instructeur de simulateur, suggère un rameau d'olivier dans son bec pour représenter leur mission pacifique. Une image retient son attention : une illustration du peintre animalier Walter A. Weber parue dans le livre, "l'Eau, la Proie et le Gibier à plume de l'Amérique du Nord", lui-même publié en 1965 par la National Geographic Society.
Collins ajoute un fond lunaire et la Terre au loin. La lumière du soleil sur l'image vient de la mauvaise direction ; l'ombre devrait se trouver dans la partie inférieure de la Terre au lieu de la gauche. Aldrin, Armstrong et Collins décident que l'aigle et la Lune seraient dans leurs couleurs naturelles et optent pour une bordure bleue et dorée. Armstrong craignant que le mot « eleven » ne soit pas compris par les non-anglophones, ils optent pour « Apollo 11 » et décident de ne pas faire figurer leurs noms sur l'écusson, afin qu'il soit « représentatif de tous ceux qui ont travaillé à l'atterrissage ».
Un illustrateur du Manned Spacecraft Center réalise le dessin, qui est ensuite envoyé aux responsables de la NASA pour approbation. Le dessin est rejeté, Bob Gilruth, le directeur du centre, trouvant que les serres de l'aigle ont l'air « trop guerrières ». Après discussion, la branche d'olivier est déplacée dans les serres.

## Déroulement de la mission
La mission va se dérouler exactement selon le plan de vol prévu depuis des mois.

### Travaux préparatoires
L'étage de montée du module lunaire (LM-5) arrive au Centre spatial Kennedy le 8 janvier 1969, suivi de l'étage de descente quatre jours plus tard, et du module de commande et de service (CM-107) le 23 janvier. Il y a plusieurs différences entre LM-5 et LM-4 d'Apollo 10 ; le LM-5 a une antenne radio VHF pour faciliter la communication avec les astronautes pendant leur sortie extravéhiculaire sur la surface lunaire ; un moteur d'ascension plus léger ; plus de protection thermique sur le train d'atterrissage ; et un ensemble d'expériences scientifiques connu sous le nom de Early Apollo Scientific Experiments Package (EASEP). Le seul changement dans la configuration du module de commande est le retrait de l'isolation de l'écoutille avant,. Les modules de commande et de service sont accouplés le 29 janvier, et sont déplacés du bâtiment des opérations et des contrôles au bâtiment d'assemblage des véhicules le 14 avril.
Le troisième étage S-IVB de la fusée Saturn V (AS-506) arrive le 18 janvier, suivi du deuxième étage S-II le 6 février 1969, du premier étage S-IC le 20 février et de l'unité d'instruments de Saturn V le 27 février. À 12 h 30 le 20 mai, l'assemblage de 5 443 tonnes quitte le bâtiment d'assemblage des véhicules sur un transporteur à chenilles, à destination de l'aire de lancement 39A, qui fait partie du complexe de lancement 39, alors qu'Apollo 10 est encore en route pour la Lune. Un essai de compte à rebours commence le 26 juin et s'achève le 2 juillet. Le complexe de lancement est illuminé dans la nuit du 15 juillet, lorsque le transporteur à chenilles ramène la structure de service mobile sur son aire de stationnement. Aux premières heures du matin, les réservoirs de carburant des étages S-II et S-IVB sont remplis d'hydrogène liquide. Le ravitaillement en carburant est terminé trois heures avant le lancement. Les opérations de lancement sont partiellement automatisées, avec 43 programmes écrits en langage de programmation ATOLL.

### Lancement
Après avoir pris un petit-déjeuner avec Deke Slayton et l'équipage de réserve, les astronautes enfilent leurs combinaisons spatiales et commencent à respirer de l'oxygène pur. À 6 h 30, ils se dirigent vers le complexe de lancement 39. Fred Haise est entré dans Columbia environ trois heures et dix minutes avant l'heure du lancement. Avec un technicien, il aide Armstrong à se mettre dans le siège de gauche à 6 h 54. Cinq minutes plus tard, Collins le rejoint, prenant place sur le siège de droite. Enfin, Aldrin entre, prenant le siège du centre. Haise part environ deux heures et dix minutes avant le lancement.
L'équipe de fermeture scelle l'écoutille, et la cabine est purgée et pressurisée. L'équipe de fermeture quitte ensuite le complexe de lancement environ une heure avant l'heure du départ. Le compte à rebours s'automatise à trois minutes et vingt secondes avant le lancement. Plus de 450 personnes se trouvent aux consoles dans la salle de tir.
Le 16 juillet 1969, des foules ont fait le déplacement pour assister au lancement des premiers hommes à tenter de débarquer sur la Lune. On estime à un million le nombre de spectateurs qui se sont positionnés sur les autoroutes et les plages situées à proximité du site de lancement. Dans la tribune des officiels sont présents le vice-président Spiro Agnew ainsi que l'ancien président, Lyndon B. Johnson et son épouse Lady Bird Johnson. À leurs côtés, le chef d'état-major de l'armée américaine, le général William Westmoreland, quatre membres du cabinet, 19 gouverneurs d'État, 40 maires 60 ambassadeurs et 200 membres du Congrès.
Environ 3 500 représentants des médias sont également présents, les deux tiers venant des États-Unis, le reste de 55 autres pays. Sont en particulier sur place des centaines d'équipes de télévision. Il est en effet prévu que le lancement soit retransmis en direct dans 33 pays (plus tard, le nombre de téléspectateurs sera estimé à 25 millions rien qu'aux États-Unis). Des millions d'autres personnes dans le monde écoutent les émissions de radio ,. Le président Richard Nixon regarde le lancement depuis son bureau à la Maison-Blanche avec son agent de liaison à la NASA, l'astronaute Frank Borman. Il sera présent à ses côtés pendant toute la durée du vol, jusqu'à la récupération de l'équipage une semaine plus tard.
Depuis le complexe de lancement 39 de Cap Canaveral, le décollage intervient à l'heure prévue : 13 h 32 UTC (9 h 32 heure de l'Est). Lourd de plus de 3 000 tonnes, le lanceur Saturn V, s'élève lentement. 13,2 secondes plus tard, il commence à prendre son azimut de vol de 72,058°. L'arrêt des moteurs du premier étage (S-IC) intervient 2 minutes et 42 secondes après le décollage, les moteurs du deuxième étage S-II sont alors allumés. Enfin, après 9 minutes et 8 secondes de vol, le troisième étage S-IVB entre à son tour en service . Douze minutes après son lancement, Apollo 11 et le troisième étage sont placés sur une orbite terrestre circulaire (185,9 km sur 183,2 km).

### Transit entre la Terre et la Lune
Le vaisseau Apollo circule sur cette orbite de parking en attendant que son positionnement relatif par rapport à la Lune soit optimal. Durant cette phase de vol non propulsé l'équipage vérifie les principaux systèmes afin de s'assurer qu'ils permettent la poursuite de la mission. Deux heures trente plus tard conformément au planning et alors que le vaisseau Apollo a effectué une révolution et demi autour de la Terre, la manœuvre dite d'injection trans-lunaire est effectuée. le moteur de l'étage S-IVB est allumé une deuxième fois durant 347 secondes. La poussée augmente la vitesse de 3,05 km/s ce qui donne une impulsion suffisante à l'ensemble pour qu'il puisse franchir les 400 000 kilomètres qui le séparent de la Lune. La manœuvre donne une forme elliptique très allongée à l'orbite et l'apogée se situe désormais au-delà de notre satellite. La direction de la poussée a été soigneusement calculée pour que le vaisseau passe devant la Lune en prenant en compte le fait qu'elle se sera déplacée de 250 000 kilomètres entre-temps,.
Environ une demi-heure plus tard, Michael Collins déclenche la séparation du vaisseau Apollo (CSM) et du reste du train spatial puis éloigne le CSM de quelques mètres. Le vaisseau Apollo pivote de 180° pour venir s'amarrer au module lunaire (le LM, surnommé « Eagle ») qui est dans le carénage solidaire du troisième étage. Après avoir vérifié l'amarrage des deux vaisseaux et pressurisé le module lunaire, les astronautes déclenchent par pyrotechnie la détente des ressorts situés dans le carénage : ceux-ci écartent le LM et le CSM du troisième étage de la fusée Saturn à une vitesse d'environ 30 cm/s. Le troisième étage va alors entamer une trajectoire divergente Un effet de fronde, produit par son passage près de la Lune, le place sur une orbite autour du Soleil où il se trouve encore actuellement,.
Le transit entre la Terre et la Lune dure trois jours (73 heures exactement). Le 19 juillet à 17:21:50 UTC, Apollo 11 passe derrière notre satellite et actionne le moteur du module de service pour se placer en orbite lunaire,. Au cours des trente orbites qui suivent, l'équipage observe son site d'atterrissage dans la mer de la Tranquillité méridionale, à environ 19 km au sud-ouest du cratère Sabine D. Le site a été choisi en partie parce qu'il a été caractérisé comme relativement plat et lisse par les atterrisseurs automatisés Ranger 8 et Surveyor 5, ainsi que par l'engin spatial de cartographie Lunar Orbiter et qu'il ne devrait pas présenter de difficultés majeures à l'atterrissage ou lors d'une sortie extravéhiculaire. Il se trouve à environ 25 kilomètres au sud-est du site d'atterrissage de Surveyor 5 et à 68 kilomètres au sud-ouest du site d'écrasement de Ranger 8.
La mise en orbite lunaire se déroule en deux phases. Une première manœuvre place le vaisseau en orbite elliptique allant ((111 km) / (314 km). Une deuxième manœuvre réduit l'orbite, la faisant passer à une apolune de 122 km) et une périlune de (101 km). L'utilisation de deux manœuvres a été choisie pour éviter qu'en cas d'une unique manœuvre, le moteur ne soit arrêté trop tôt. De plus, la deuxième manœuvre permet de s'assurer que l'orbite passe à la verticale du site d’atterrissage choisi, et soit, au moment du retour de l'expédition lunaire, optimale pour que le module lunaire puisse rejoindre le CSM.

Transit entre la Terre et la Lune
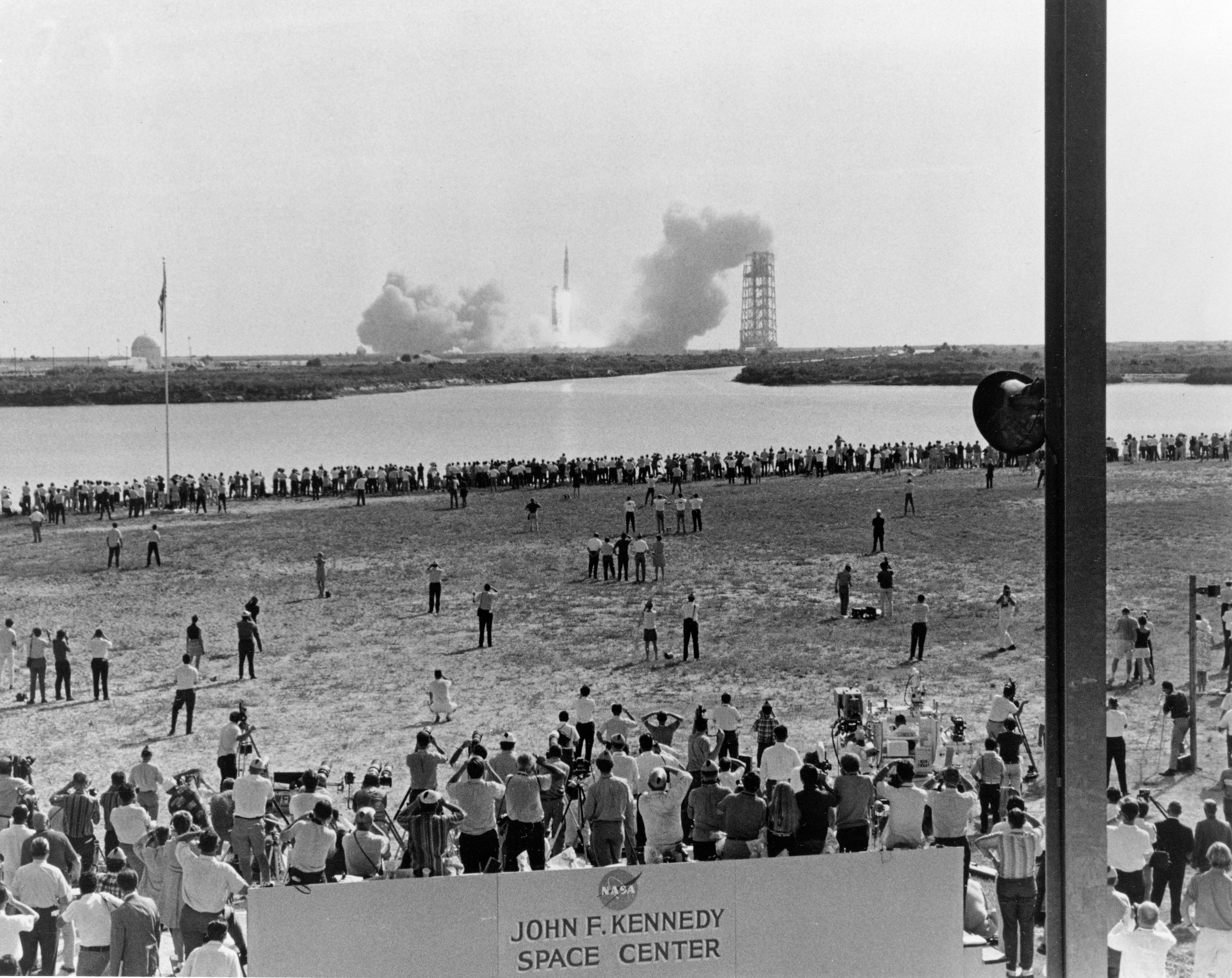
Des milliers de personnes assistent au lancement d'Apollo 11.
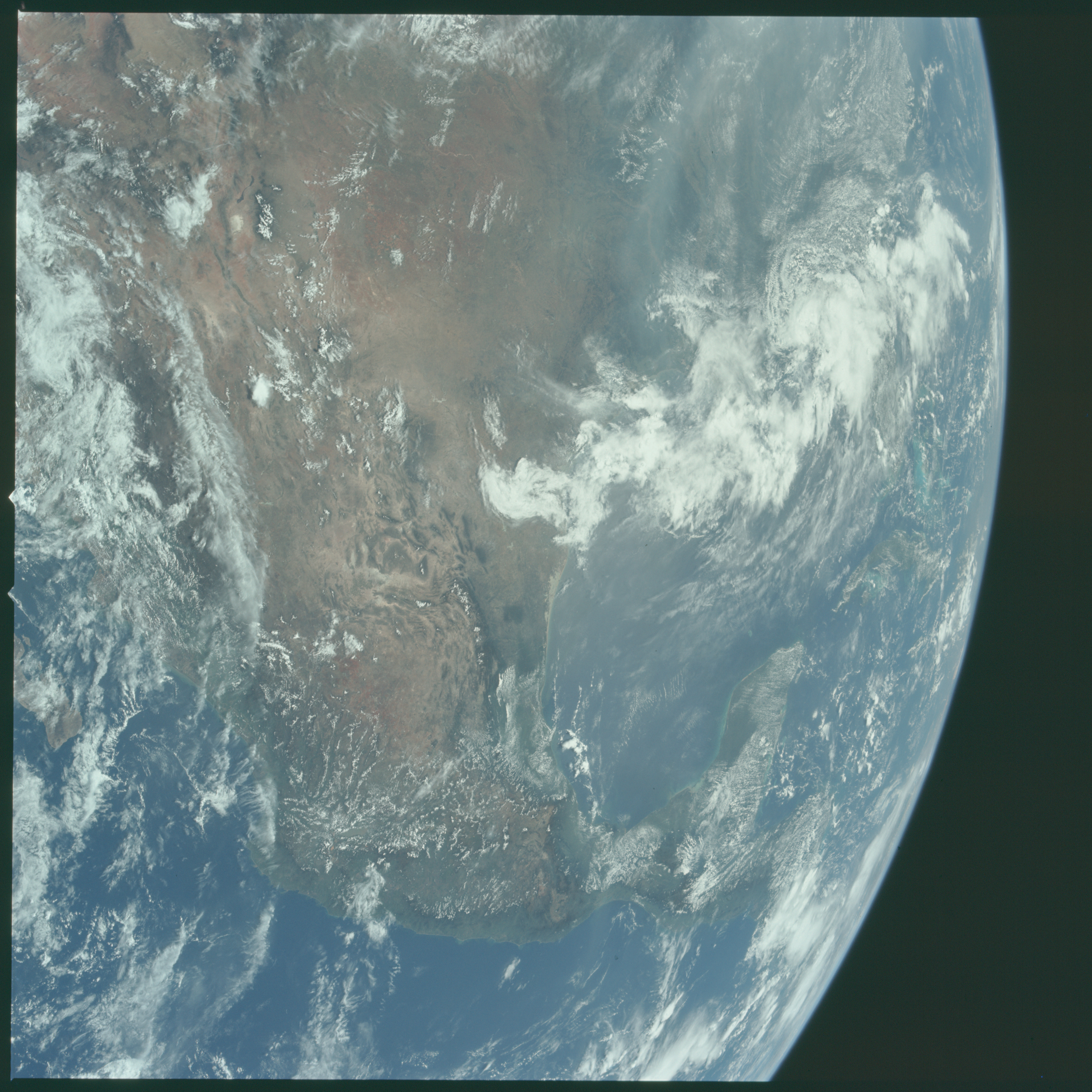
La Terre, photographiée après l'Injection trans-lunaire.
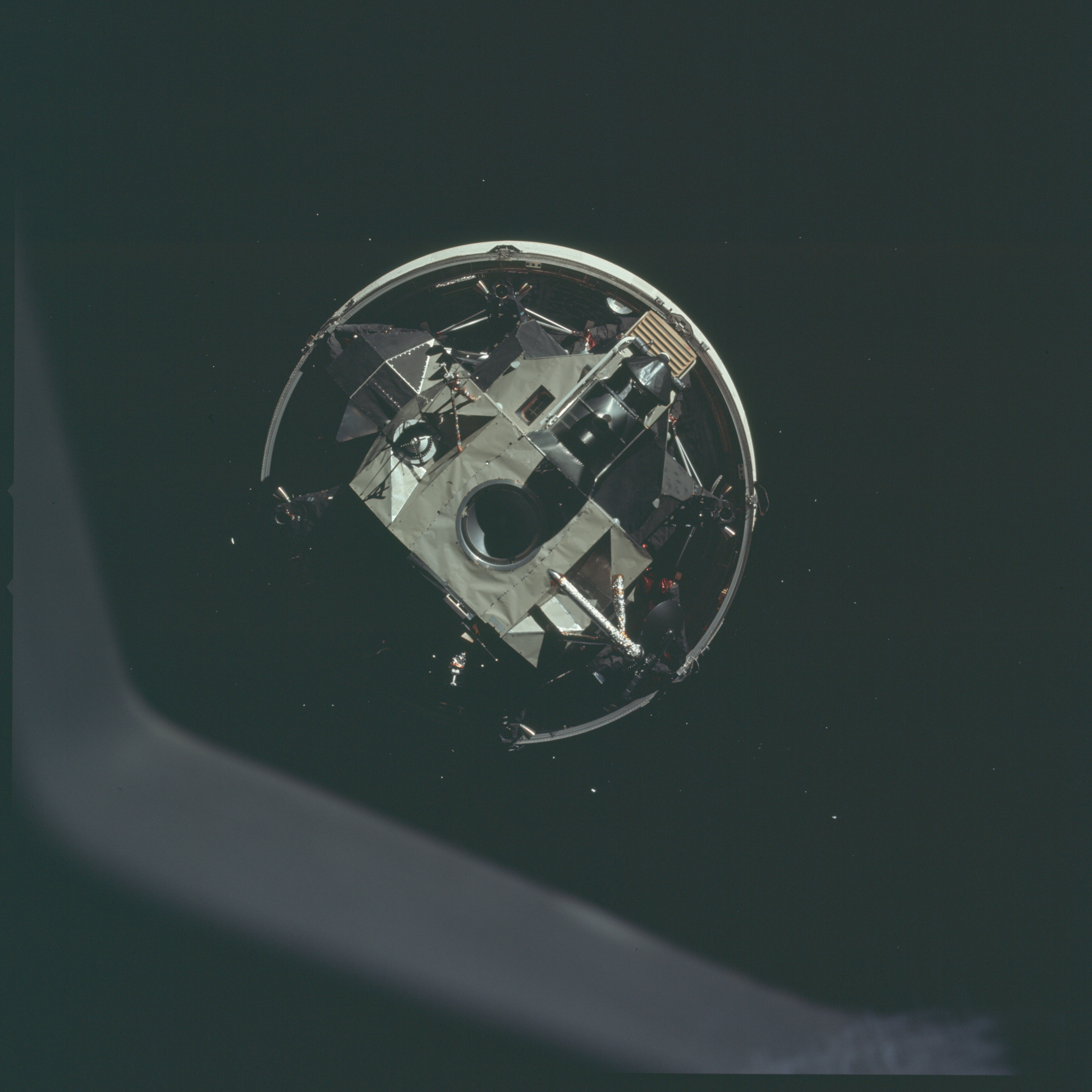
Le module lunaire, encore attaché au 3e étage de la fusée, avant que Collins ne s'y amarre.
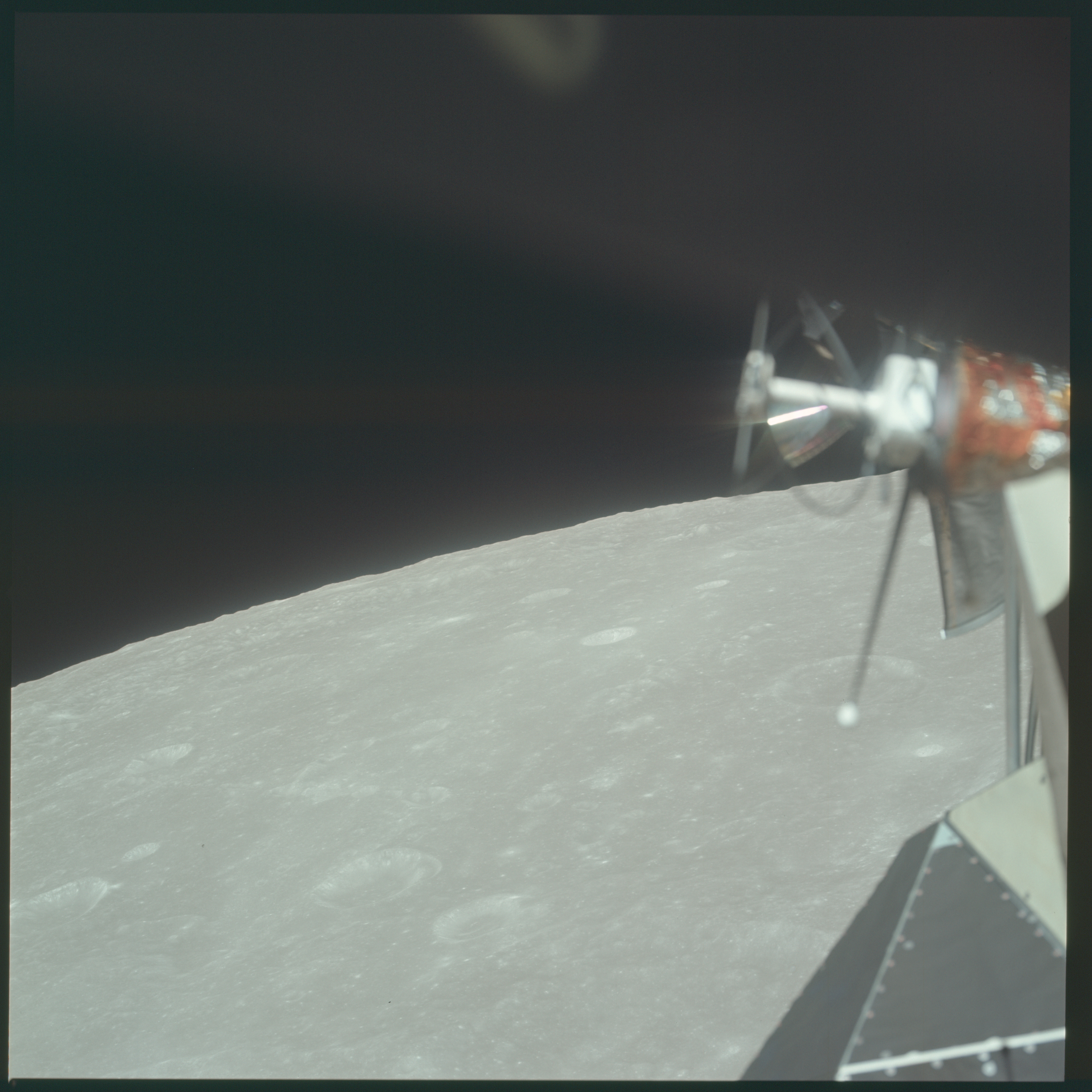
Premières images de la Lune. Au premier plan, le LM.

### Descente vers la surface de la Lune

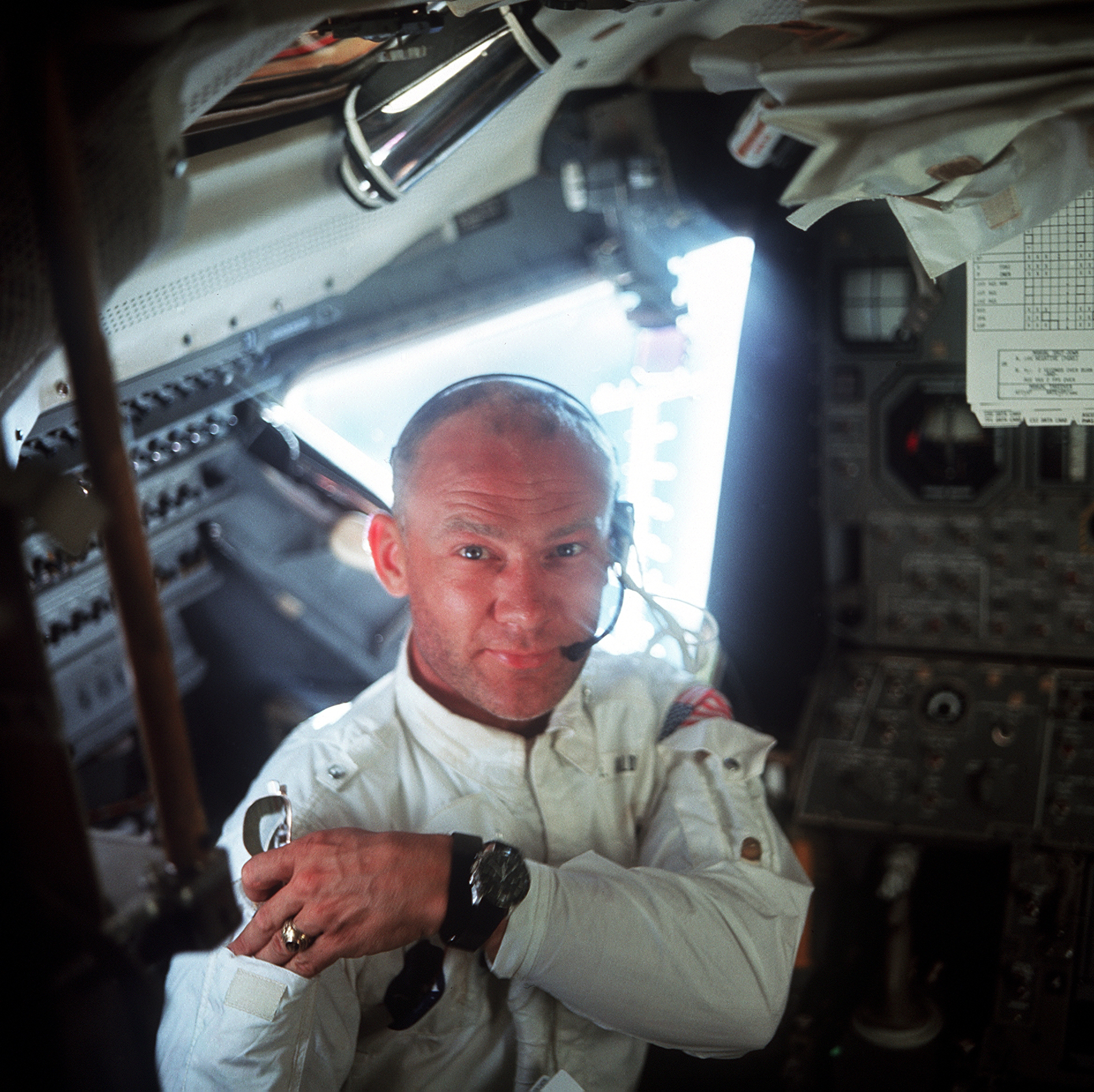
Buzz Aldrin dans le module lunaire lors de sa vérification avant l'atterrissage.

#### Séparation
Après avoir stabilisé son orbite au cours de treize révolutions autour de la Lune, le vaisseau Apollo se scinde en deux : Collins reste seul dans le CSM restant en orbite, pendant qu'Armstrong et Aldrin entament leur descente vers le sol lunaire dans le module lunaire Eagle.
Pour économiser les propergols de l’étage de descente du module lunaire, la trajectoire de la descente est découpée en plusieurs phases. Le module lunaire, quand il se sépare du CSM, se trouve sur une orbite circulaire à environ 110 kilomètres d'altitude. Il va dans un premier temps utiliser brièvement sa propulsion pour abaisser son périgée à une altitude de 15 km. Lorsque celle-ci est atteinte après avoir parcouru une demi-orbite, commence la phase de freinage proprement dite. Le module lunaire doit annuler sa vitesse qui est de 1 695 m/s (6 000 km/h). Pour y parvenir le moteur est poussé à fond de manière continue. Lorsque l'altitude n'est plus que de 12-13 km, le radar d'atterrissage accroche le sol et se met à fournir des informations (altitude, vitesse de déplacement) qui vont permettre à l'équipage de vérifier que la trajectoire est correcte. Celle-ci était jusque là extrapolée uniquement à partir de l'accélération mesurée par la centrale à inertie. À sept kilomètres du site d'atterrissage commence la phase d'approche. Le module lunaire, qui était jusque là en position horizontale pour diriger la poussée de son moteur à l'opposé du sens de son déplacement, est progressivement redressé en position verticale pour fournir au pilote une meilleure vision du terrain. Celui-ci peut ainsi localiser le lieu d'atterrissage auquel conduit sa trajectoire actuelle grâce à une échelle gravée sur son hublot graduée en degrés. Si le pilote juge que le terrain n'est pas propice à un atterrissage ou qu’il ne correspond pas au lieu prévu, il peut alors corriger l'angle d'approche en agissant sur les commandes de vol par incrément de 0,5° dans le sens vertical ou 2° en latéral.
Lorsque le module lunaire est descendu à une altitude de 150 mètres, ce qui le place théoriquement à une distance de 700 mètres du lieu visé (point désigné sous le terme de low gate), démarre la phase d'atterrissage. Si la trajectoire a été convenablement suivie, les vitesses horizontale et verticale sont respectivement alors de 66 km/h et 18 km/h. La procédure prévoit que le pilote prenne la main pour amener le module lunaire au sol mais il peut, s'il le souhaite, laisser faire l'ordinateur de bord qui dispose d'un programme de pilotage pour cette dernière partie du vol. En prenant en compte les différents aléas (phase de repérage allongée de deux minutes, modification de la cible de dernière minute de 500 mètres pour éviter un relief, mauvaise combustion finale, jauge de propergol pessimiste), le pilote dispose d'une marge de trente-deux secondes pour poser le module lunaire avant l'épuisement des ergols. La dernière partie de la phase est un déplacement horizontal à la manière d’un hélicoptère qui permet à la fois d’annuler toutes les composantes de vitesse mais également de mieux repérer les lieux. Des sondes situées sous les semelles du train d’atterrissage prennent contact avec le sol lunaire lorsque l'altitude est inférieure à 1,3 mètre et transmettent l’information au pilote. Celui-ci doit alors couper le moteur de descente pour éviter que le LM ne rebondisse ou ne se renverse. Durant toute la descente l'ordinateur de bord gère le pilote automatique, assure la navigation et optimise la consommation de carburant (optimisation sans laquelle il serait difficile de se poser avec la faible quantité de carburant disponible). Sa puissance est équivalente à celle d'une calculatrice bas de gamme des années 2000,.
Le 20 juillet à 12 h 52 min 0 s UTC, Aldrin et Armstrong pénètrent dans le module lunaire puis effectuent les dernières vérifications avant leur descente à la surface de la Lune. Cinq heures plus tard Eagle se sépare du vaisseau Apollo. Collins, seul à bord de Columbia, inspecte par le hublot le module lunaire (LM) alors qu'il pivote devant lui pour s'assurer que l'engin spatial ne présente pas de dommages et que le train d'atterrissage est correctement déployé,. Armstrong s'exclame : « L'aigle a des ailes !»,.

#### Descente
Alors que la descente est entamée, Armstrong et Aldrin constatent que les points remarquables à la surface de la Lune (cratères...) qui servent de repère défilent avec deux ou trois secondes d'avance par rapport à ce qui était prévu. La trajectoire du LM ne suit pas exactement celle qui était programmée et ils vont atterrir plusieurs kilomètres à l'ouest de la cible. Le problème pourrait être des irrégularités du champ gravitationnel de la Lune. Le directeur de vol Gene Kranz émet l'hypothèse que cela pourrait être dû à une surpression dans le tunnel reliant le LM et le module de commande qui aurait produit une poussée supplémentaire au moment de la séparation des deux vaisseaux. Une troisième hypothèse est que cet écart résulte des manœuvres effectuées par le LM immédiatement après la séparation,.
Cinq minutes après le début de la descente, alors que le LM se trouve à 1 800 m au-dessus de la surface de la Lune, l'ordinateur de bord se met à émettre des alarmes « 1202 ». Ce type de message indique que l'ordinateur de bord ne parvient plus à effectuer toutes les tâches qui lui sont assignées, alors qu'il joue un rôle central en effectuant en temps réel les calculs permettant de définir la trajectoire et qu'il pilote en conséquence les moteurs. Le jeune Steve Bales, l'un des programmeurs de l'ordinateur de bord, présent dans le centre de contrôle à Houston, détermine que l'alarme peut être ignorée (Steve Bales sera reçu à la Maison-Blanche par le président Nixon et remercié d'avoir sauvé la mission) et, après 30 longues secondes, Houston confirme à l'équipage que la mission peut se poursuivre. L'enquête effectuée par la suite révélera que la surcharge de l'ordinateur était due à l'envoi à l'ordinateur de signaux par le radar de rendez-vous à fréquence très rapprochée. Il y avait en fait deux erreurs : d'une part la procédure fournie aux astronautes indiquait à tort de laisser le radar de rendez-vous allumé et d'autre part il y avait un défaut de conception dans l'interface entre l'ordinateur et le radar de rendez-vous. Les simulations réalisées n'avaient pas permis de détecter l'anomalie, car l'ordinateur de rendez-vous n'était pas branché pour les atterrissages. Le problème sera corrigé pour les missions suivantes. Par ailleurs, des mesures seront prises (modification des programmes de calcul de trajectoire et accroissement des corrections de trajectoire intermédiaires) pour que les pilotes disposent de plus de marge en carburant,,.

#### Atterrissage
Accaparé par ces alarmes, Armstrong laisse passer le moment où, selon la procédure, il aurait dû exécuter une dernière manœuvre de correction de la trajectoire. Le LM dépasse de 7 km le site sélectionné pour l'atterrissage (« Site no 2 ») et s'approche d'une zone encombrée de rochers. Armstrong n'a pas le temps d'étudier la situation avec Houston et de reconfigurer l'ordinateur de bord. Il prend le contrôle manuel du module lunaire pour survoler à l'horizontale le terrain à la recherche d'un site adapté à l'atterrissage. À Houston on est inquiet de la durée anormalement longue de l'atterrissage et l'abandon de la mission est de nouveau envisagé. À la recherche d'une zone non accidentée, Armstrong fait avancer le LM en rasant le sol dans la direction de sa fenêtre afin d'avoir le nuage de poussière derrière lui et de garder de la visibilité, pendant qu'Aldrin indique l'altitude, la vitesse horizontale et les secondes de carburant restant.
Quand Armstrong regarde à nouveau à l'extérieur, il voit que la cible d'atterrissage signalée de l'ordinateur se trouve dans une zone parsemée de blocs rocheux juste au nord et à l'est d'un cratère de 91 m de diamètre (qu'on a plus tard déterminé être le cratère ouest), il prend donc le contrôle semi-automatique,. Armstrong envisage de se poser à proximité du champ de blocs afin de pouvoir y prélever des échantillons géologiques, mais il ne le peut car sa vitesse horizontale est trop élevée. Tout au long de la descente, Aldrin communique les données de navigation à Armstrong, qui est occupé à piloter Eagle. Armstrong trouve un terrain dégagé et manœuvre le vaisseau spatial en direction de celui-ci. En s'approchant, à 76 mètres au-dessus de la surface, il découvre que le site est en fait occupé par un cratère. Il le contourne et trouve une autre portion de terrain dépourvue d'obstacles.
À ce moment à 33 m au-dessus de la surface, Armstrong sait que leur réserve de propergol diminue et est déterminé à atterrir sur le premier site d'atterrissage possible. Le LM n'est plus qu'à 30 mètres de la surface et il reste seulement 90 secondes de propergol. La poussière lunaire soulevée par le moteur du LM l'empêche en partie d'estimer le mouvement du vaisseau par rapport à la surface. Lorsque s'affiche le signal indiquant qu'il ne reste plus que 60 secondes de carburant, le LM est très proche du sol et soulève un nuage de poussière qui gêne à nouveau la visibilité. Armstrong a déjà posé le simulateur du LM, le LLTV, avec moins de quinze secondes de carburant restant à plusieurs reprises et était par ailleurs convaincu que le module lunaire pouvait résister à une chute de 15 m en cas de besoin. De gros rochers surgissent au milieu du nuage de poussière et Armstrong les utilise comme repère pour déterminer la vitesse du LM.
Un voyant informe Aldrin qu'au moins une des sondes de 170 cm accrochées sous les semelles du train d'atterrissage d'Eagle a pris contact avec la surface. Armstrong est censé alors couper immédiatement le moteur car les ingénieurs redoutent que l'augmentation de la pression dans la tuyère n'entraîne sa destruction et ne déstabilise le module lunaire, mais Armstrong, sans doute secoué par le stress de l'atterrissage, oublie. Trois secondes plus tard, Eagle se pose et Armstrong coupe enfin le moteur.

### Atterrissage
Eagle atterrit à 20 h 17 min 40 s UTC le dimanche 20 juillet 1969, à 7 km du lieu prévu à l'origine, avec 98 kilogrammes de carburant utilisable restant. Les informations dont disposent l'équipage et les contrôleurs de mission pendant l'atterrissage montrent que le LM avait suffisamment de carburant pour 25 secondes supplémentaires de vol motorisé avant qu'un arrêt sans atterrissage ne devienne dangereux,, mais l'analyse post-mission montre que le chiffre réel est probablement plus proche de 50 secondes. Apollo 11 se pose avec moins de carburant que la plupart des missions suivantes, et les astronautes ont eu un avertissement prématuré de faible niveau de carburant. On découvre plus tard que cela était dû à un « gargouillement » du propergol plus important que prévu, ce qui a découvert un capteur de carburant. Au cours des missions suivantes, des déflecteurs anti-flux supplémentaires sont ajoutés aux réservoirs pour éviter ce phénomène.
Armstrong signale qu'Aldrin a complété la liste de contrôle post-atterrissage, avant de répondre au CAPCOM, Charles Duke, avec les mots « Houston, Base de la Tranquillité ici. Eagle a atterri ». Le changement d'indicatif d'Armstrong de « Eagle » à « Tranquility Base » souligne aux auditeurs que l'atterrissage est complet et réussi. Duke bégaie légèrement en répondant pour exprimer le soulagement au contrôle de la mission : « Roger, Twan-Tranquilité, nous comprenons que vous avez atterri. Vous avez ici un groupe de gars sur le point de devenir bleus. Nous respirons à nouveau. Merci beaucoup »,.
Malgré le soulagement et l'euphorie de l'évènement, Armstrong et Aldrin ne peuvent que brièvement observer la surface lunaire : dans l'éventualité d'un problème grave, ils doivent en effet se préparer pour un décollage immédiat et programmer l'ordinateur pour le rendez-vous en orbite avec Collins, opération qui dure environ deux heures. Le calendrier de la mission prévoit une période de sommeil de cinq heures après l'atterrissage, mais ils choisissent de commencer les préparatifs de la sortie extravéhiculaire, pensant qu'ils ne pourront pas dormir.

### Sortie extravéhiculaire

#### Préparatifs
À l'origine, la sortie extravéhiculaire de cette première mission sur la Lune devait durer quatre heures, soit la durée maximale autorisée par les réserves d'oxygène et d'énergie électrique des combinaisons spatiales A7L. Ce temps était nécessaire notamment pour installer l'ensemble des instruments scientifiques de la station ALSEP. La conception de celui-ci ayant pris du retard, elle a été remplacée pour Apollo 11 par l'ensemble Early Apollo Scientific Experiments Package (EALSEP) limité à deux instruments et la durée de la sortie avait été ramenée à deux heures même si les combinaisons spatiales permettaient une durée double.

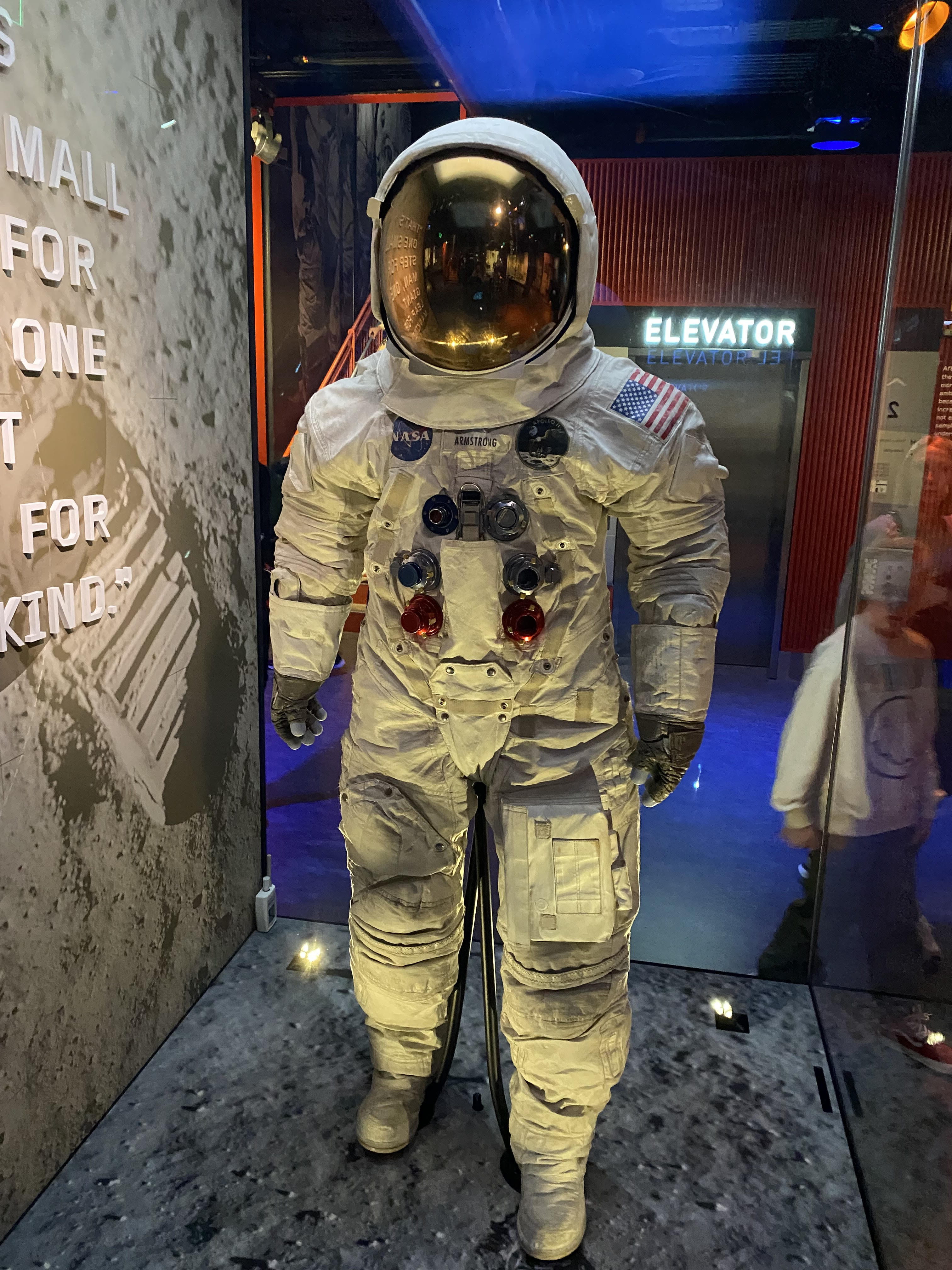
La combinaison spatiale d'Armstrong exposée au National Air and Space Museum.

La sortie des astronautes à la surface de la Lune nécessite un grand nombre d'opérations préalables : listes de vérification, les astronautes doivent enfiler les lourdes combinaisons spatiales et vérifier leur fonctionnement, dépressurisation du LM. Ces préparatifs prennent plus de temps que prévu ; trois heures et demie au lieu de deux. Durant les entraînements sur Terre, tout ce qui était nécessaire était soigneusement préparé, mais sur la Lune, la cabine est encombrée par un grand nombre d'autres articles, tels que des listes de contrôle, des paquets de nourriture et des outils. Six heures et trente-neuf minutes après l'atterrissage, Armstrong et Aldrin sont prêts à sortir.
Après un dernier test radio, la dépressurisation de l'habitacle est déclenchée. Au bout de quinze minutes, la pression n'est toujours pas tombée à zéro et Houston suggère d'ouvrir tout de même l'écoutille donnant sur l'extérieur. Celle-ci, qui a la forme d'un carré de 80 cm de côté, est située au ras du plancher sous le tableau de bord. Armstrong se met à genoux et passe ses jambes en premier, guidé par son coéquipier. Puis il se redresse sur l'échelle de descente. Aldrin tend alors à Armstrong le Jettison Bag contenant les emballages vides des repas et autres déchets,,. La « poubelle » est jetée par l'astronaute et apparaîtra distinctement sur le premier cliché pris à la surface,, avant qu'elle ne soit poussée sous le module, où l'on peut la distinguer sur plusieurs clichés célèbres. L'astronaute sur l'échelle à neuf barreaux tire sur un anneau en forme de « D » pour déployer l'ensemble modulaire d'arrimage des équipements (modular equipment stowage assembly - MESA) replié contre le côté d'Eagle et activer la caméra de télévision,.
Apollo 11 utilise une télévision à balayage lent incompatible avec la télédiffusion, elle est donc affichée sur un moniteur spécial, et une caméra de télévision conventionnelle visionne ce moniteur, ce qui réduit considérablement la qualité de l'image. Le signal est reçu à Goldstone aux États-Unis, mais avec une meilleure fidélité par la station de suivi de Honeysuckle Creek près de Canberra en Australie. Quelques minutes plus tard, le signal est transféré vers le radiotélescope Parkes, plus sensible, en Australie. Malgré quelques difficultés techniques et météorologiques, des images fantomatiques en noir et blanc de la première sortie extravéhiculaire lunaire sont reçues et diffusées à au moins 600 millions de personnes sur Terre. Des copies de cette vidéo en format de diffusion sont sauvegardées et sont largement disponibles, mais les enregistrements de la transmission originale de la source à balayage lent depuis la surface lunaire sont probablement détruits lors de la réutilisation de routine des bandes magnétiques à la NASA.

#### Premiers pas sur la Lune
Le dernier barreau pose un problème car il est à un mètre du sol environ : il était prévu que le choc de l'atterrissage serait absorbé par les pieds du LM, qui s'écraseraient légèrement et verraient leur longueur diminuée, rapprochant ainsi l'échelle suffisamment près du sol. Mais l'atterrissage d'Armstrong est si doux que l'écrasement attendu n'a pas lieu dans les proportions prévues et le dernier barreau de l'échelle est éloigné du sol : les astronautes doivent sauter de près d'un mètre pour atteindre le pied d’atterrissage-seuil. Armstrong est retenu par un filin déroulé par Aldrin et, une fois descendu sur le pied du LM, il vérifie qu'il est bien capable de sauter jusqu'au premier barreau de l'échelle pour réintégrer ultérieurement le vaisseau. Il l'atteint d'un saut vigoureux, assisté par la faible gravité lunaire. Puis il teste au préalable la résistance du sol avec le bout de son pied et le décrit comme « constitué de grains très très fins, presque comme une poudre ».

L'empreinte très nette de la botte de Buzz Aldrin sur le sol lunaire.

Neil Armstrong effectue le premier pas sur la Lune le lundi 21 juillet 1969 à 2 h 56 min 20 s UTC (3 h 56 min 20 s heure française ; le 20 juillet 21 h 56 min 20 s (CDST) à Houston, 6 h 41 après l'atterrissage), devant plusieurs centaines de millions de téléspectateurs écoutant les premières impressions de l'astronaute. Celui-ci, en posant le pied sur le sol lunaire, lance son message resté célèbre : « That's one small step for [a] man, one giant leap for mankind » (« C'est un petit pas pour [un] homme, [mais] un bond de géant pour l'humanité »),.
Armstrong avait l'intention de dire « That's one small step for a man » (« C'est un petit pas pour un homme »), mais le mot « a » n'est pas audible dans la transmission, et n'a donc pas été rapporté initialement par la plupart des observateurs de l'émission en direct. Lorsqu'on l'a interrogé plus tard sur sa citation, Armstrong a déclaré qu'il croyait avoir dit « pour un homme », et les versions imprimées ultérieures de la citation comprenaient le « a » entre crochets. L'une des explications de cette absence pourrait être que son accent l'a poussé à prononcer les mots « pour un » ensemble ; une autre est la nature intermittente des liens audio et vidéo avec la Terre, en partie à cause des tempêtes près de l'observatoire de Parkes. Une analyse numérique plus récente de la cassette prétend révéler que le « a » a peut-être été prononcé mais qu'il a été masqué par des parasites. D'autres analyses indiquent que les allégations de statique et de flou sont des « fabrications pour sauver la face », et qu'Armstrong lui-même a admis plus tard avoir mal articulé,,.

### Premières opérations à la surface de la Lune

Les astronautes ont été entraînés à la gravité lunaire grâce à divers simulateurs.

La consistance du sol lunaire avait été la source de beaucoup d'interrogations depuis le lancement du programme Apollo. Toutefois, les observations effectuées par les sondes lunaires du programme Surveyor avaient fourni des indications importantes sur sa consistance et avaient en particulier permis d'écarter a priori le scénario d'un engloutissement des engins spatiaux par une épaisse couche de poussière. Néanmoins, une part d'inconnu subsistait. Armstrong avant de poser son pied sur le sol lunaire constate que celui-ci semble poudreux. Environ sept minutes après avoir posé le pied sur la surface de la Lune, Armstrong prélève un peu de régolite et quelques petites roches lunaires en utilisant une petite pelle pliable munie d'un sac à échantillons : le prélèvement est effectué en grattant superficiellement la surface car le sol est très ferme à quelques centimètres de profondeur. L'objectif de cette collecte rapide est que les scientifiques à Terre soient certains de disposer d'échantillons de sol au cas où les astronautes auraient à décoller prématurément. Armstrong tente d'enfoncer le manche de son instrument dans le sol mais il est stoppé dans ses efforts à environ 15 cm de profondeur,. Douze minutes après le prélèvement de l'échantillon, il retire la caméra de télévision du MESA et fait un balayage panoramique, puis la monte sur un trépied. Le câble de la caméra de télévision reste partiellement enroulé et présente un risque de trébuchement tout au long de la sortie extravéhiculaire. La photographie est réalisée avec un appareil Hasselblad qui peut être utilisé à la main ou monté sur la combinaison spatiale d'Armstrong,.
Quinze minutes après son coéquipier, Aldrin descend à son tour l'échelle du module lunaire et dit qu'il fait « attention de ne pas claquer le verrou en sortant ». Armstrong répond en riant que c'est « une très bonne idée »,, avant de photographier la descente de son coéquipier. Arrivé sur le dernier barreau de l'échelle, Aldrin se laisse tomber sur le pied du LM, puis vérifie à son tour qu'il peut bien sauter pour poser un pied sur le premier barreau. Il doit s'y reprendre à deux fois avant de réussir.
Buzz Aldrin pose à son tour le pied sur le sol lunaire, 19 minutes après Armstrong, devenant le deuxième homme à fouler le sol lunaire, et s'exclame « Belle vue » avant de préciser son sentiment par un « Magnifique désolation ». Aldrin racontera que son premier acte a été de donner un coup de pied dans la poussière lunaire. Son second a été de satisfaire un besoin physiologique dans le slip collecteur d'urine de sa combinaison spatiale, Aldrin déclarant avec une pointe de désinvolture qu'« Armstrong a peut-être été le premier homme à marcher sur la Lune, mais j'ai été le premier à faire pipi sur la Lune ».
Armstrong se joint alors à lui pour dévoiler une plaque commémorative fixée sur un des pieds de l'étage de descente, qui doit rester sur la Lune après le départ des astronautes. Sur celle-ci figure le dessin des deux hémisphères terrestres, un texte portant le nom et la signature des trois astronautes et du président Richard Nixon. Armstrong lit le texte à haute voix : « Ici des hommes de la planète Terre ont pris pied pour la première fois sur la Lune, juillet 1969 apr. J.-C. Nous sommes venus dans un esprit pacifique au nom de toute l'humanité,,. »
Armstrong déclare que se déplacer dans la gravité lunaire, un sixième de celle de la Terre, est « peut-être même plus facile que les simulations ». Aldrin teste des méthodes de déplacement, dont le saut de kangourou à deux pieds. Le sac à dos du PLSS a tendance à le faire basculer vers l'arrière, mais aucun des deux astronautes n'a de sérieux problèmes pour maintenir son équilibre. Les longues enjambées deviennent la méthode de déplacement préférée. Les astronautes déclarent qu'ils doivent planifier leurs mouvements six ou sept pas en avant. Le sol fin est assez glissant. Aldrin remarque que le passage de la lumière du soleil à l'ombre d'Eagle ne produit aucun changement de température à l'intérieur de la combinaison, mais le casque est plus chaud à la lumière du soleil, donc il se sent plus frais à l'ombre,.
Les astronautes assemblent le kit du drapeau lunaire, qui contient un drapeau des États-Unis et une armature en aluminium anodisé permettant au drapeau de rester déployé malgré l'absence d'atmosphère et donc de vent. Les astronautes ont du mal à le planter dans le sol, beaucoup plus ferme que prévu, et doivent se contenter de l'enfoncer sur 5 cm. Ce drapeau ne constitue pas une prise de possession, interdite par le traité de l'espace (1967) ratifié par les États-Unis comme par l'Union soviétique, mais constitue une manifestation de la course à l'espace à l'origine du programme Apollo. Avant qu'Aldrin ne puisse prendre une photo d'Armstrong avec le drapeau, les deux astronautes échangent leurs impressions avec le président Richard Nixon dans le cadre d'un échange radio. Nixon a initialement préparé un long discours à lire pendant l'appel téléphonique, mais Frank Borman, qui est à ses côtés en tant que liaison avec la NASA pendant Apollo 11, le convainc de rester bref. Les archives américaines révèleront en 1999 qu'un discours alternatif a été élaboré pour le président par William Safire, à lire en cas de désastre lunaire, si le module ne parvient pas à redécoler,.
| Une image du sol lunaire.                  |
| Première photo prise après l'atterrissage. |

| Un homme en combinaison spatiale descend une échelle.                    |
| La toute première photo prise sur la surface lunaire par Neil Armstrong. |

| Un homme en combinaison spatiale sur la Lune.                              |
| Buzz Aldrin, photographié par Armstrong alors qu'il le rejoint sur le sol. |

| Un homme ne combinaison spatiale, à côté d'un drapeau américain, sur la Lune.             |
| Aldrin dans sa combinaison A7L, une des photos les plus célèbres de la conquête spatiale. |

| Deux hommes sur la Lune.             |
| Aldrin saluant le drapeau américain. |

| Un homme en combinaison spatiale sur la Lune.                                    |
| Armstrong et Aldrin filmés par une caméra automatique fixée à l'intérieur du LM. |

| Une caméra sur trépied, sur la Lune.          |
| Aldrin près d'un des pieds du module lunaire. |

| Un homme en combinaison spatiale.                  |
| La caméra de télévision installée sur son trépied. |

| Le module lunaire.                                                               |
| Armstrong près du module lunaire, une des rares photos de lui prises par Aldrin. |

| Un cratère.                                                                  |
| Le module lunaire vu par Armstrong quand il s'en éloigne, à la fin de l'EVA. |

| Plaque métallique avec des inscriptions.                               |
| Little West Crater, le cratère visité par Armstrong à la fin de l'EVA. |

| La Terre vue de la Lune.                      |
| La plaque commémorative « we came in peace ». |

|                              |
| Au-dessus du LM... la Terre. |

| Neil Armstrong                                                                           |
| Bruce McCandless II, CapCom, assure la liaison radio pendant la sortie extravéhiculaire. |

|                                                                    |
| Armstrong dans le module lunaire après la sortie extravéhiculaire. |

#### Déploiement des instruments scientifiques
Les astronautes disposent de relativement peu de temps pour accomplir le volet scientifique de leur mission. Aldrin déploie le capteur de particules du vent solaire SWC qui se présente sous la forme d'une feuille d'aluminium tendue par une hampe. Ce Solar Wind Composition Experiment, seule expérience d'origine non-américaine pour cette mission, est d'origine suisse et est déployé avant le drapeau du Lunar Flag Assembly. Malgré la fermeté du sol, Aldrin parvient à planter le dispositif à la verticale en orientant la feuille vers le Soleil. Pendant ce temps, Armstrong déroule et plante dans le sol le drapeau américain qui en l'absence d'atmosphère et donc de vent est maintenu tendu par une baguette. Cet acte ne reflète pas une revendication territoriale mais a pour objectif de marquer cette « victoire » américaine dans la course à l'espace engagée avec l'Union soviétique. Tandis qu'Armstrong déballe les deux petites valises qui doivent être utilisées pour stocker les échantillons de sol lunaire, Aldrin réalise conformément au programme un ensemble d'exercices destinés à tester sa mobilité sur le sol lunaire. Il effectue plusieurs allers et retours devant la caméra vidéo en courant : il ne ressent aucune gêne pour se déplacer mais indique que lors d'un changement de direction il faut effectuer plusieurs pas pour être certain d'être en équilibre, difficulté accrue par le fait que le centre de gravité de l'astronaute est inhabituellement haut en raison du poids élevé de l'encombrant PLSS.
À 23 h 45 (heure de Washington) Houston demande aux astronautes de se déplacer dans le champ d'une des caméras pour un échange téléphonique avec le président des États-Unis Richard Nixon qui suit la retransmission télévisée de l'atterrissage sur la Lune depuis le bureau ovale la Maison-Blanche. Au cours de l'échange, de deux minutes, Armstrong déclare « It is a great honor and privilege for us to be here representing not only the United States, but men of peaceable nations, men with an interest and a curiosity, and men with a vision for the future. » (« c'est un grand honneur et un privilège pour nous que d'être ici, représentant non seulement les États-Unis mais les hommes de paix de toutes les nations, et qui ont un intérêt, de la curiosité et une vision pour le futur. »).

Carte du site d'atterrissage portant l'indication des reliefs, des prises de vue effectuées et (surligné en jaune) l'emplacement des trois instruments installés :
- -le SWC (Solar Wind Composition) ;
- le LRRR (Lunar Ranging Retro Reflector) ;
- le PSE (Passive Seismic Experiment).

Les astronautes reprennent leur travail : tandis qu'Armstrong collecte rapidement des échantillons avec sa pelle, Aldrin effectue une série de photos : une empreinte de botte sur le sol lunaire, des images du train d'atterrissage du module lunaire pour permettre d'évaluer son comportement ainsi que plusieurs photos panoramiques du site. L'équipage a accumulé à ce stade 30 minutes de retard par rapport à l'horaire prévu. Armstrong effectue des prises de vue stéréoscopiques de la surface avec un appareil dédié tandis qu'Aldrin décharge les deux instruments scientifiques de l'Early Apollo Scientific Experiments Package (EALSEP) qui sont stockés dans la baie arrière gauche de l'étage de descente du LM baptisée MESA (Modularized Equipment Stowage Assembly). Il les transporte rapidement à 20 mètres au sud-ouest du module lunaire et commence à installer le sismomètre tandis qu'Armstrong le rejoint pour mettre en place le réflecteur laser. Ce dernier, complètement passif, doit simplement être orienté vers la Terre avec une précision de 5°. L'installation du sismomètre nécessite par contre plus de manipulations : Aldrin doit d'abord orienter les panneaux solaires correctement vers le Soleil puis placer l'appareil parfaitement à l'horizontale ce qu'il réalise avec quelques difficultés. Le fonctionnement de l'appareil est immédiatement vérifié par les opérateurs sur Terre : ceux-ci constatent que le sismomètre est suffisamment sensible pour détecter le déplacement des deux astronautes.
Selon le planning établi avant le vol, les deux astronautes disposent alors de 30 minutes pour collecter des échantillons de sol et des roches lunaires en enregistrant leur contexte géologique, c'est-à-dire en les photographiant sur le sol avant de les ramasser. Mais les opérations précédentes ont pris plus de temps que prévu et McCandless, leur interlocuteur au centre de contrôle à Houston, ne leur accorde que dix minutes. Aldrin tente de prélever une carotte du sol mais, malgré les vigoureux coups de marteau assénés sur le tube prévu à cet effet, il ne parvient pas à enfoncer celui-ci. Les ingénieurs ont conçu l'instrument en partant de l'hypothèse que le sol serait peu compact et un renflement à l'intérieur du tube, qui est destiné à empêcher la carotte de retomber, gêne l'enfoncement dans le sol qui s'avère en fait beaucoup plus dense quelques centimètres sous la surface. Aldrin effectue une nouvelle tentative trois mètres plus loin avec le même résultat. Finalement, il renonce à enfoncer le tube jusqu'au bout. Aldrin ramène ensuite la carotte obtenue ainsi que la feuille d'aluminium du collecteur de particules jusqu'au MESA (Modularized Equipment Stowage Assembly) pour qu'Armstrong puisse les ajouter dans le paquetage. Après avoir été rappelé à l'ordre à plusieurs reprises par McCandless, Aldrin réintègre l'habitacle du module lunaire. Durant ce temps, Armstrong décide d'aller voir de plus près le cratère qu'il a dû éviter immédiatement avant l'atterrissage et qui se situe à seulement 45 mètres du module lunaire. Il se dirige rapidement vers le rebord du cratère sans commenter sa décision. Parvenu sur le rebord du cratère, il constate que celui-ci est suffisamment profond pour que des morceaux du socle rocheux situé sous la couche de régolite aient été arrachés par l'impact. Il ne ramasse aucune de ces pierres, mais effectue un panorama du cratère avec le module lunaire en arrière-plan. Il collecte ensuite rapidement plusieurs rochers qu'il place dans une des deux valises à échantillons, qu'il cale en ajoutant 6 kg de régolite. Il hisse ensuite les deux valises d'échantillons avec un système à poulie jusqu'au niveau du sas de l'habitacle, où celles-ci sont récupérées par Aldrin. Puis Armstrong réintègre sans un mot l'habitacle. À l'issue de leur sortie extravéhiculaire, les astronautes ont récolté 21,55 kg d'échantillons de sol lunaire. Ils ont parcouru 1 000 mètres et séjourné 2 h 31 à l'extérieur du module lunaire.
| Un homme sur la Lune devant un vaisseau spatial.                                                                  |
| Aldrin commence par installer le collecteur de vent solaire, dont il récupèrera la feuille de métal en fin d'EVA. |

| Un homme en combinaison spatiale sur la Lune, à côté d'un vaisseau spatial.               |
| Après la cérémonie du drapeau, Aldrin extrait le sismomètre de la baie du module lunaire. |

| Un homme en combinaison spatiale sur la Lune, transportant deux objets.                                     |
| Aldrin transporte le sismomètre (à gauche) et le réflecteur laser (à droite) vers leur site d'installation. |

| Un instrument scientifique posé sur le sol lunaire.                                                        |
| Premier instrument installé par Aldrin, le sismomètre transmettra des données à la Terre pendant 21 jours. |

| Un instrument scientifique posé sur le sol lunaire.                   |
| Aldrin à côté du sismomètre mis en place, avec Eagle en arrière-plan. |

| |
| Le réflecteur laser, dont le capuchon destiné à protéger l'optique de la poussière n'a pas encore été enlevé. |

### Préparation du décollage de la Lune

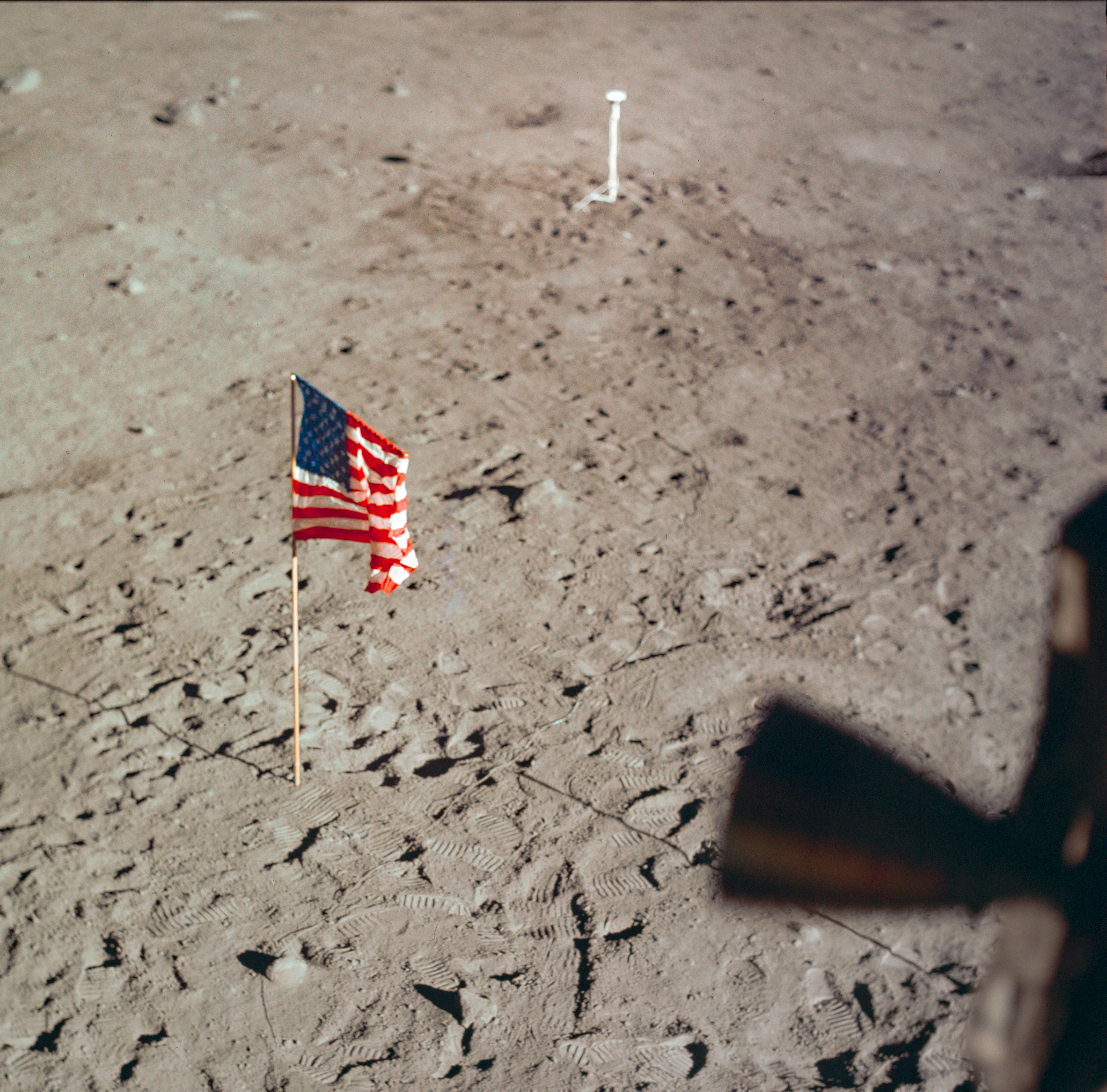
Le drapeau et la caméra de télévision vus depuis le LM après la sortie. On aperçoit nettement les traces de pas laissées sur le sol par les deux hommes.

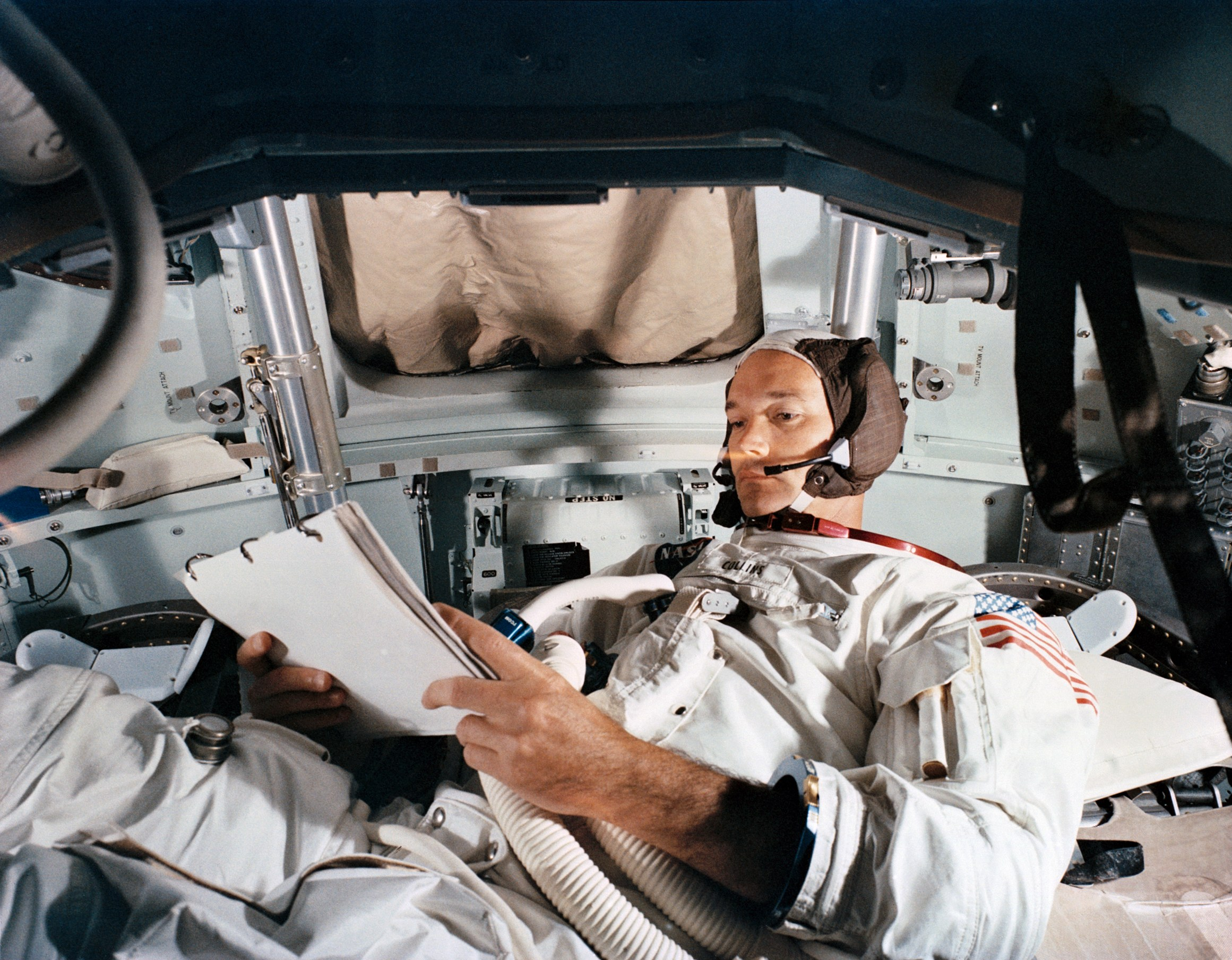
Michael Collins en 1969 dans un simulateur du module de commande.

Aldrin pénètre le premier dans le module lunaire Eagle. Avec quelques difficultés, les astronautes chargent le matériel et deux boîtes d'échantillons contenant 21,55 kg de matière de la surface lunaire pour les amener à l'écoutille du module lunaire à l'aide d'un dispositif de poulie à câble plat appelé le Lunar Equipment Conveyor (LEC - transporteur d'équipement lunaire). Cet outil se révèle inefficace et les missions ultérieures préfèrent transporter l'équipement et les échantillons à la main.
Armstrong remonte dans le LM en premier. Au moment où Buzz Aldrin réintègre l'habitacle étroit du module lunaire, avec l'encombrant PLSS dépassant de son dos, il casse par inadvertance le bouton du coupe-circuit qui permet l'armement de la mise à feu du moteur de l'étage de remontée du LM et donc le décollage. Le contrôle au sol confirme que le coupe-circuit est en position ouverte (armement impossible) ce qui est sa position normale dans cette phase. Pour déclencher la mise à feu il faut pouvoir enfoncer un objet suffisamment fin dans l'orifice occupé autrefois par le bouton. Une dizaine d'heures plus tard, lorsque le décollage impose de refermer le coupe-circuit, Aldrin utilise à cette fin la pointe d'un stylo, qu'il raconte avoir conservé en souvenir avec l'accord de la NASA. À la suite de cet incident, la NASA décide que des protections seront placées sur les coupe-circuits pour les missions suivantes et ajoute des check-lists supplémentaires pour contrôler l'état des coupe-circuits,. Les astronautes rouvrent ensuite l'écoutille pour alléger l'étage de remontée pour le retour en orbite lunaire en jetant au-dehors leurs sacs à dos PLSS, leurs sur-chaussures lunaires, un appareil photo Hasselblad vide et d'autres équipements. Houston déclare que l'impact des sacs a été enregistré par le sismographe. L'écoutille est refermée à 5 h 11 min 13 s.
Après avoir consacré trois heures à différentes tâches (dont la mise en oxygène de l'habitacle) et à leur repas, les astronautes entament une nuit de repos 114 h 53 min après le début de la mission. L'habitacle offre très peu d'espace. Aldrin s'allonge sur le sol dans la partie la plus large de la cabine, toutefois pas suffisamment large car il doit replier en partie ses jambes. Armstrong est perpendiculaire à lui couché sur un hamac situé en hauteur avec la tête dans un renfoncement situé au-dessus du capot du moteur de remontée et les pieds au niveau de la partie centrale du tableau de bord. Tous deux dorment avec leur casque qui leur permet d'être moins gêné par le bruit ambiant généré par les pompes. Mais leur sommeil est peu reposant car d'une part ils sont dérangés par la lumière du Soleil qui traverse les stores abaissés sur les hublots mais insuffisamment opaques (la journée lunaire d'une durée de quatorze jours terrestres est à peine entamée) et de différents voyants lumineux. D'autre part ils sont également dérangés par le froid (il fait environ 16 °C), et par les bruits ambiants malgré leur casque.
Les deux astronautes sont réveillés environ 6 heures 30 plus tard (121 h 40 min). Ils entament la longue procédure préparant le décollage. Celui-ci a lieu 124 h 22 min après le début de la mission. Les vannes libèrent aérozine et tétraoxyde d'azote vers la chambre de combustion, des boulons explosifs désolidarisant l'habitacle de la plateforme. Le drapeau américain, planté trop près du module lunaire, est couché par le souffle du décollage,. Armstrong déclare « The Eagle has wings » (« l'Aigle a déployé ses ailes »). Le LM effectue avec succès la manœuvre de rendez-vous en orbite lunaire avec le module de commande et de service resté en orbite lunaire avec Collins à bord. L'équipage abandonne l'étage de remontée du module lunaire et l'injecte sur une orbite lunaire.
Après plus de 21 heures sur la surface lunaire, en plus des instruments scientifiques, les astronautes laissent derrière eux : un écusson de la mission Apollo 1 à la mémoire des astronautes Roger Chaffee, Gus Grissom et Edward White, morts lorsque leur module de commande prend feu lors d'un essai en janvier 1967 ; deux médailles commémoratives des cosmonautes soviétiques Vladimir Komarov et Youri Gagarine, morts respectivement en 1967 et 1968 ; un sac commémoratif contenant une réplique en or d'un rameau d'olivier comme symbole traditionnel de paix ; et un disque en silicium de messages portant les déclarations de bonne volonté des présidents Eisenhower, Kennedy, Johnson et Nixon ainsi que les messages des dirigeants de 73 pays du monde entier. Le disque contient également une liste des dirigeants du Congrès américain, une liste des membres des quatre commissions de la Chambre et du Sénat responsables de la législation de la NASA, ainsi que les noms des dirigeants passés et présents de la NASA.

### Columbia en orbite
Pendant sa journée de vol en solo autour de la Lune, Michael Collins ne se sent jamais seul. Bien qu'il ait été dit « qu'aucun humain n'avait connu une telle solitude depuis Adam », lui a pleinement le sentiment de faire partie de la mission. Dans son autobiographie, il écrit : « cette aventure a été structurée pour trois hommes, et je considère que le troisième est aussi nécessaire que les deux autres ». Pendant les 48 minutes de chaque orbite où il est hors de contact radio avec la Terre alors que Columbia passe de l'autre côté de la Lune, le sentiment qu'il rapporte n'est pas la peur ou la solitude, mais plutôt « la conscience, l'anticipation, la satisfaction, la confiance, presque l'exultation ».
L'une des premières tâches de Collins est d'identifier le module lunaire au sol. Pour donner à Collins une idée de l'endroit où chercher, le centre de contrôle de la mission lui fait savoir par radio qu'ils pensent que le module lunaire s'est posé à environ six kilomètres de la cible. Chaque fois qu'il passe au-dessus du site d'atterrissage présumé, il essaie en vain de trouver le module. Lors de ses premières orbites sur la face arrière de la Lune, Collins effectue des activités de maintenance telles que le déversement de l'excès d'eau produit par les piles à combustible et la préparation de la cabine pour le retour d'Armstrong et d'Aldrin.
Juste avant qu'il n'atteigne la face cachée sur la troisième orbite, le contrôle de mission informe Collins qu'il y a un problème avec la température du liquide de refroidissement. S'il devient trop froid, certaines parties de Columbia pourraient geler. Le contrôle de mission lui conseille d'assumer le contrôle manuel et de mettre en œuvre la procédure 17 de dysfonctionnement du système de contrôle environnemental. Au lieu de cela, Collins fait passer le système de l'automatique au manuel, puis de nouveau à l'automatique, et poursuit les tâches normales, tout en gardant un œil sur la température. Lorsque Columbia repasse devant la Lune, il peut signaler que le problème a été résolu. Pour les deux orbites suivantes, il décrit son séjour sur la face arrière de la Lune comme étant « relaxant ». Après qu'Aldrin et Armstrong terminent leur sortie extravéhiculaire, Collins dort afin de pouvoir se reposer pour le rendez-vous. Alors que le plan de vol prévoit qu'Eagle rencontre Columbia, Collins est préparé à une éventualité où il ferait descendre Columbia pour retrouver Eagle.

### Retour sur Terre
Eagle retrouve Columbia à 21 h 24 UTC le 21 juillet, et les deux s'amarrent à 21 h 35. L'étage de remontée du module lunaire d'Eagle est largué quelques minutes plus tard. Juste avant le vol d'Apollo 12, il est noté qu'Eagle est toujours susceptible d'être en orbite autour de la Lune. Des rapports ultérieurs de la NASA mentionnent que l'orbite d'Eagle s'est désintégrée, ce qui l'a fait percuter en un endroit incertain sur la surface lunaire.
Columbia entame ensuite la manœuvre d'injection sur une orbite de rencontre avec la Terre (TransEarth Injection – TEI). La poussée est calculée pour assurer un trajet le plus court possible étant donné le carburant restant.
Le trajet retour de la Lune vers la Terre ne dure que deux jours et demi (62 heures) contre trois jours (73 heures) pour le trajet aller.
Le 23 juillet, la dernière nuit avant l'amerrissage, les trois astronautes font une émission de télévision dans laquelle tour à tour les astronautes Collins ,,, et Armstrong   résument leur ressenti.

### Amerrissage

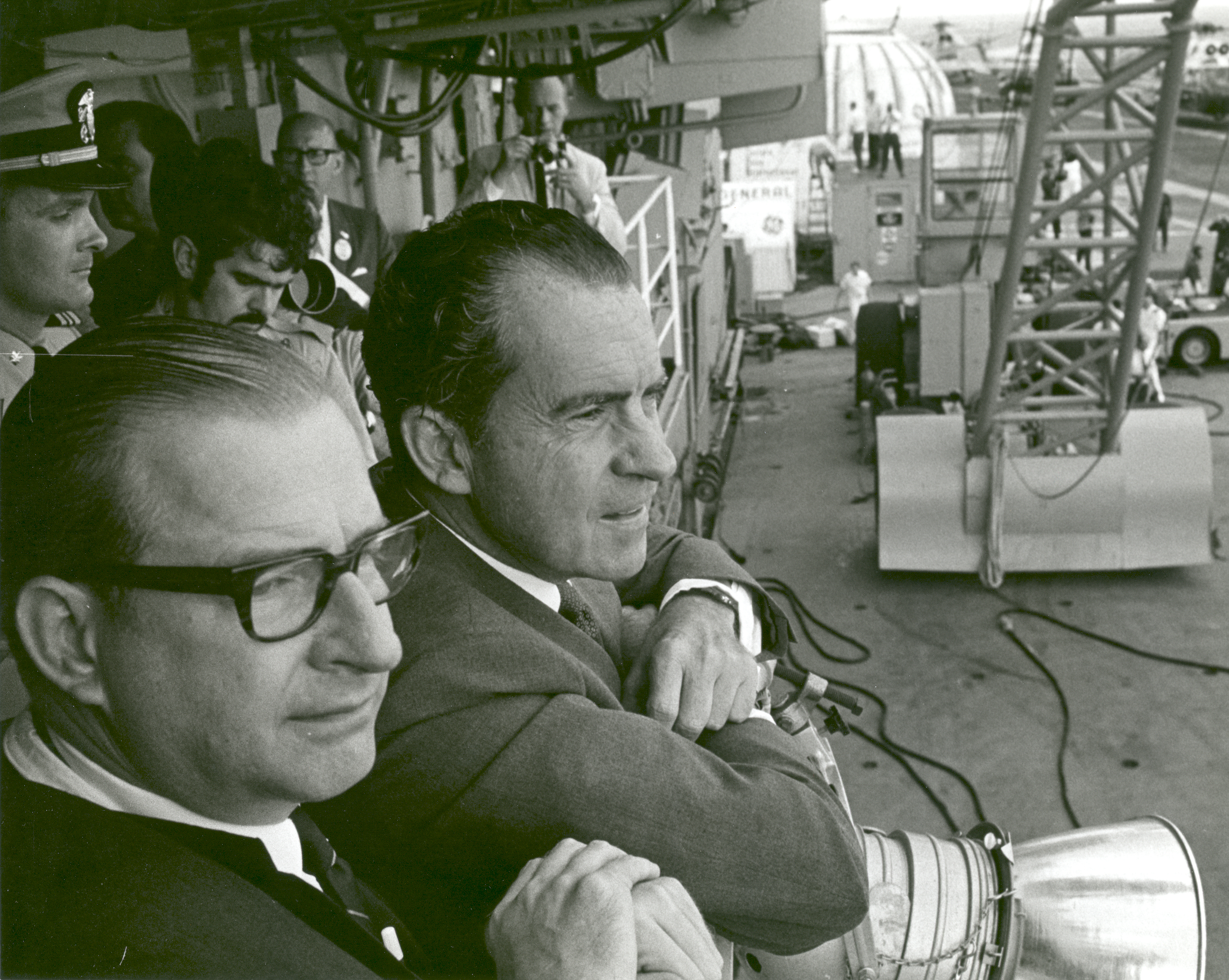
Richard Nixon n'avait pas assisté au décollage d'Apollo 11, mais se rend sur le porte-avions pour l'amerrissage. Au premier plan, Thomas O. Paine, administrateur de la NASA.

Le porte-avions USS Hornet, sous le commandement du capitaine Carl J. Seiberlich, est sélectionné comme navire de récupération primaire pour Apollo 11 le 5 juin, en remplacement de son navire jumeau, le LPH USS Princeton, qui avait récupéré Apollo 10 le 26 mai. Le Hornet est alors à son port d'attache de Long Beach, en Californie. En arrivant à Pearl Harbor le 5 juillet, le Hornet embarque les hélicoptères Sikorsky SH-3 Sea King du HSC-4, une unité spécialisée dans la récupération des vaisseaux spatiaux Apollo, des plongeurs spécialisés du détachement Apollo de l'UDT, une équipe de récupération de la NASA de 35 hommes et environ 120 représentants des médias. Pour faire de la place, la plus grande partie de l'aile aérienne du Hornet est laissée à Long Beach. Des équipements spéciaux de récupération sont également chargés, dont une maquette de module de commande grandeur nature utilisé pour l'entraînement.
Le 12 juillet, alors qu'Apollo 11 est encore sur la rampe de lancement, le porte-avions Hornet quitte Pearl Harbor pour la zone de récupération dans le Pacifique central, aux environs de 10° 36′ N, 172° 24′ E. Un groupe présidentiel composé de Nixon, Borman, du secrétaire d'État William P. Rogers et du conseiller à la sécurité nationale Henry Kissinger s'envole pour l'atoll de Johnston à bord d'Air Force One, puis pour le navire de commandement USS Saipan à bord de Marine One. Après une nuit à bord, ils se rendent au Hornet dans Marine One pour quelques heures de cérémonies. À l'arrivée à bord du Hornet, Ils sont accueillis par le commandant en chef du Commandement du Pacifique (CINCPAC), l'amiral John S. McCain Jr. et l'administrateur de la NASA Thomas O. Paine, qui s'est rendu au Hornet depuis Pago Pago à bord d'un des avions de livraison du Hornet.
Les satellites météorologiques ne sont pas encore courants, mais le capitaine Hank Brandli de l'US Air Force a accès à des images satellites espionnes top secrètes. Il se rend compte qu'un front de tempête se dirige vers la zone de récupération d'Apollo. La mauvaise visibilité qui peut rendre difficile la localisation de la capsule, et les forts vents en altitude qui auraient déchiré leurs parachutes selon Brandli constituent une menace sérieuse pour la sécurité de la mission. Brandli alerte le capitaine de vaisseau Willard S. Houston Jr, le commandant du centre météorologique de la flotte à Pearl Harbor, qui a l'autorisation de sécurité requise. Sur leur recommandation, le contre-amiral Donald C. Davis, commandant des forces de récupération des vols spatiaux habités dans le Pacifique, conseille à la NASA de modifier la zone de récupération. Un nouvel emplacement est choisi à 398 km au nord-est,.

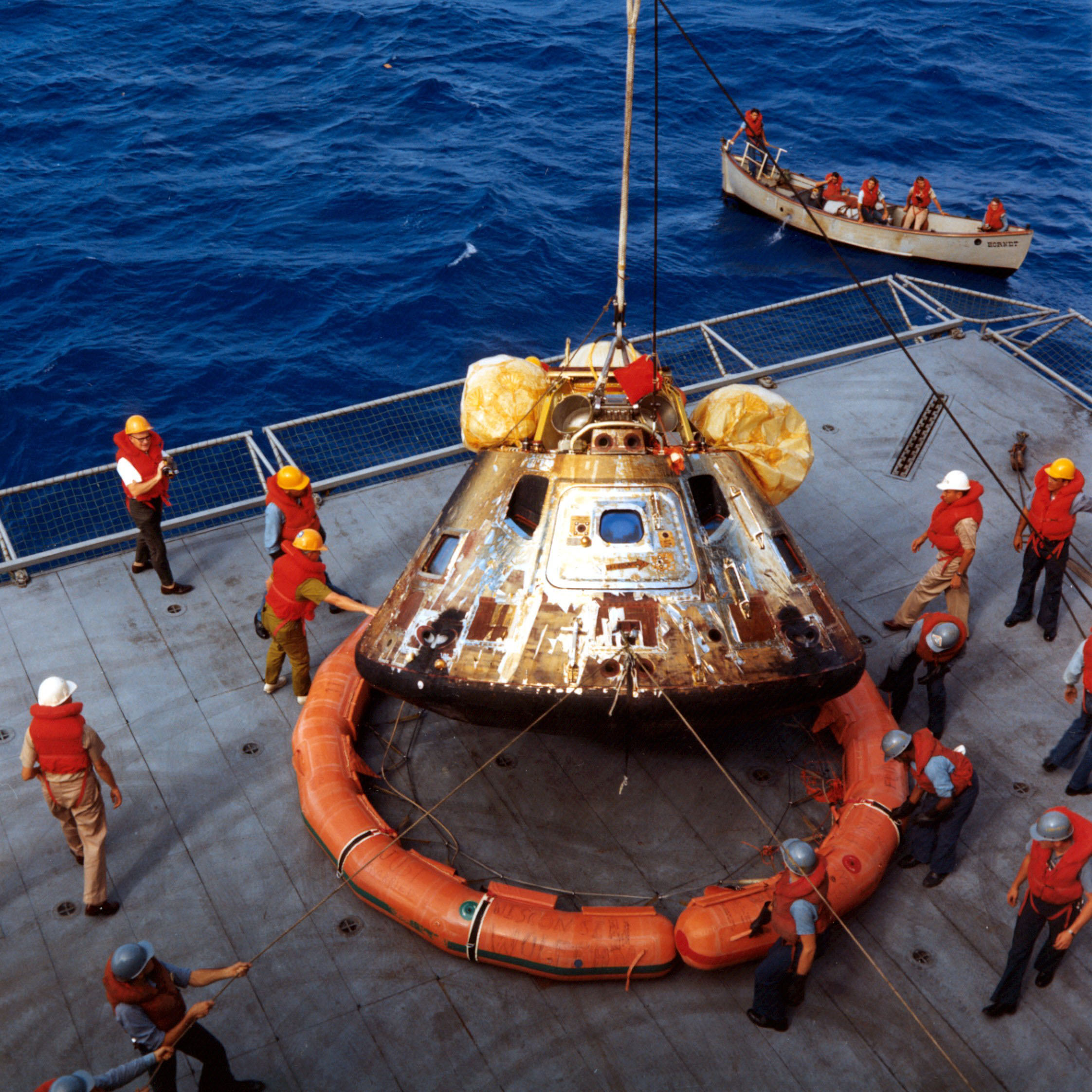
Capsule d'Apollo 11 sur l'USS Hornet.

Avant l'aube du 24 juillet, le Hornet lance quatre hélicoptères Sea King et trois Grumman E-1 Tracers. Deux des E-1 sont désignés comme « air boss » tandis que le troisième fait office d'avion relais de communication. Deux des Sea King transportent des plongeurs et du matériel de récupération, le troisième du matériel photographique, et le quatrième le nageur de décontamination et le médecin de vol. À 16 h 44 UTC, les parachutes de Columbia sont déployés. Sept minutes plus tard, Columbia percute l'eau avec force à 2 660 km à l'est de Wake Island, à 380 km au sud de l'atoll de Johnston, et à 24 km du Hornet,, à 13° 19′ N, 169° 09′ O. Des températures de 22 °C, des vagues de 1,8 m et des vents de 31 km/h en provenance de l'est sont signalés sous des nuages fragmentés à 460 m avec une visibilité de 10 milles marins sur le site de récupération. Des avions de reconnaissance se rendant sur le lieu de l'amerrissage signalent les conditions que Brandli et Houston avaient prévues.
Pendant l'amerrissage, Columbia se pose à l'envers mais est redressé en dix minutes grâce à des sacs de flottaison activés par les astronautes. Un plongeur de l'hélicoptère de la Marine en vol stationnaire attache une ancre de mer pour l'empêcher de dériver. D'autres plongeurs attachent des colliers de flottaison pour stabiliser le module et positionnent des radeaux pour l'extraction des astronautes.

### Quarantaine
Les plongeurs passent ensuite des vêtements d'isolation biologique (BIGs) aux astronautes, et les aident à monter dans le radeau de sauvetage. La probabilité de ramener des agents pathogènes de la surface lunaire est considérée comme infime, mais la NASA prend des précautions sur le site de récupération. Les astronautes sont frottés avec une solution d'hypochlorite de sodium et Columbia est essuyée avec de la Bétadine pour éliminer toute poussière lunaire qui pourrait être présente. Les astronautes sont treuillés à bord de l'hélicoptère de récupération. Les BIGs sont portés jusqu'à ce qu'ils atteignent les installations d'isolement à bord du Hornet. Le radeau contenant les matériaux de décontamination est coulé intentionnellement.
Après l'atterrissage sur le Hornet à 17 h 53 UTC, l'hélicoptère est descendu par l'ascenseur dans la baie du hangar, où les astronautes marchent les 9 mètres jusqu'à l'installation de quarantaine mobile (MQF), où ils vont commencer la partie terrestre de leurs 21 jours de quarantaine. Cette pratique se poursuit pour deux autres missions Apollo, Apollo 12 et Apollo 14, avant que la Lune ne soit considérée comme stérile et que le processus de quarantaine ne soit abandonné,. Nixon accueille les astronautes de retour sur Terre. Il leur dit : « Grâce à ce que vous avez fait, le monde n'a jamais été aussi solidaire qu'aujourd'hui ».
Après le départ de Nixon, le Hornet est amené le long de Columbia, qui est soulevé à bord par la grue du navire, placé sur un chariot et déplacé à côté du MQF. Il y est ensuite relié à l'aide d'un tunnel flexible, ce qui permet de retirer les échantillons lunaires, les films, les bandes de données et d'autres éléments. Le Hornet retourne à Pearl Harbor, où le MQF est chargé sur un Lockheed C-141 Starlifter et transporté par avion au Manned Spacecraft Center. Les astronautes arrivent au laboratoire de réception lunaire à 10 h 0 UTC le 28 juillet. Columbia est emmenée sur l'île de Ford pour être désactivé et sa pyrotechnie est sécurisée. Il est ensuite transporté à la base aérienne de Hickham, d'où il est acheminé à Houston à bord d'un Douglas C-133 Cargomaster, pour atteindre le laboratoire de réception lunaire le 30 juillet.
Conformément à la loi sur l'exposition extra-terrestre, un ensemble de règlements promulgués par la NASA le 16 juillet pour codifier son protocole, les astronautes continuent à être en quarantaine. Après trois semaines de confinement (d'abord dans le vaisseau spatial Apollo, puis dans leur remorque sur le Hornet, et enfin dans le Lunar Receiving Laboratory), les astronautes reçoivent un certificat de bonne santé. Le 10 août 1969, le Comité inter-agences sur la contamination se réunit à Atlanta et lève la quarantaine des astronautes, de ceux qui les avaient rejoints en quarantaine (le médecin de la NASA William Carpentier et l'ingénieur du projet MQF John Hirasaki), et de Columbia lui-même. Les équipements détachés du vaisseau spatial restent isolés jusqu'à ce que les échantillons lunaires soient libérés pour être étudiés.

### Célébrations
|                                                                                |  |                                                   |
| La parade de l'équipage d'Apollo 11 dans les rues de New York le 13 août 1969. |  | La parade dans les rues de Chicago, en août 1969. |

Le 13 août, les trois astronautes assistent à un défilé en leur honneur (ticker-tape parade) à New York et à Chicago, devant environ six millions de personnes,. Le même soir, à Los Angeles, un dîner d'État officiel est organisé pour célébrer le vol, auquel participent des membres du Congrès, 44 gouverneurs, le président de la Cour suprême des États-Unis et des ambassadeurs de 83 nations, au Century Plaza Hotel. Richard Nixon et Spiro Agnew honorent chaque astronaute en lui remettant la Médaille présidentielle de la Liberté,.
Les trois astronautes s'expriment devant une session conjointe du Congrès le 16 septembre 1969. Ils présentent deux drapeaux américains, qu'ils avaient emportés avec eux à la surface de la Lune, l'un à la Chambre des représentants et l'autre au Sénat. Le drapeau des Samoa américaines sur Apollo 11 est exposé au musée Jean P. Haydon (en) à Pago Pago, la capitale des Samoa.
Cette célébration marque le début d'une tournée mondiale de 38 jours, du 29 septembre au 5 novembre, qui conduit les astronautes dans 22 pays étrangers et qui inclut des visites à des dirigeants de nombreux pays,,. De nombreuses nations honorent le premier atterrissage humain en publiant des articles spéciaux dans des magazines ou en émettant des timbres-poste ou des pièces de monnaie commémorant Apollo 11.

## Réplique soviétique
Les responsables soviétiques ne relèvent que tardivement le défi lancé par les américains avec le programme Apollo. Ils tentent de mettre au point un lanceur lourd, la fusée lanceur N1, aux capacités proches de la fusée Saturn V. Mais des désaccords persistants entre les différents responsables des bureaux d'études, la disparition de Korolev ingénieur visionnaire du programme spatial soviétique, l'absence d'intérêt pour l'utilisation de l'hydrogène comme ergol qui a été la clé du succès américain entrainent l'échec du programme lunaire soviétique. Lorsque la mission Apollo 11 décolle, la fusée N-1 n'est toujours pas au point. Deux lancements ont eu lieu respectivement les 21 février 1969 et 3 juillet 1969, mais tous deux sont des échecs, le deuxième détruisant complètement le pas de tir.
Les responsables soviétiques tentent néanmoins de devancer de manière symbolique les États-Unis en lançant le 13 juillet, soit trois jours avant le décollage d'Apollo 11, la sonde spatiale Luna 15 qui doit ramener sur Terre un échantillon de sol lunaire de quelques dizaines de grammes. Mais au cours de sa descente vers la surface de la Lune, la sonde spatiale est victime d'une défaillance et s'écrase dans la Mare Crisium, environ deux heures avant que Neil Armstrong et Buzz Aldrin ne décollent de la surface de la Lune pour entamer leur voyage de retour.
Après le retour sur Terre de l'équipage d'Apollo 11, les responsables soviétiques déclarent que la NASA a fait courir des risques coûteux à l'équipage et qu'il n'était pas nécessaire d'envoyer des hommes pour récupérer des échantillons de sol lunaire. Par ailleurs ils nient l'existence d'un programme spatial soviétique lunaire d'autant plus facilement que celui-ci a été maintenu secret. Le programme soviétique lunaire est finalement arrêté en 1974 après deux nouveaux échecs du lanceur N-1 et les responsables du programme spatial donnent l'ordre de faire disparaitre les traces de son existence notamment les moteurs développés pour propulser le lanceur N-1. Au cours des années 1970, aucune information ne filtra sur la réalité du programme soviétique et, dans l'atmosphère de désenchantement qui suivit la fin du programme Apollo, le célèbre journaliste américain Walter Cronkite annonça gravement à son public que l'argent dépensé pour celui-ci avait été gaspillé, car « les Russes n'avaient jamais été dans la course ». Ce n'est qu'avec la glasnost, à la fin des années 1980, que commenceront à émerger quelques informations sur le sujet, et il fallut attendre la chute de l'URSS, en décembre 1991, pour que la réalité du programme lunaire soviétique soit reconnue par les dirigeants russes.

## Résultats scientifiques
Bien que l'objectif principal de la mission était de valider d'un point de vue technique le déroulement d'une mission lunaire, des résultats scientifiques notables ont pu être obtenus concernant la formation de la Lune, son activité sismique et la distance entre la Lune et la Terre.

### Formation de la Lune

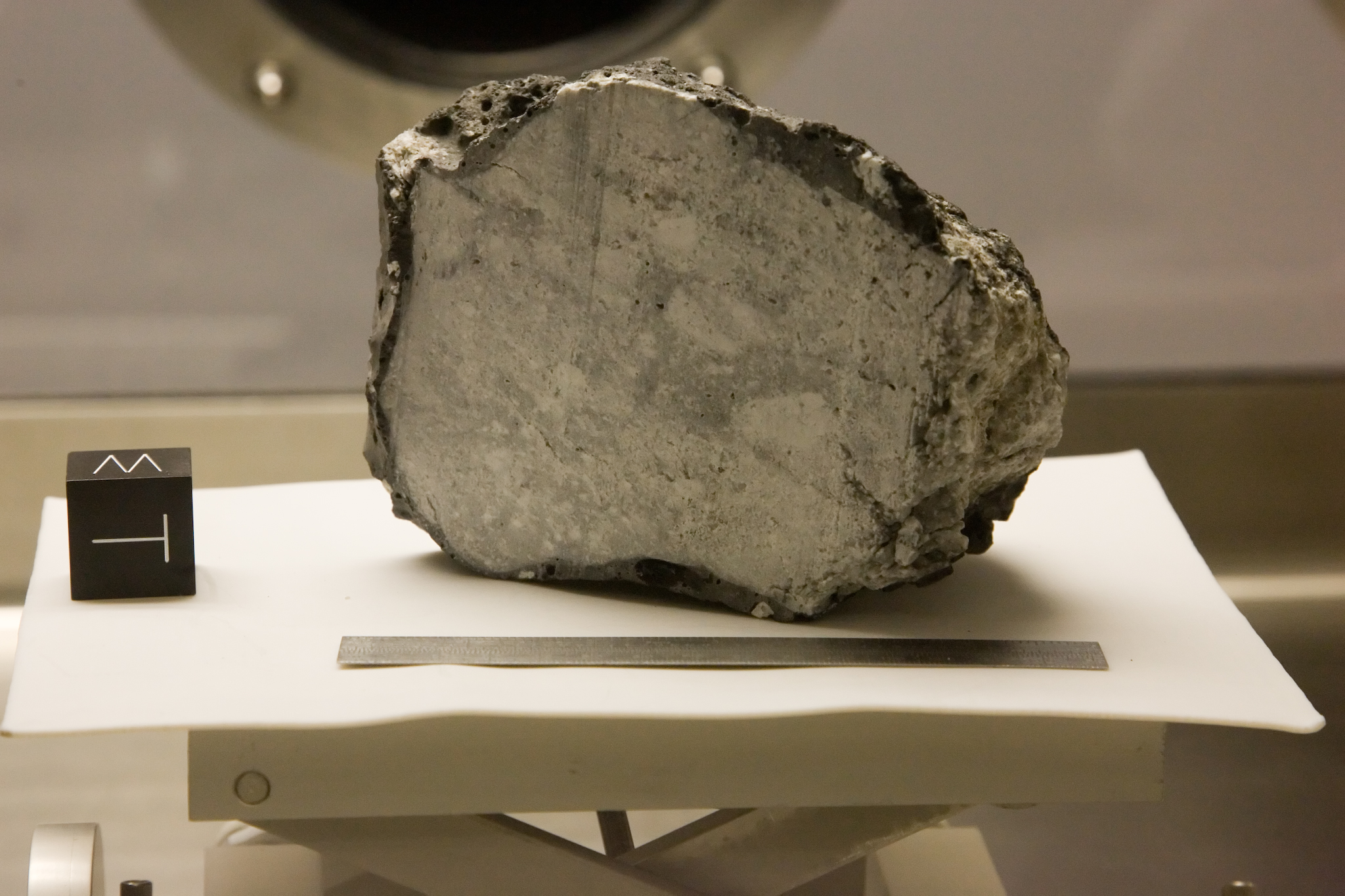
Échantillon de roche lunaire conservé dans le laboratoire de Houston.

Au retour de la mission les échantillons de roches et du sol lunaire ramenés par l'équipage d'Apollo 11 sont stockés et examinés dans le laboratoire LRL (Lunar Receiving Laboratory) créé à cet effet à Houston et conçu pour empêcher toute diffusion d'éventuels organismes extraterrestres. Des échantillons de roche lunaire sont confiés pour analyse à 150 spécialistes scientifiques sans distinction de nationalité. Les principaux résultats sont les suivants,, :
- les roches lunaires collectées sur le site dans la Mer de la Tranquillité se révèlent être des basaltes riches en fer et en magnésium qui se sont cristallisés il y a 3,57 à 3,84 milliards d'années ce qui indique que les mers lunaires sont très anciennes et ont une origine volcanique ;
- les roches sont très proches dans leur composition des roches terrestres, bien que particulièrement riches en titane : ce type de roche, sans équivalent sur Terre, est baptisé armalcolite (formé à partir des premières lettres des noms des trois astronautes : Armstrong, Aldrin et Collins). La présence de titane est à l'origine de la couleur plus foncée des mers lunaires ;
- on y trouve deux types de basalte se différenciant par leur composition chimique qui suggèrent que la lave a été produite à au moins deux époques différentes.
- la densité du basalte en surface, différente de la densité globale de la Lune apporte la preuve que celle-ci est un corps différencié invalidant la théorie d'une Lune constituée du matériau primitif du Système solaire défendue par Urey ;
- une des caractéristiques les plus frappantes est l'absence de minéraux hydratés dans les échantillons collectés ;
- la faible proportion en sodium a entraîné une grande fluidité des laves qui ont formé le basalte, ce qui explique l'absence de relief à la surface des mers lunaires ;
- l'analyse des roches a permis de conclure que la Lune s'est formée comme un océan magmatique recouvert d'une croûte anorthositique. Les hautes terres sont constituées de fragments de cette croûte originelle. Une autre conclusion est que la plupart des cratères n'ont pas une origine volcanique mais sont des cratères d'impact ;
- une faible proportion de feldspaths (quelques pourcents) ont été collectés. Ce sont des éjectas issus des hautes terres.

### Activité sismique
Le sismomètre passif a été installé le 21 juillet 1969. Il a fonctionné durant une journée lunaire complète, survécu à une nuit lunaire mais est tombé en panne le 27 août 1969 à la suite d'une défaillance du système de réception et de traitement des commandes transmises depuis la Terre. L'instrument a été opérationnel durant 21 jours (il ne fonctionnait pas durant la nuit lunaire faute d'énergie). Les données fournies ont permis de démontrer que l'activité sismique de la Lune était très faible : la composante verticale du bruit de fond sismique est de 10 à 10 000 fois plus faible que celui de la Terre. Du fait des limitations du prototype, dont la correction était planifiée avant même le débarquement sur la Lune, sur le sismomètre embarqué par Apollo 12, aucune donnée exploitable n'a pu être obtenue sur la structure interne de la Lune.

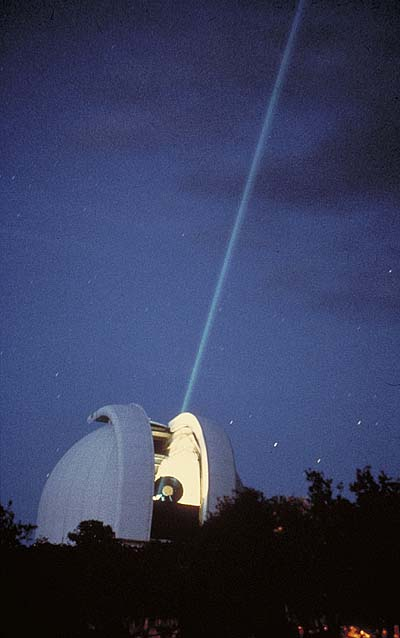
Tir laser vers un réflecteur lunaire depuis l'observatoire McDonald.

Le rapport scientifique de la mission, rédigé quelques mois après son achèvement, émet plusieurs recommandations concernant le sismomètre :
- les phénomènes de dilatation/contraction de la structure de l'étage de descente du module lunaire resté sur la Lune ont été source d'un bruit de fond qui a perturbé les mesures : il est recommandé pour les missions suivantes que le sismomètre soit disposé le plus loin possible du module lunaire ;
- du fait de la faiblesse de la sismicité de la Lune, il est nécessaire d'augmenter la sensibilité de l'instrument ;
- pour la même raison, il est recommandé de recourir à la génération d'ondes sismiques artificielles en faisant s'écraser sur la Lune l'étage Saturn ou le module de remontée du module lunaire.

### Distance Terre-Lune
Le réflecteur laser installé par l'équipage d'Apollo 11 est utilisé de manière continue à compter de 1969 pour mesurer de manière plus précise la distance entre la Terre et la Lune. Des tirs laser sont effectués depuis plusieurs observatoires installés sur Terre en direction des réflecteurs laser déposés par la mission Apollo 11 ainsi que par les missions Apollo 14 et 15.
- Au cours des premières années, la précision de la distance entre la Terre et la Lune est passée grâce à ces tirs d'environ 500 mètres à 25 cm[238].
- En améliorant les techniques utilisées, de nouvelles mesures ont permis de ramener cette incertitude à 16 cm en 1984[239].
- L'observatoire McDonald (États-Unis) puis l'observatoire de la Côte d'Azur en France se sont dotés d'équipements spécifiques qui ont permis de réduire l'imprécision à 3 cm à la fin des années 1980/début des années 1990[239].
- Depuis mi-2005, l'observatoire du Point Apache au Nouveau-Mexique a pris le relais en utilisant un équipement encore plus perfectionné et effectue des mesures avec une précision inférieure au millimètre[240],[241].

## Bilan et postérité

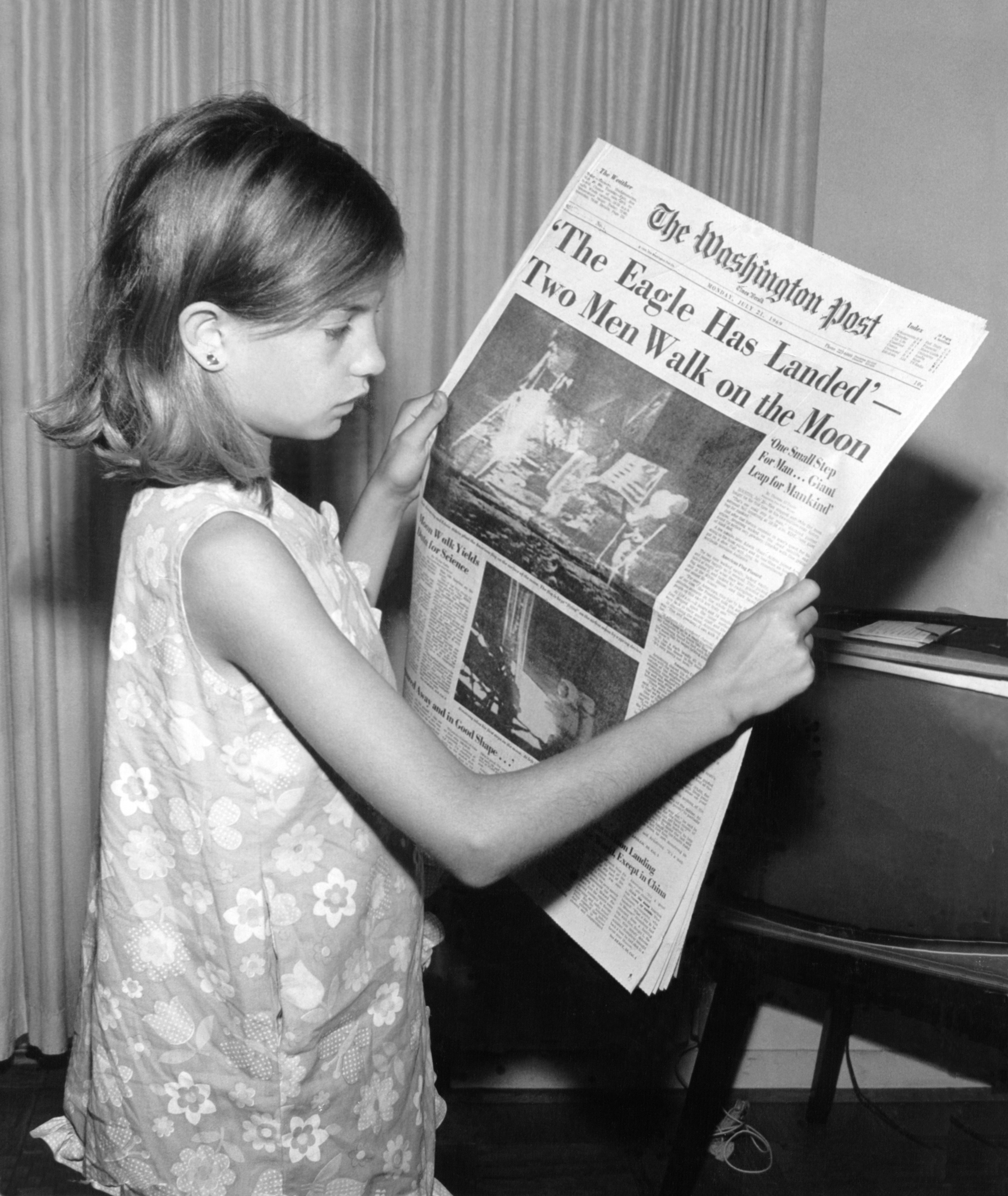
« Eagle a atterri » : édition du Washington Post parue le lendemain des premiers pas des deux premiers hommes sur la Lune.

La mission Apollo 11 a eu une couverture exceptionnelle dans la presse, en nombre de publications, comme en nombre d'exemplaires vendus.

### Le triomphe de l'astronautique américaine
L'objectif fixé au programme Apollo par le président Kennedy en 1961 est rempli au-delà de toute espérance. L'astronautique américaine a su développer dans un temps record un lanceur d'une puissance inimaginable dix ans auparavant, maîtriser complètement le recours à l'hydrogène pour sa propulsion et réaliser ce qui paraissait, peu de temps auparavant, relever de la science-fiction : amener l'homme sur un autre astre. Malgré le saut technologique, le taux de réussite des lancements des fusées Saturn a été de 100 % et tous les équipages ont pu être ramenés à Terre. Aux yeux du monde entier le programme Apollo apparait comme une démonstration magistrale du savoir-faire américain et de sa supériorité sur l'astronautique soviétique qui au même moment accumule les échecs.

### Importance culturelle
Pour beaucoup d'Américains le débarquement sur le sol lunaire de l'équipage d'Apollo 11 démontre la supériorité de la société américaine même si cette foi dans leur système est fortement ébranlée à la même époque par l'ampleur de la contestation étudiante liée à la guerre du Viêt Nam et l'agitation sociale qui touche en particulier la minorité noire dans les grandes villes liée avec le mouvement des droits civiques. Le succès d'Apollo 11 démontre la supériorité technologique des États-Unis,,. Mais il résultera des multiples contestations sociales le développement de rumeurs persistantes qui mettent en doute l'exploit d'Apollo 11.

### Le début de la fin d'une épopée spatiale
Par cette mission Apollo 11, l'homme pose pour la première fois le pied sur un autre corps du système solaire, ce qui semble ouvrir une nouvelle ère spatiale. L'exploration de Mars par un équipage humaine dès la décennie suivante est à l'époque considérée comme la prochaine étape. Mais les objectifs scientifiques trop vagues ne réussissent pas à convaincre un Congrès américain beaucoup moins motivé par les programmes spatiaux « post-Apollo ». Par ailleurs, les priorités des États-Unis ont changé : les dispositifs sociaux mis en place par le président Lyndon Johnson dans le cadre de sa guerre contre la pauvreté (Medicare et Medicaid) et surtout le conflit vietnamien qui s'envenime prélèvent une part croissante du budget. Ce dernier ne comporte aucun fonds à l'AAP pour les années 1966 et 1967. Les budgets votés par la suite ne permettront de financer que le lancement de la station spatiale Skylab, réalisée en utilisant un troisième étage de la fusée Saturn V.

### Premiers pas sur la Lune, un évènement marquant et quelques voix discordantes
Le 20 juillet 1969, 600 millions de téléspectateurs, soit un cinquième de la population mondiale de l'époque, assistent en direct à la télévision aux premiers pas de Neil Armstrong et Buzz Aldrin. Si presque tout le monde s'accorde sur le fait qu'il s'agit d'un évènement marquant, des voix s'élèvent contre ce qu'elles perçoivent comme un gaspillage d'argent, notamment celles de représentants de la communauté noire américaine, à l'époque en pleine ébullition. L'écrivain de science-fiction Ray Bradbury, qui participe à un débat à la télévision à Londres, durant lequel il se heurte aux critiques émanant, entre autres, de l'activiste politique irlandaise Bernadette Devlin, s'insurge « Au bout de six milliards d'années d'évolution, cette nuit, nous avons fait mentir la gravité. Nous avons atteint les étoiles... et vous refusez de fêter cet évènement ? Allez au diable ! ».

### Retransmission en mondovision

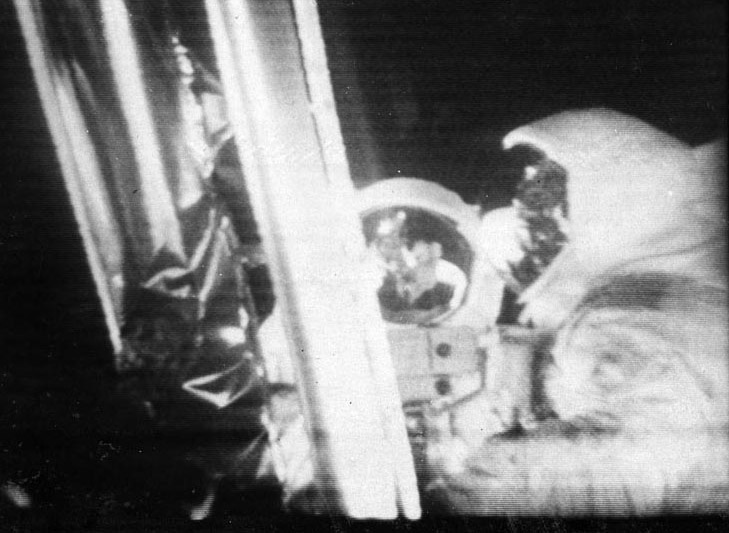
Des millions de téléspectateurs ont assisté en direct aux déplacements d'Armstrong et Aldrin sur la Lune.

Pour ce premier atterrissage sur la Lune, la NASA renforce considérablement les moyens mis en œuvre pour la retransmission des images de la mission vers la Terre. Les antennes paraboliques de 64 mètres de Goldstone en Californie et de Parks en Australie sont chargées de réceptionner les signaux vidéo émis depuis la surface de la Lune. Celles-ci permettent de gagner 8 à 10 dB par rapport aux antennes de 26 mètres utilisées jusque-là pour les missions Apollo. Pour faire face aux conditions d'éclairage extrêmes rencontrées sur la Lune, la caméra mise en œuvre pour filmer les astronautes à sa surface utilise un tube mis au point par les militaires américains et couvert par le secret défense. La caméra est fixée à l'extérieur du module lunaire dans le MESA (Modularized Equipment Stowage Assembly), un compartiment contenant des équipements utilisés par les astronautes. Armstrong devait abaisser ce compartiment depuis la plateforme pour que la caméra puisse filmer sa descente vers le sol lunaire. Une fois ces images prises, la caméra était détachée de son support et fixée sur un trépied pour filmer l'activité des astronautes au sol.
Les premiers pas sur la Lune sont retransmis en direct sur l'ensemble de la planète et sont suivis par environ 600 millions de téléspectateurs et d'auditeurs qui ont assisté à l'atterrissage et à la marche du premier Homme sur la Lune,,. L'audience est de plus de 20 % de la population mondiale qui était de 3,5 milliards d'humain à l'époque,. Trente-six chaînes de télévision sont présentes au centre de Houston, dont celle de la télévision publique roumaine, seul pays du bloc de l'Est présent,. La salle de presse de Houston a accueilli 3 497 journalistes accrédités dont des délégations étrangères composés de 111 journalistes japonais et une douzaine du bloc de l'Est : sept de Tchécoslovaquie, trois de Yougoslavie et deux de Roumanie. Les images et sons en provenance de l'Eagle depuis la mer de la Tranquillité sont récupérés par le Goldstone Deep Space Communications Complex.
Les vidéos, en noir et blanc, tournées durant la mission Apollo 11, ont été transmises de la Lune à la Terre par signal radio en SSTV, un signal de faible qualité, et à une époque où la technique vidéo ne permettait pas une grande qualité d'image. Les données étaient reçues par des radiotélescopes situés en Australie et en Californie et enregistrées au sol sous forme de données brutes sur des bandes d'un pouce. Les images diffusées en direct durant la mission ont été obtenues en filmant les moniteurs sur Terre avec des caméras de télévision, après démodulation du signal, et envoyées par satellite aux stations de télévision. Ce sont ces « copies à la qualité dégradée » qui sont utilisées couramment par la suite. En août 2006, la NASA, qui tente de restaurer des vidéos de meilleure qualité, annonce qu'elle ne dispose plus des cassettes de bande magnétique d'origine contenant les vidéos et les télémesures d'origine de la mission Apollo 11 et que les seuls enregistrements disponibles résultent des conversions dans des formats plus récents des copies en version dégradée. L'agence spatiale nomme une équipe de six personnes, qui est dirigée par l'ingénieur Richard Nafzger et comprend Stan Lebar (81 ans en 2006), ancien responsable des images pour Apollo 11 (tous deux sont à la retraite) et qui est chargée de retrouver les bandes d'origine. Après avoir tenté de retrouver les bandes originales de meilleure qualité, la NASA annonce, lors d'une conférence de presse le 16 juillet 2009, que les bandes originales ont vraisemblablement été effacées pour être réutilisées, pratique courante à l'époque. Cependant, des copies vidéo à la qualité moins dégradée (avant transfert par satellite) sont retrouvées. Ces images sont restaurées en 2009 sur une durée de trois heures et un montage des moments forts de la mission est présenté pour la première fois au public le 6 octobre 2010 en Australie,,.

### Vaisseau spatial
Le module de commande Columbia fait une tournée des États-Unis, visitant 49 capitales d'État, le district de Columbia et Anchorage, en Alaska. En 1971, il est transféré à la Smithsonian Institution, et est exposé au Musée national de l'air et de l'espace (NASM) à Washington DC. Il se trouve dans le hall central de l'exposition Milestones of Flight devant l'entrée Jefferson Drive, partageant le hall principal avec d'autres véhicules de vol pionniers tels que le Wright Flyer, le Spirit of St. Louis, le Bell X-1, le North American X-15 et Friendship 7.
En 2017, Columbia est transférée dans le hangar de restauration Mary Baker Engen du Centre Steven F. Udvar-Hazy à Chantilly, en Virginie, pour être préparée à une tournée de quatre villes, intitulée « Destination Lune : La mission Apollo 11 ». Cette mission comprend le Space Center Houston du 14 octobre 2017 au 18 mars 2018, le Saint Louis Science Center du 14 avril au 3 septembre 2018, le Senator John Heinz History Center (en) de Pittsburgh du 29 septembre 2018 au 18 février 2019, et son dernier emplacement au Museum of Flight de Seattle du 16 mars au 2 septembre 2019,. La poursuite des rénovations au Smithsonian permet un arrêt supplémentaire de la capsule, qui est déplacée au Cincinnati Museum Center. La cérémonie d'inauguration a lieu le 29 septembre 2019.
Pendant 40 ans, les combinaisons spatiales de Neil Armstrong et de Buzz Aldrin sont montrées dans l'exposition « Apollo to the Moon, du musée de l'air et de l'espace, jusqu'à sa fermeture définitive le 3 décembre 2018, pour être remplacées par une nouvelle galerie dont l'ouverture est prévue en 2022. Une exposition spéciale de la combinaison d'Armstrong est dévoilée pour le 50e anniversaire d'Apollo 11 en juillet 2019,. La remorque de quarantaine, le collier de flottaison et les sacs de flottaison se trouvent dans l'annexe du Centre Steven F. Udvar-Hazy du Smithsonian près de l'aéroport international de Washington-Dulles à Chantilly, en Virginie, où ils sont exposés au côté d'un module lunaire d'essai,,.
L'étage de descente du module lunaire Eagle est resté sur la Lune. En 2009, le Lunar Reconnaissance Orbiter (LRO) prend des images des différents sites d'atterrissage d'Apollo à la surface de la Lune, pour la première fois avec une résolution suffisante pour voir les étages de descente des modules lunaires, des instruments scientifiques et des traces de pas faites par les astronautes. Les restes de l'étage d'ascension se trouvent à un endroit inconnu sur la surface lunaire, après que celui-ci a été abandonné par l'équipage puis qu'il a percuté la Lune. L'emplacement est incertain car la trajectoire de l'étage n'a pas été suivie après son largage et, le champ de gravité lunaire étant non uniforme, elle ne pouvait être qu'imprévisible très rapidement.
En mars 2012, une équipe de spécialistes financée par le fondateur d'Amazon, Jeff Bezos, localise les moteurs F-1 de l'étage S-IC qui ont lancé Apollo 11 dans l'espace. Ils sont retrouvés sur le fond marin de l'Atlantique grâce à un balayage sonar avancé. L'équipe ramène des parties de deux des cinq moteurs à la surface. En juillet 2013, un restaurateur découvre un numéro de série sous la rouille sur l'un des moteurs remontant de l'Atlantique et la NASA confirme qu'il provient d'Apollo 11,.
Enfin, le troisième étage S-IVB qui a effectué l'injection trans-lunaire d'Apollo 11 reste sur une orbite solaire proche de celle de la Terre.
| L'installation mobile de quarantaine.                                                                          |
| Columbia exposé dans la salle d'exposition « Milestones of Flight » du Musée national de l'air et de l'espace. |

| Des gants sur un présentoir.                                                                   |
| L'installation mobile de quarantaine Apollo 11 exposée au Centre Steven F. Udvar-Hazy en 2009. |

|                                                                           |
| Les gants d'entrainement de Buzz Aldrin, exposés au Kennedy Space Center. |

### Manifestations d'anniversaire

#### 40eanniversaire
Le 15 juillet 2009, Life.com publie une galerie de photos inédites des astronautes prises par le photographe Ralph Morse avant le lancement d'Apollo 11. Du 16 au 24 juillet 2009, la NASA diffuse en temps réel sur son site Internet les bandes son de la mission originale, 40 ans après les événements. Elle est, à ce moment, en train de restaurer les séquences vidéo et publie un aperçu des moments clés. En juillet 2010, les enregistrements vocaux air-sol et les séquences filmées tournées au centre de contrôle de la mission pendant la descente et l'atterrissage d'Apollo 11 sont re-synchronisés et diffusés pour la première fois. La bibliothèque et le musée présidentiels John F. Kennedy créent un site web qui retransmet les transmissions d'Apollo 11 du lancement à l'atterrissage sur la Lune.
Le 20 juillet 2009, Armstrong, Aldrin et Collins rencontrent le président des États-Unis Barack Obama à la Maison-Blanche. « Nous nous attendons à ce qu'il y ait, au moment où nous parlons, une autre génération d'enfants qui regardent le ciel et qui seront les prochains Armstrong, Collins et Aldrin », déclare Obama. « Nous voulons nous assurer que la NASA sera là pour eux quand ils voudront faire leur voyage ». Le 7 août 2009, une loi du Congrès décerne aux trois astronautes d'Apollo 11, ainsi qu'à John Glenn, la médaille d'or du Congrès, la plus haute récompense civile des États-Unis. Le projet de loi est parrainé par le sénateur de Floride Bill Nelson (qui a lui-même voyagé dans l'espace en 1986) et le représentant de Floride Alan Grayson.

#### 50eanniversaire
Le 10 juin 2015, le membre du Congrès Bill Posey présente la résolution H.R. 2726 à la 114e session de la Chambre des représentants des États-Unis, ordonnant à la Monnaie des États-Unis de concevoir et de vendre des pièces commémoratives en or, en argent et plaquées pour le 50e anniversaire de la mission Apollo 11. Le 24 janvier 2019, la Monnaie publie sur son site web les pièces commémoratives du 50e anniversaire d'Apollo 11,.
Un film documentaire, Apollo 11, avec des images restaurées de l'événement de 1969, est présenté en première en IMAX le 1er mars 2019, et largement dans les salles de cinéma le 8 mars,.
Le Musée national de l'air et de l'espace de l'Institut Smithsonian et la NASA parrainent le « Festival Apollo 50 » sur le National Mall à Washington D. C. Ce festival de trois jours (du 18 au 20 juillet) en plein air présente des expositions et des activités pratiques, des spectacles en direct et des conférenciers tels qu'Adam Savage et des scientifiques de la NASA,.
Dans le cadre du festival, une projection de la fusée Saturn V de 111 mètres de haut est présentée sur la face est du Washington Monument de 169 mètres de haut, du 16 au 20 juillet, de 21 h 30 à 23 h 30 (EDT). Le programme comprend également un spectacle de 17 minutes qui combine une vidéo en mouvement projetée sur le Washington Monument pour recréer le montage et le lancement de la fusée Saturn V. La projection est accompagnée par une reconstitution de 12 mètres de large de l'horloge du compte à rebours du Centre spatial Kennedy et par deux grands écrans vidéo montrant des images d'archives pour recréer le temps qui a précédé l'atterrissage. Il y a eu trois représentations par nuit les 19 et 20 juillet, la dernière ayant eu lieu samedi, légèrement retardée pour que la partie où Armstrong pose le pied sur la Lune pour la première fois se produise exactement 50 ans après l'événement réel,.
Le 19 juillet 2019, le Google Doodle rend hommage à l'atterrissage d'Apollo 11, avec un lien vers une vidéo animée de YouTube avec voix off de Michael Collins,. Et le lendemain, le président Donald Trump accueille dans le bureau ovale les enfants d'Armstrong, Collins et Aldrin ainsi que ces deux derniers (Armstrong étant mort en 2012),.

### Souvenirs commémoratifs
Souvenirs embarqués :
- les astronautes ont des kits de préférences personnelles (PPK), de petits sacs contenant des objets personnels importants qu'ils veulent emporter avec eux pendant la mission. Cinq PPK de 0,23 kg chacun sont transportés sur Apollo 11 : trois (un pour chaque astronaute) sont rangés sur Columbia avant le lancement, et deux sur Eagle ;
- le PPK de Neil Armstrong, rangé dans le module lunaire, contient un morceau de bois provenant de l'hélice gauche du Wright Flyer des frères Wright de 1903 et un morceau de tissu de son aile, ainsi qu'une épingle d'astronaute sertie de diamants, donnée à l'origine à Slayton par les veuves de l'équipage d'Apollo 1. Cette épingle est destinée à être utilisée lors de cette mission, mais à la suite de l'incendie désastreux de la rampe de lancement et des funérailles qui ont suivi, les veuves ont donné l'épingle à Slayton ;
- la charge utile du vaisseau comprend également 450 médaillons Robbins de la mission, portant sur l'avers le logo d'Apollo 11 et sur le revers des données de la mission[302],[303].

Autres souvenirs :
- en France, la Monnaie de Paris a édité en 1970 une médaille émaillée en fonte de bronze (760 grammes, 125 mm, 75 exemplaires numérotés) créée par le peintre et sculpteur José Charlet ;
- lorsque la pièce d'un dollar d'Eisenhower est lancée en 1971, l'aigle de l'insigne Apollo 11 est utilisé pour son revers[304] ;
- le dessin de l'insigne est également utilisé pour le dollar Susan B. Anthony, plus petit, dévoilé en 1979[305] ;

|                                                        |
| L'avers et le revers du médaillon Robbins d'Apollo 11. |

|                                                 |
| Revers de la pièce de un dollar lancée en 1971. |

### Musées
- Centre spatial Kennedy, Floride : Apollo Saturn V Center (ASVC)[306],[307].
- National Air and Space Museum, Washington.
- Neil Armstrong Air and Space Museum, Ohio.

### Documentaires
- Footprints on the Moon un film documentaire de 1969, réalisé par Bill Gibson et Barry Coe, sur la mission Apollo 11[308] ;
- Moonwalk One, réalisé en 1969 et 1970 par Theo Kamecke (en) et sorti de manière assez confidentielle lors de projections au Whitney Museum à New York en 1972. Restauré à l'approche du 40e anniversaire de la première marche sur la Lune, le film est diffusé en 2009 aux États-Unis et au Royaume-Uni, et reste inédit en France jusqu'à sa sortie en salle le 30 juillet 2014 où il est salué par le quotidien Le Monde comme un « grand film[309] » ;
- Apollo 11, réalisé par Todd Douglas Miller sorti aux États-Unis le 8 mars 2019 et en France le 4 septembre 2019[310],[311], utilise les images retrouvées par Dan Rooney et son équipe dans les archives de la Nasa parmi les 279 bandes de 16, 35, 65 et 70 mm, la plupart inédites. Avec une restauration de ces images et seule l'utilisation de la voix de Walter Cronkite et des échanges radio entre les astronautes et le centre spatial à Houston, le film documentaire montre de façon fluide les dessous de la mission[312] ;
- Apollo 11 : téléfilm produit pour le Family Channel et réalisé par Norberto Barba[313] ;
- Chasing the Moon, un documentaire réalisé par Robert Stone sur la chaîne PBS en juillet 2019, qui examine les événements qui ont mené à la mission Apollo 11. Un livre d'accompagnement du même nom a également été publié[314] ;
- 8 Days: To the Moon and Back, un film documentaire d'Anthony Philipson, réalisé par PBS et BBC Studios en 2019, qui reconstitue des parties importantes de la mission Apollo 11 à l'aide d'enregistrements audio de la mission, de nouvelles images de studio, d'archives de la NASA, d'actualités, et d'images générées par ordinateur[315].

### Documentaires sonores
- Apollo 11 : Neil Armstrong, premier homme sur la Lune par Claude Appel - avec Michel Le Royer, Gabriel Cattand, Françoise Binois, Jean Bolo, Jean-Paul Coquelin, Michel Derain - Vinyl - Le petit Ménestrel, 1969.
- 21 juillet 1969 : objectif Lune, émission radiophonique du 8 février 2016 d'Affaires sensibles sur France Inter.

### Films
- 2018 : First Man : Le Premier Homme sur la Lune : film de Damien Chazelle sorti en 2018, basé sur la vie de Neil Armstrong et la mission Apollo 11.
- 2022 : Apollo 10½
- 2024 : To the Moon de Greg Berlanti

### Bandes dessinées
- L'album Les Russes sur la Lune !, premier tome de la série de bande dessinée Jour J, raconte des évènements se déroulant dans une uchronie dans laquelle les Soviétiques sont les premiers à envoyer une personne (une femme) sur la Lune, à la suite d'un échec d'Apollo 11.

## Théorie du complot

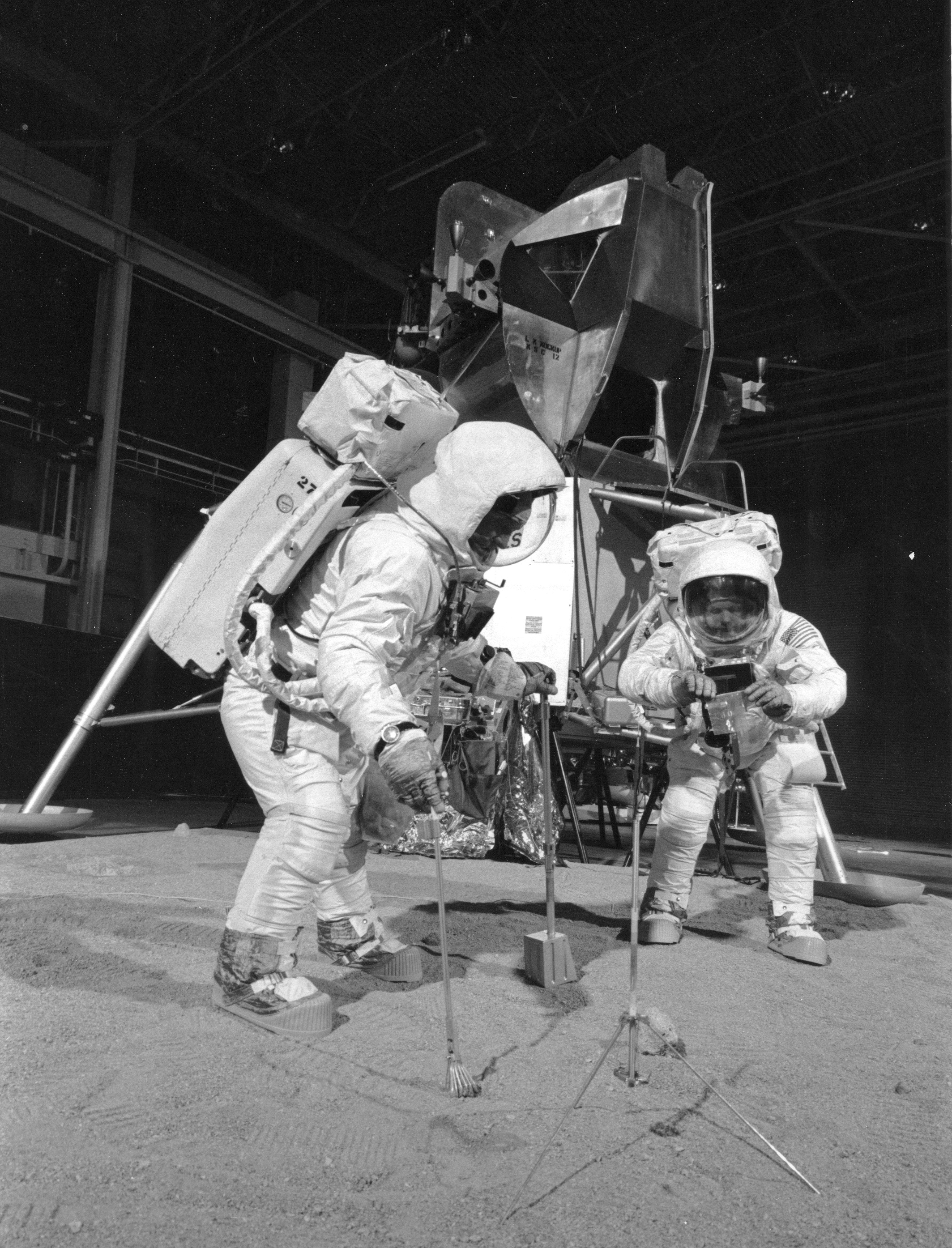
Buzz Aldrin et Neil Armstrong lors d'exercices utilisant une surface lunaire factice et un atterrisseur. Certains théoriciens du complot pensent que les missions Apollo ont en réalité été filmées sur un tel plateau.

Des théories du complot affirment que les atterrissages américains du programme Apollo sur la Lune entre 1969 et 1972 étaient un canular. Les partisans de ce point de vue pensent que les astronautes américains n’ont pas atterri sur la Lune et que la NASA a falsifié des photos, des échantillons de roches lunaires et d’autres preuves de cet évènement.
Selon les résultats d'un sondage d'opinion réalisé aux États-Unis en 1999 par l'organisation Gallup, 6 % des personnes pensent alors que l'alunissage était simulé.
De nombreux sites Internet et publications présentent et réfutent les accusations des partisans de cette théorie du complot. L'un des sites Internet de la NASA est consacré à cette question.